# Roșu
Roșul este una dintre culorile din spectrul vizibil ochiului uman, aflată lângă portocaliu, și clasificată ca o „culoare caldă”. Are cea mai mică frecvență și, în consecință, cea mai lungă lungime de undă în comparație cu toate celelalte culori vizibile (între aproximativ 625 și 740 nanometri). Este o culoare primară în modelul de culori RGB și secundară în modelul de culori CMYK și este culoarea complementară a cyanului. Cerul roșu la apusul soarelui rezultă din Împrăștierea Rayleigh, în timp ce culoarea roșie a Marelui Canion și a altor caracteristici geologice este cauzată de hematit sau ocru roșu  ambele forme de oxid de fier. Oxidul de fier dă, de asemenea, culoarea roșie a planetei Marte. Culoarea roșie a sângelui provine din proteina hemoglobină, în timp ce căpșunele coapte, merele roșii și frunzele roșii de toamnă sunt colorate de antocianină.
Pigmentul roșu obținut din ocru a fost una dintre primele culori folosite în arta preistorică. Vechii egipteni și maiașii își colorau fețele în roșu la ceremonii. Generalii romani aveau trupurile colorate în roșu pentru a sărbători victoriile. De asemenea, a fost o culoare importantă în China, unde a fost folosit pentru a colora ceramica timpurie și mai târziu porțile și zidurile palatelor. În Renaștere, costumele roșii strălucitoare pentru nobilime și bogați erau vopsite cu kermes și dactylopius coccus (insectă). În secolul al XIX-lea au fost creați primii coloranți roșii sintetici, care au înlocuit coloranții tradiționali. Roșul a devenit și culoarea revoluției. Rusia sovietică a adoptat un steag roșu în urma Revoluției bolșevice din 1917, urmată ulterior de China, Vietnam și alte țări comuniste. 
Deoarece roșul este culoarea sângelui, istoric a fost asociat cu sacrificiul, pericolul și curajul. Sondajele moderne din Europa și Statele Unite arată că roșu este, de asemenea, culoarea asociată cel mai frecvent cu căldura, activitatea, pasiunea, sexualitatea, furia, iubirea și bucuria. În China, India și în multe alte țări asiatice, roșu simbolizează fericirea și norocul. 

## Etimologie
Cuvântul românesc „roșu” derivă din latinescul roseus, care înseamnă „trandafiriu”. În limba română, mai există un cuvânt pentru roșu, adjectivul „ruber” care provine din latinescul ruber „roșu”, din proto-indo-europeană *reudh–,  „roșu”.

## În știință și natură

### Colorimetria și percepția culorii
Câmpul cromatic al roșului reunește nuanțe care variază de la vermilion spre portocaliu până la carmin spre violet. Când culoarea aceleiași lungimi de undă dominante este desaturată și clară, adică amestecată cu albul, vorbim de roz. Când este desaturată și întunecată, este percepută ca maro, cu excepția cazului în care tinde spre violet și vorbim despre culoarea vișiniu.
Norma AFNOR X-08-010 „Clasificarea generală metodică a culorilor” a propus limite fizice pentru toate aceste categorii de culori.. Lungimea de undă dominantă corespunzătoare roșului este cuprinsă între 605 nanometri partea portocalie și -499 nm partea purpurie, cu zona centrală, fără culoare, de la 622 nm la -494 nm. Roșul este culoarea cu cea mai lungă lungime de undă din spectrul vizibil. Pe diagrama cromatică, zona roșie include nuanțe amestecate cu albastru, care dau lungimile de undă negative.
| 605 nm          |                 |                 |                 |                 |                 | 622 nm |      |      |      |      | 740 nm | −494 nm     |             |             |             |             | −499 nm     |
| roșu-portocaliu | roșu-portocaliu | roșu-portocaliu | roșu-portocaliu | roșu-portocaliu | roșu-portocaliu | roșu   | roșu | roșu | roșu | roșu | roșu   | roșu-violet | roșu-violet | roșu-violet | roșu-violet | roșu-violet | roșu-violet |

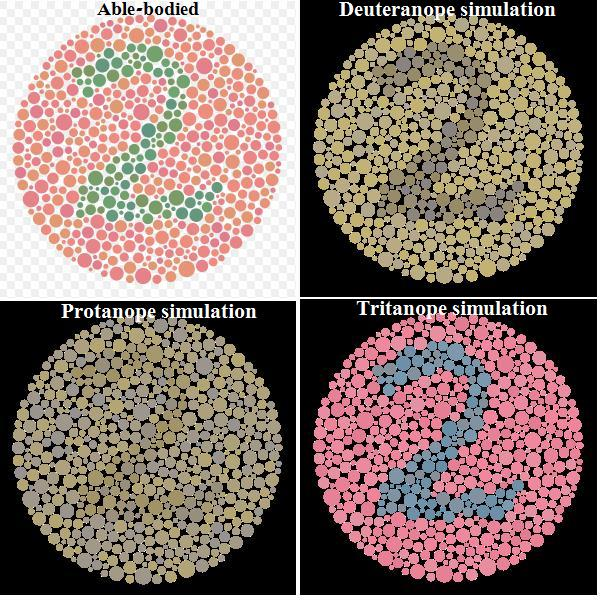
Simularea percepției unei imagini a testului Ishihara în cazul persoanelor cu sensibilitate redusă la roșu (stânga jos), comparativ cu modul în care este perceput de majoritatea populației (stânga sus).

La om, culoarea roșie este percepută prin conuri (care sunt celule fotoreceptoare prezente pe retina ochiului), special concepute pentru a distinge culorile. Există trei tipuri de conuri în ochiul uman: S, M și L. Fiecare dintre aceste tipuri percepe o gamă particulară de culori, iar percepția culorilor individuale apare din combinația de stimuli diferiți. Culoarea roșie este asociată cu o stimulare mult mai mare a conurilor L decât stimularea conurilor M (în timp ce conurile S nu primesc stimulare din roșu).
Pot exista diferențe substanțiale între oameni în percepția roșului. Se vorbește despre „protanomalie” dacă sensibilitatea la roșu este afectată și „protanopie” pentru a indica absența totală a sensibilității la roșu. Daltonistul nu poate deosebi anumite culori una de alta, în special roșu de verde.
Primatele pot distinge întreaga gamă a culorilor spectrului vizibile pentru oameni, dar multe tipuri de mamifere, precum câinii, pisicile și bovinele, au dicromatie, ceea ce înseamnă că pot vedea albastru și galben, dar nu pot distinge roșu și verde (ambele se văd ca gri). Taurii, de exemplu, nu pot vedea culoarea roșie a capei unui toreador, dar sunt agitați de mișcarea sa. Păianjenii pot percepe doar culoarea verde și culorile din ultraviolete, nu percep culoarea roșie. Albinele, creveții, caracatița, calamarul, iepurele și veverița nu percep culoarea roșie.

### Pantone
Sistemul Pantone a fost dezvoltat în anii ’50 pentru a clasifica culorile și a le „traduce” în sistemul de imprimare cu patru culori CMYK, datorită unui cod arbitrar format din două câmpuri: în primul poate fi prezent un cuvânt (de exemplu "RED" -roșu-) sau un număr format din două cifre care se referă la familia culorii.
Începând cu anul 2000, Institutul Pantone Color, după ce se consultă cu designeri renumiți din mai multe domenii artistice, stabilește, la sfârșitul fiecărui an, pentru anul următor, o culoare sau o nuanță  reprezentativă pentru sfera artistică și industriile conexe. Următoarelor nuanțe de roșu li s-a acordat titlul de „Culoarea anului”:
2001
Fuchsia Rose
Pantone 17-2031
#C74375
2002
True Red
Pantone 19-1664
#BF1932
2004
Tigerlily
Pantone 17-1456
#E2583E
2007
Chili Pepper
Pantone 19-1557
#9B1B30
2011
Honeysuckle
Pantone 18-2120
#D94F70
2012
Tangerine Tango
Pantone 17-1463
#DD4124
2015
Marsala
Pantone 18-1438
#955251
2019
Living Coral
Pantone 16-1546
#FF6F61
2023
Viva Magenta
Pantone 18-1750
#BB2649

## Istoric

### Preistorie
În interiorul peșterii 13B de la Pinnacle Point, un sit arheologic găsit pe coasta Africii de Sud, paleoantropologii au găsit dovezi în 2000 că, între 170.000 și 40.000 de ani în urmă, oamenii din Epoca de Piatră Târzie răzuiau și măcinau ocru, o argilă colorată în roșu de oxidul de fier, probabil cu intenția să-și coloreze corpurile. Pulbere de hematit roșu a fost găsită împrăștiată în jurul rămășițelor într-un sit funerar dintr-un complex de peșteri din Zhoukoudian, lângă Beijing. Situl are dovezi de locuire încă de acum 700.000 de ani. Este posibil ca hematitul să fi fost folosit pentru a simboliza sângele într-o ofrandă pentru morți.:4
Roșu, negru și alb au fost primele culori folosite de artiștii din Paleoliticul superior, probabil pentru că pigmenții naturali, cum ar fi ocru roșu și oxidul de fier erau ușor disponibili acolo unde locuiau oamenii timpurii. Rubia, o plantă a cărei rădăcină putea fi transformată într-un colorant roșu, creștea pe scară largă în Europa, Africa și Asia. În Peștera Altamira din Spania este desenat un bizon colorat cu ocru roșu, care dateaza între 15.000 si 16.500 î.Hr.
În Neolitic, a început să fie folosit un colorant roșu obținut prin uscarea și apoi zdrobirea corpurilor femelelor unei insecte mici din genul Kermes, în special Kermes vermilio.

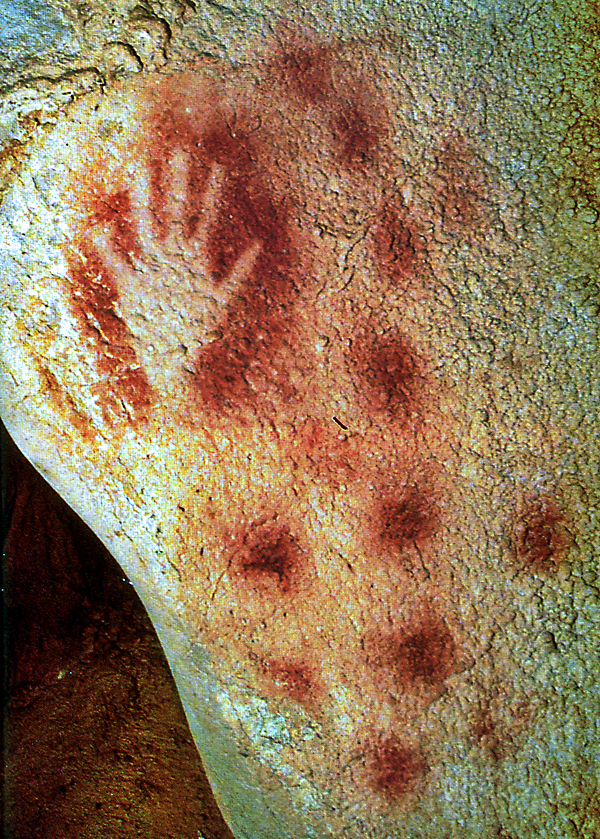
Imaginea unei mâini umane colorată cu ocru roșu, peștera Pech Merle, Franța (Gravețian, 25.000 î.Hr.).
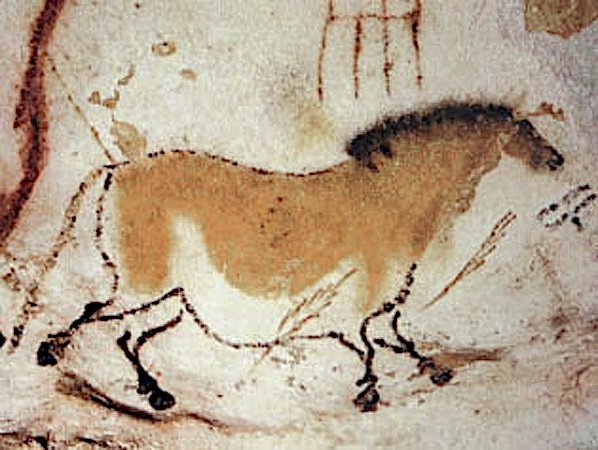
Cal, peștera Lascaux, Franța, 20.000 î.Hr.
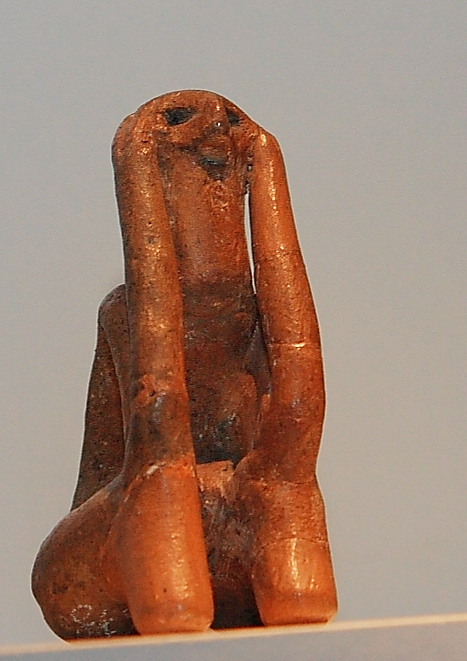
Gânditorul din Târpești, piesă modelată din lut, arsă, de culoare cărămizie. Cultura Cucuteni, 6500 î.Hr.
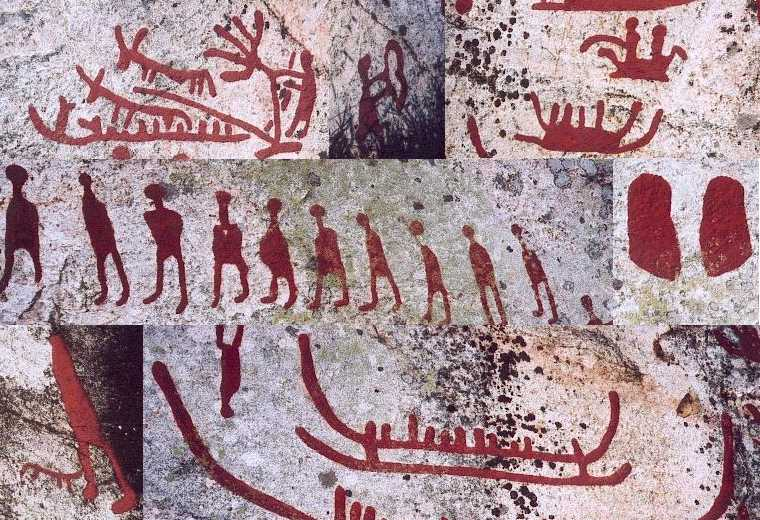
Petroglifă din Suedia, Epoca de Bronz nordică

### Lumea antică
În Egiptul antic, roșul era asociat cu viața, sănătatea și victoria. Egiptenii se colorau cu ocru roșu în timpul sărbătorilor. Femeile egiptene foloseau ocru pentru înroșirea obrajilor și a buzelor  și, de asemenea, foloseau henna pentru a-și colora părul și a-și vopsi unghiile. Dar, ca multe culori, a avut și o asociere negativă, cu focul, distrugerea și răul. O rugăciune către zeul Isis spune: „Oh Isis, protejează-mă de toate lucrurile rele și roșii”. Vechii egipteni au început să producă pigmenți în jurul anului 4000 î.Hr., ocrul roșu fiind utilizat pe scară largă ca un pigment pentru picturile pe pereți. Egiptenii au folosit rădăcina rubiei pentru a obține un colorant, cunoscut mai târziu sub numele de alizarin, și l-au folosit și ca pigment.
În China Antică, artizanii făceau ceramică pictată cu roșu și negru încă din perioada culturii Yangshao (5000-3000 î.Hr.). Un vas de lemn pictat în roșu a fost găsit într-un sit neolitic din Yuyao, Zhejiang. Alte obiecte de ceremonie pictate în roșu au fost găsite în alte situri care datează din perioada Primăverii și Toamnei (770–221 î.Hr.). În timpul dinastiei Han (200 î.Hr.-200 d.Hr.) meșterii chinezi au realizat un pigment roșu, tetroxidul de plumb, pe care l-au numit ch-ien tan, încălzind pigmentul alb de plumb. La fel ca egiptenii, au făcut un colorant roșu din planta rubia pentru a colora țesăturile de mătase și au folosit pigmenți colorați cu rubia pentru a confecționa lacuri roșii. Pigmentul de plumb roșu sau tetroxid de plumb a fost utilizat pe scară largă în miniaturile persane și indiene, precum și în arta europeană, unde a fost numit minium.
În India, rubia a fost folosită pentru a face vopsea din cele mai vechi timpuri. O bucată de bumbac vopsită cu rubia datată din mileniul al III-lea î.Hr. a fost găsită într-un sit arheologic de la Mohenjo-daro. A fost folosit de călugări și pustnici indieni timp de secole pentru vopsirea hainelor.
Primii locuitori ai Americii obțineau un colorant crimson din Dactylopius coccus, o insectă din aceeași familie cu insecta Kermes din Europa și Orientul Mijlociu, insectă care trăiește pe cactușii din genul Opuntia, hrânindu-se din seva și nutrienții plantei. S-au găsit textile vopsite în roșu din cultura Paracas (800 - 100 î.Hr.) în morminte din Peru.
Roșu a apărut și la înmormântările regilor din statele-orașe Maya. În Mormântul Reginei Roșii din interiorul Templului XIII din ruinele orașului mayaș antic Palenque (600–700 d.Hr.), scheletul și obiectele ceremoniale ale unei femei nobile au fost complet acoperite cu pulbere roșie strălucitoare din cinabru.

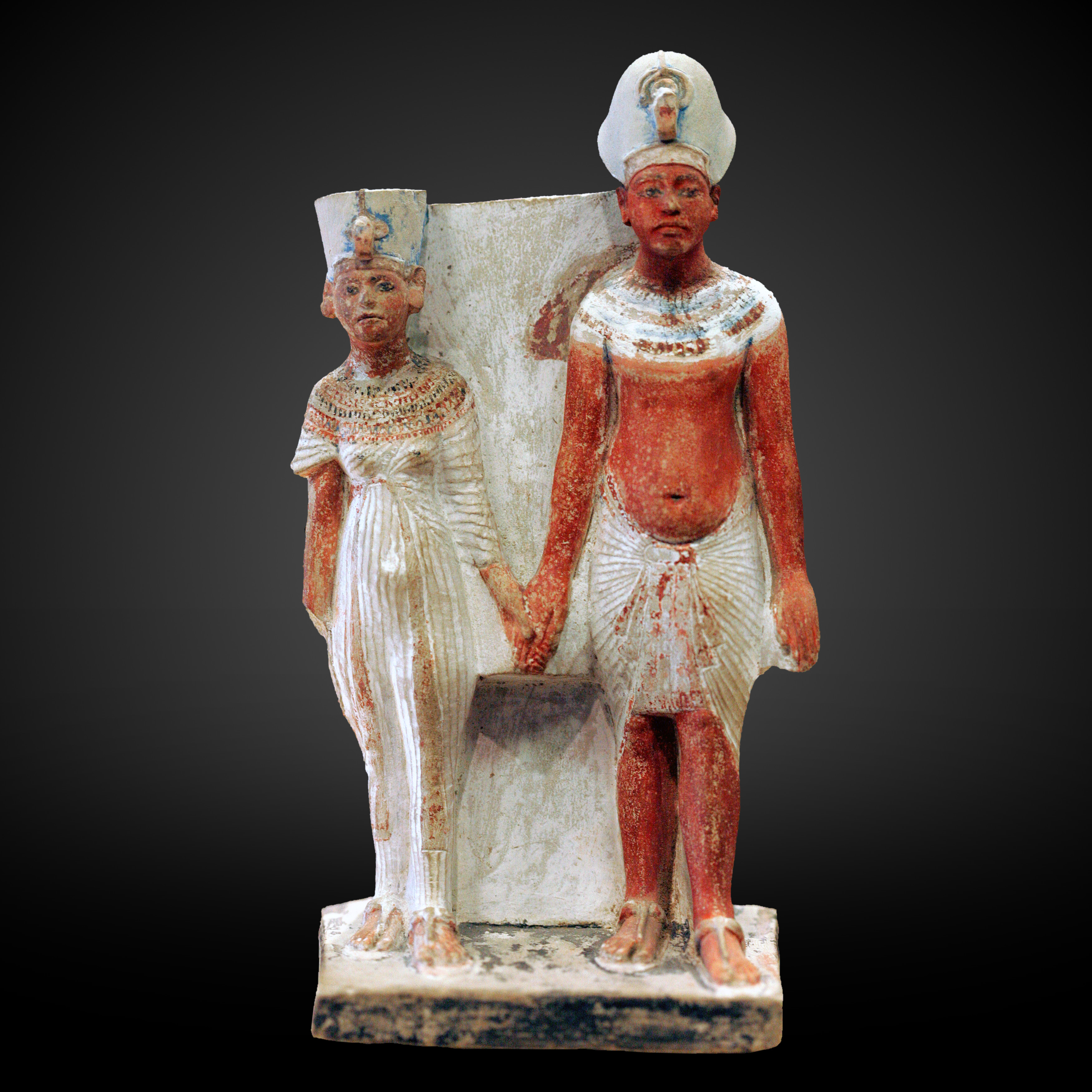
Statui pictate ale faraonului Akhenaton și ale reginei Nefertiti (1345 î.Hr.)
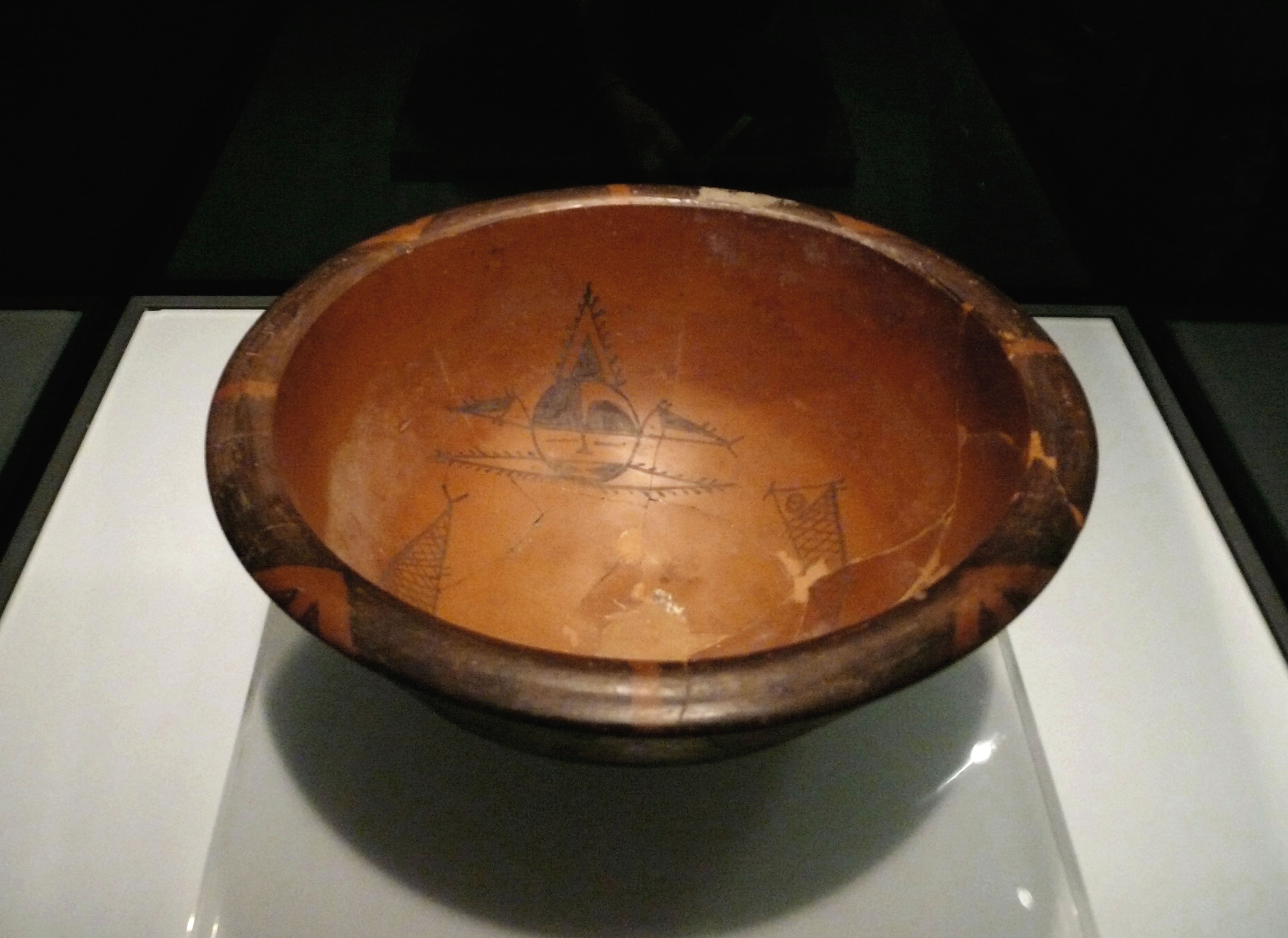
Bol pictat cu roșu și negru din perioada culturii Yangshao, China (4500 î.Hr.)
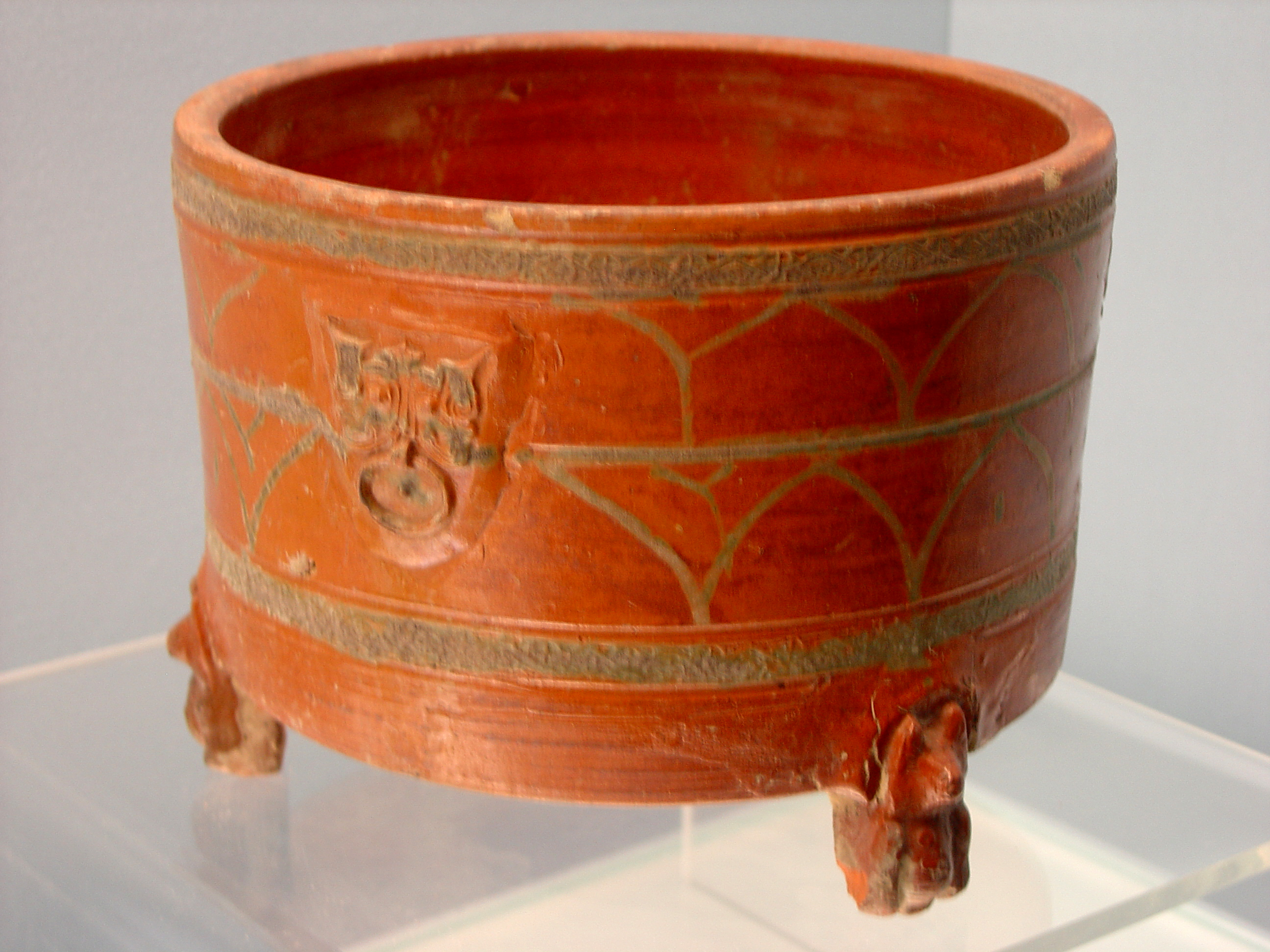
Cutie cosmetică din ceramică emailată cu picioare zoomorfe, dinastia Han (200 î.Hr.–200 d.Hr.)
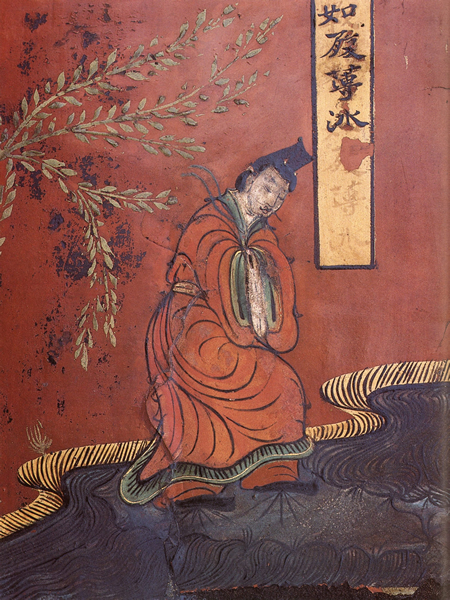
Figura masculină într-o pictură de lac pe lemn, perioada Wei de Nord, secolul al V-lea
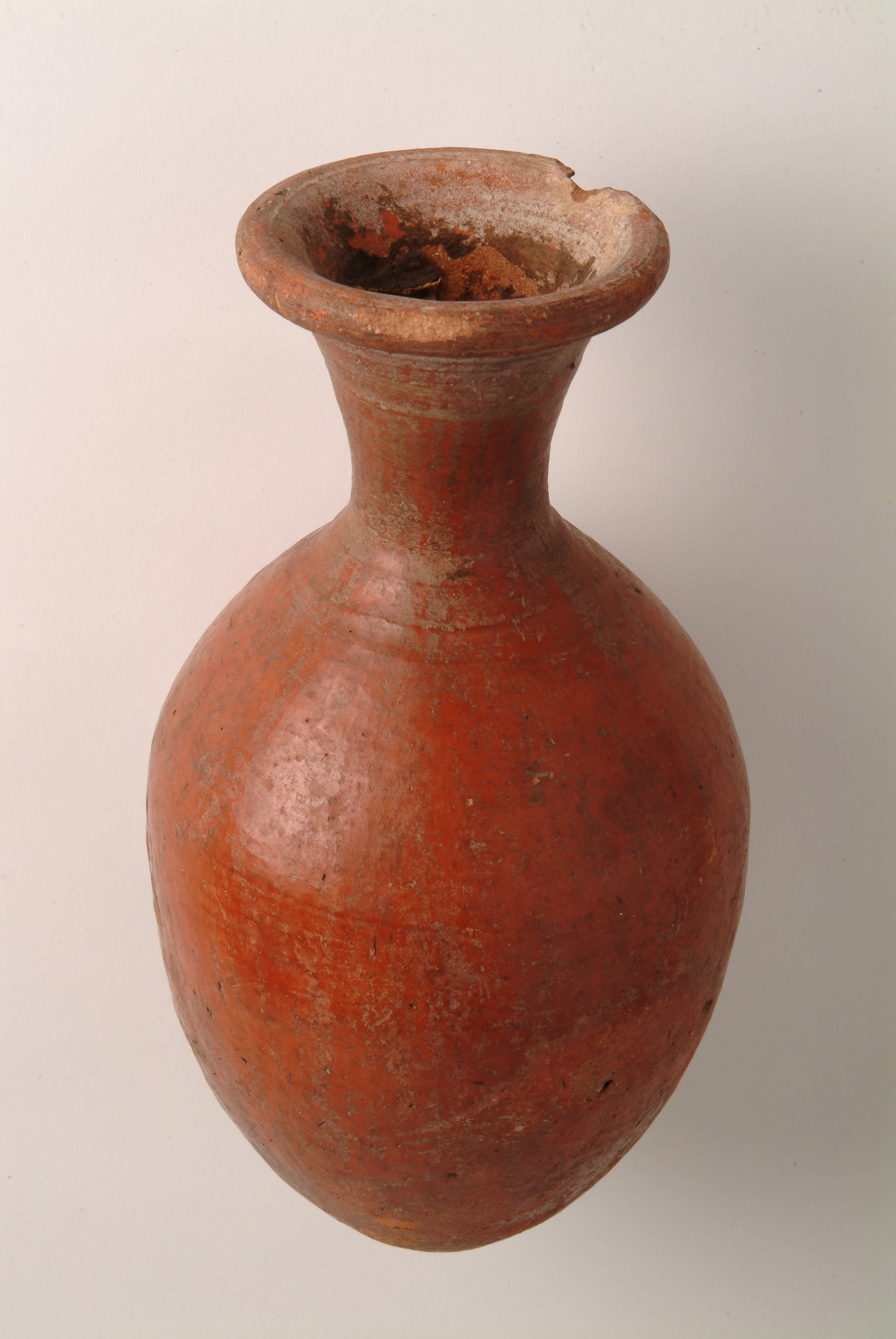
Vază egipteană de ceramică roșie lustruită
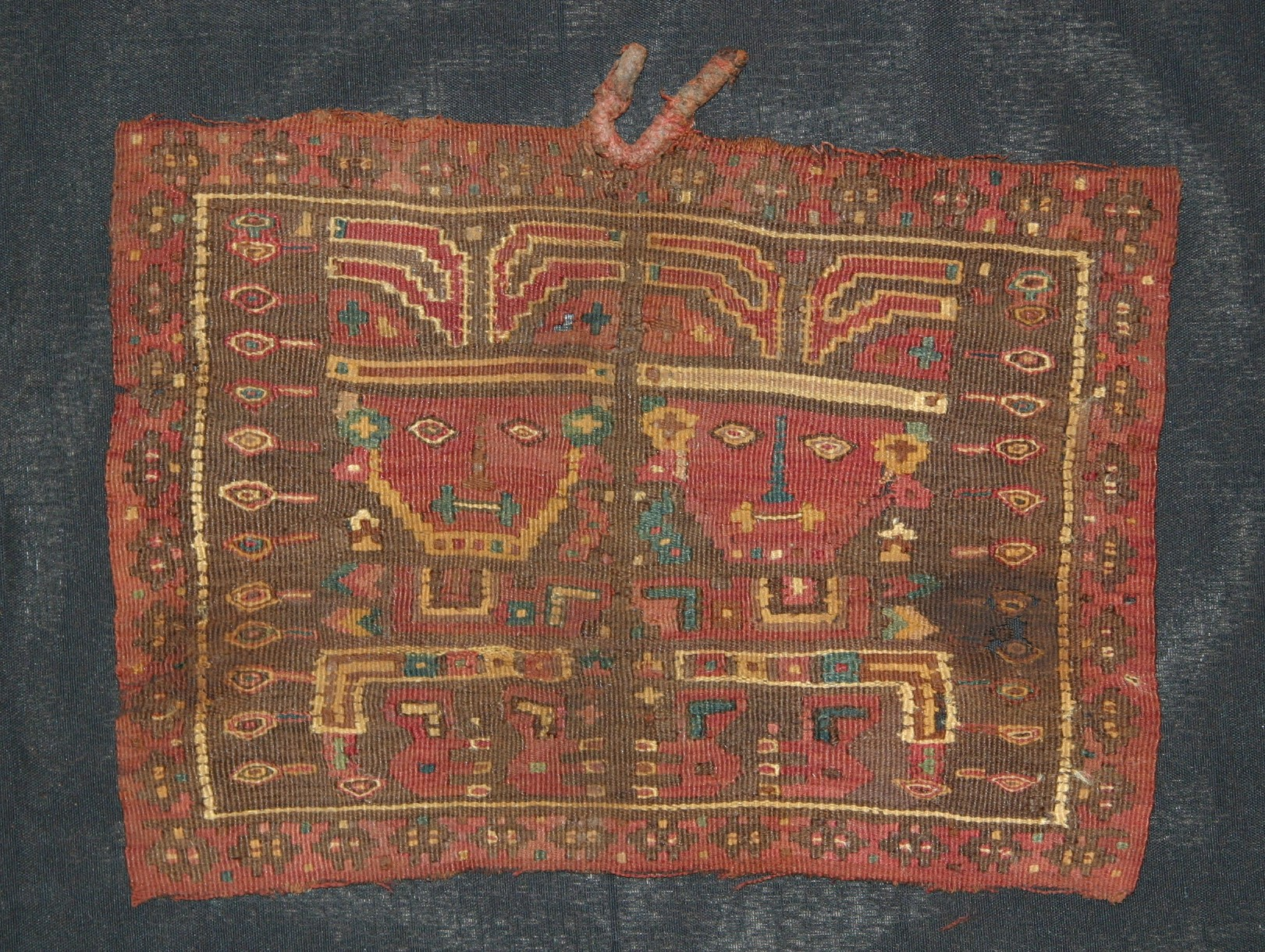
Tapiserie din lână de alpaca, cultura Moche (600 d.Hr.-900 d.Hr.)

În Grecia antică și în civilizația minoică din Creta antică, roșul a fost utilizat pe scară largă în picturile murale și în decorarea policromă a templelor și palatelor. Grecii au început să folosească plumb roșu ca pigment.
Romanii purtau toge cu dungi roșii în vacanțe, iar mireasa de la o nuntă purta un șal roșu, numit flammeum. Roșul a fost folosit pentru a colora statuile și pielea gladiatorilor. Roșul era și culoarea asociată armatei; soldații romani purtau tunici roșii, iar ofițerii purtau o mantie numită paludamentum care, în funcție de calitatea colorantului, putea fi crimson, stacojiu sau violet. În mitologia romană roșul este asociat cu zeul războiului, Marte. Un general roman pentru care se organiza un triumphus avea întregul corp pictat în roșu în onoarea realizării sale.
Romanilor le plăceau culorile strălucitoare, multe vile romane fiind decorate cu picturi murale de un roșu viu. Pigmentul folosit pentru multe dintre picturile murale a fost numit vermilion și provenea din cinabru mineral, un minereu comun de mercur. A fost unul dintre cele mai frumoase culori roșii din cele mai vechi timpuri – picturile și-au păstrat strălucirea mai mult de douăzeci de secole. Sursa de cinabru pentru romani a fost un grup de mine lângă Almadén, sud-vestul Madridului, în Spania. Lucrul în mine a fost extrem de periculos, deoarece mercurul este foarte toxic; minerii erau sclavi sau prizonieri, iar trimiterea în minele de cinabru era o sentință la moarte.

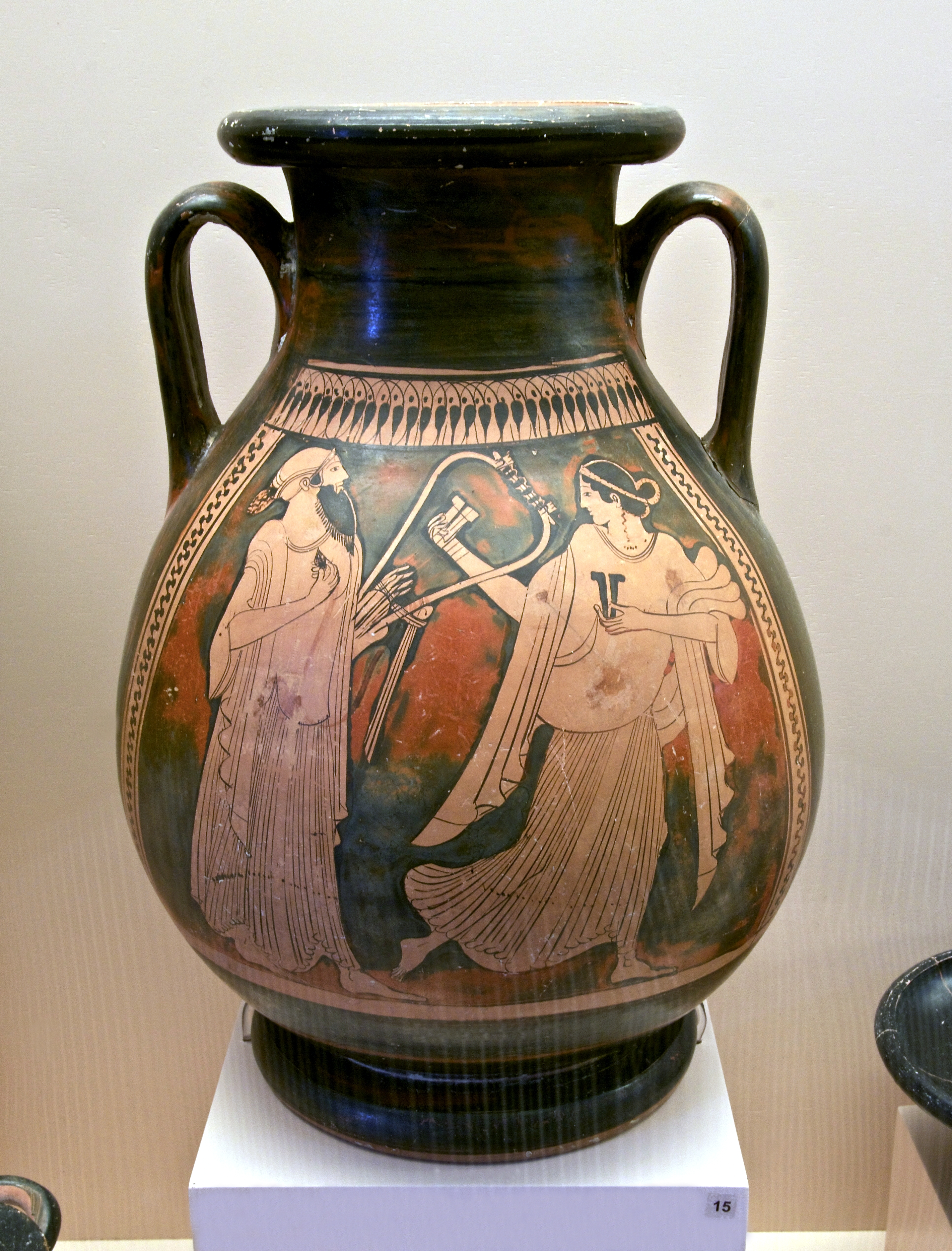
Amforă attică  grecească cu figurine roșii
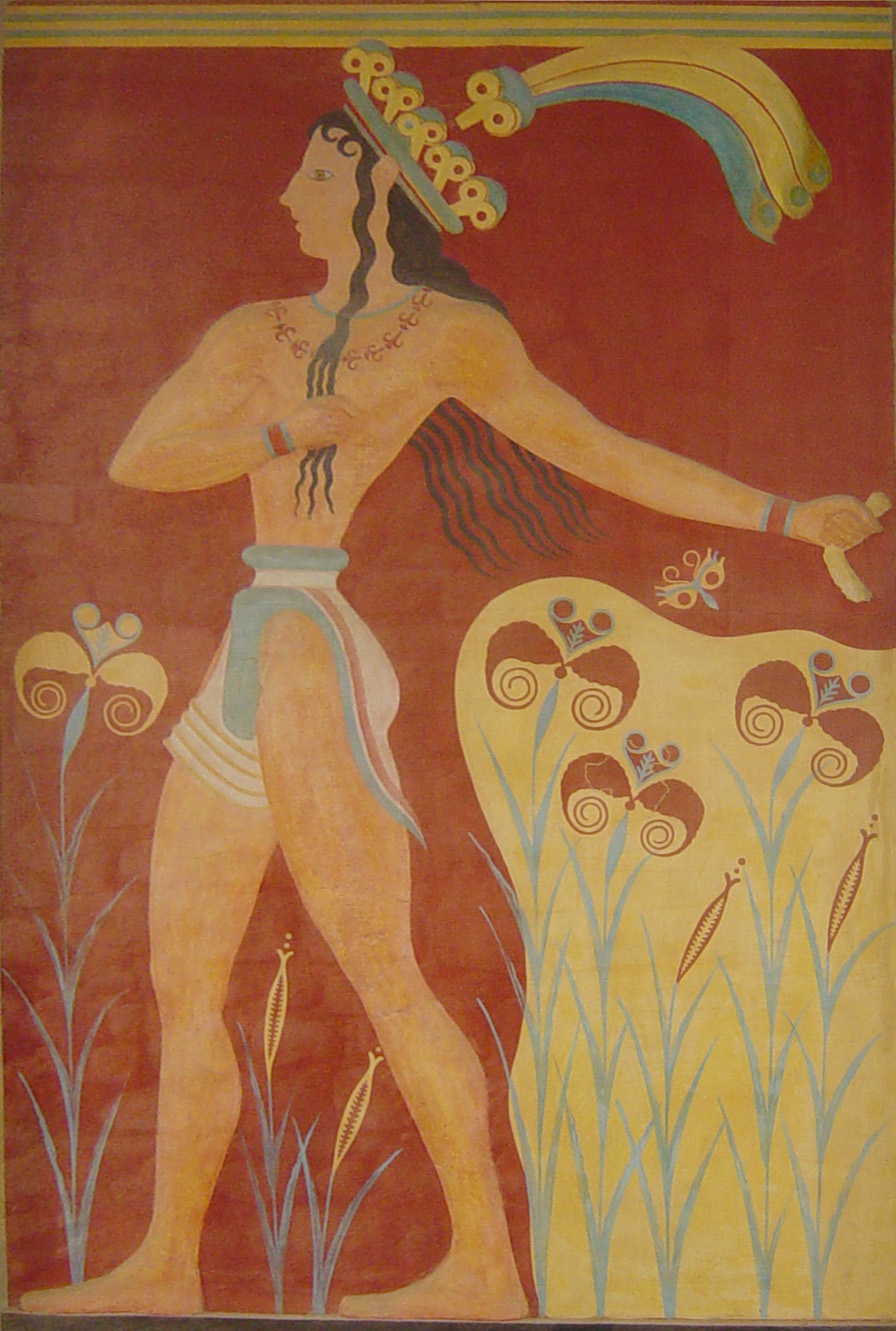
Pictură murală restaurată, numită „Prințul Crinilor”, Palatul Epoca Bronzului din Minos, Cnossos, în Creta
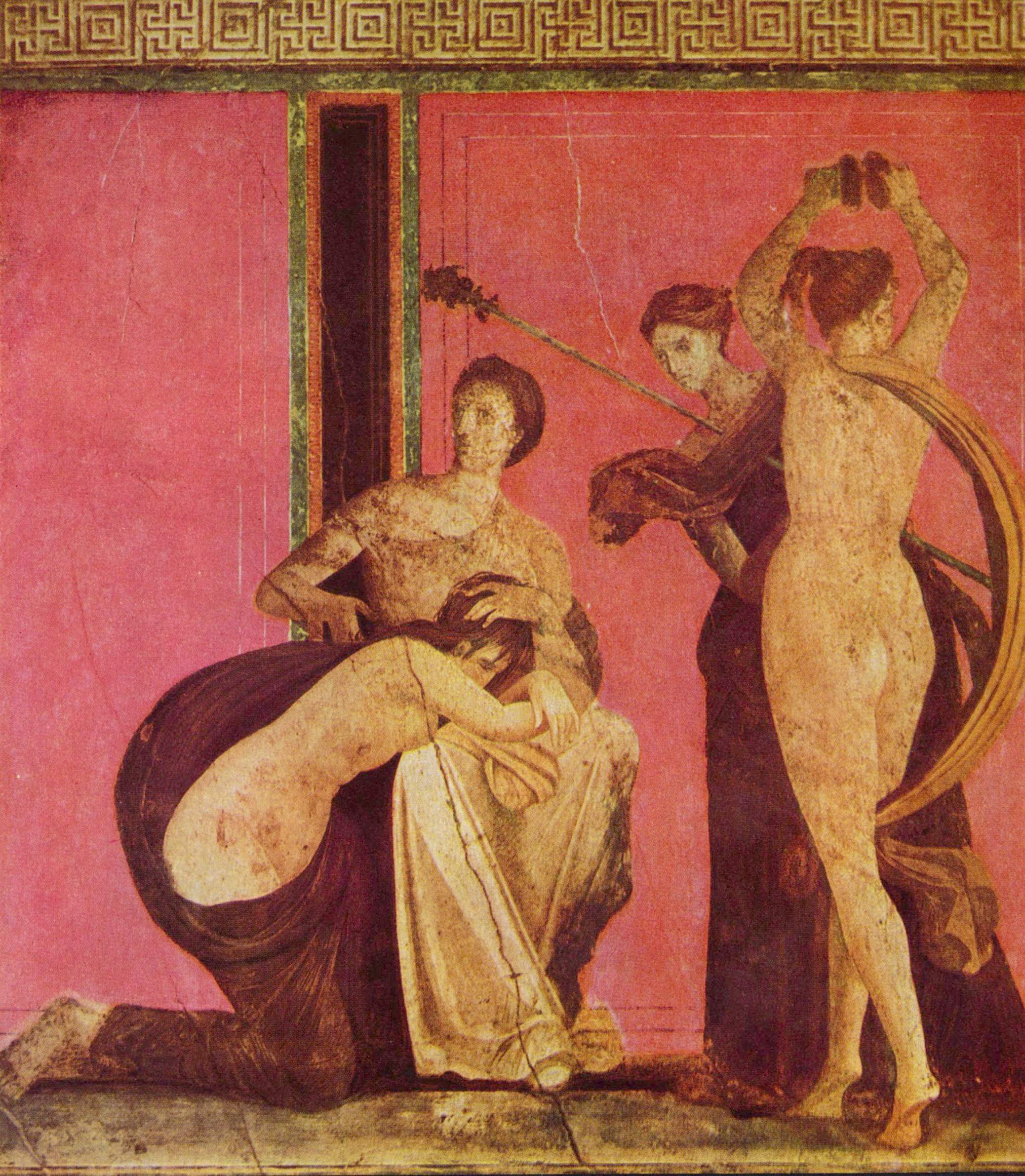
Artă romană - frescă din Pompeii, 80 î.Hr.
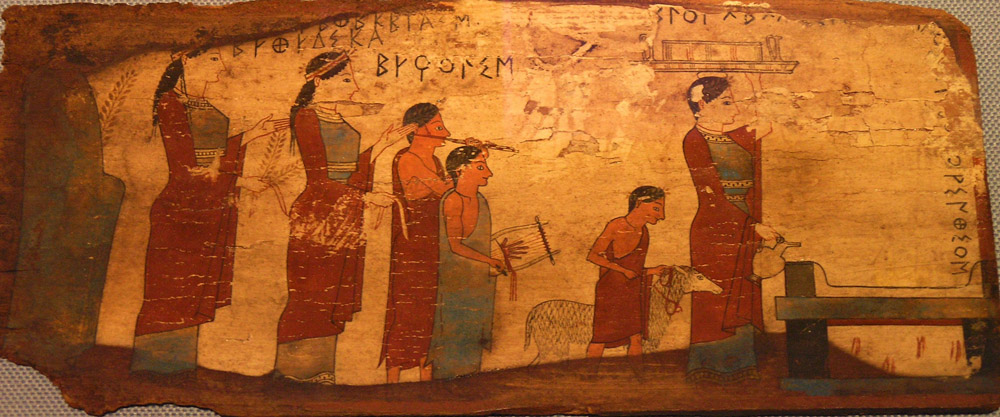
Lemn pictat, unul din puținele tablouri care au supraviețuit din perioada arhaică a Greciei, c. 540–530 î.Hr.
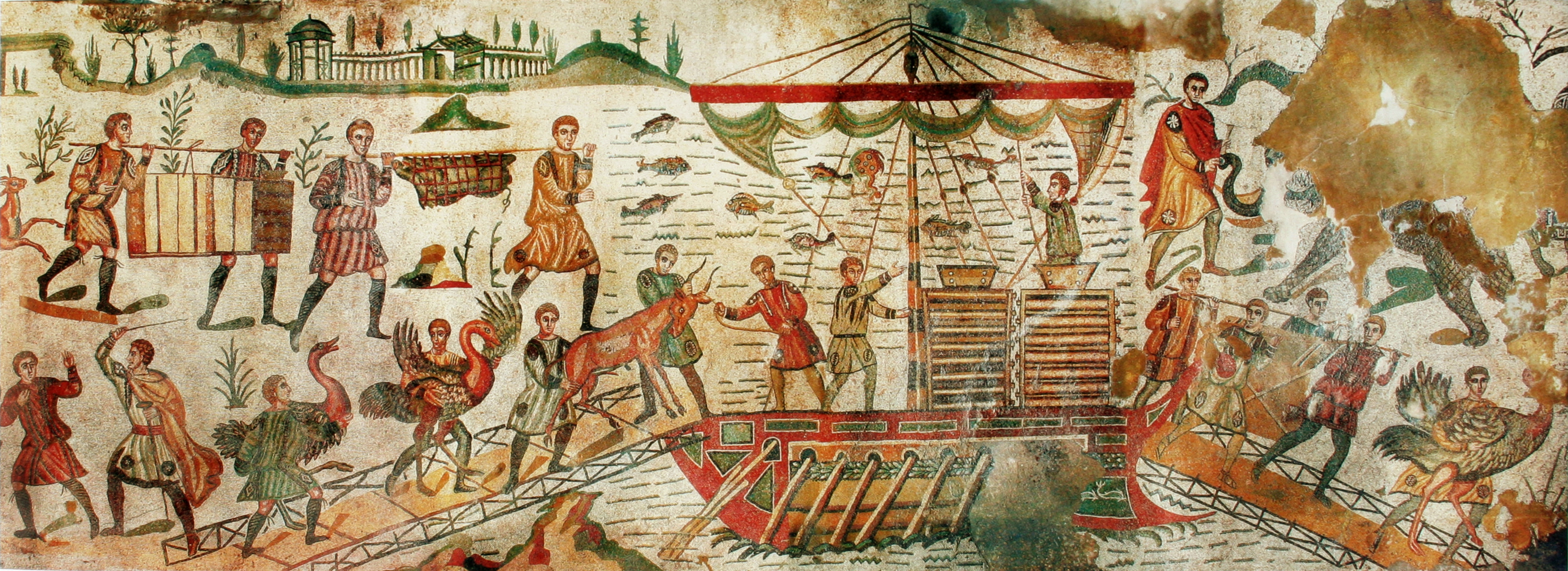
Mozaic roman care prezintă capturarea și transportul animalelor
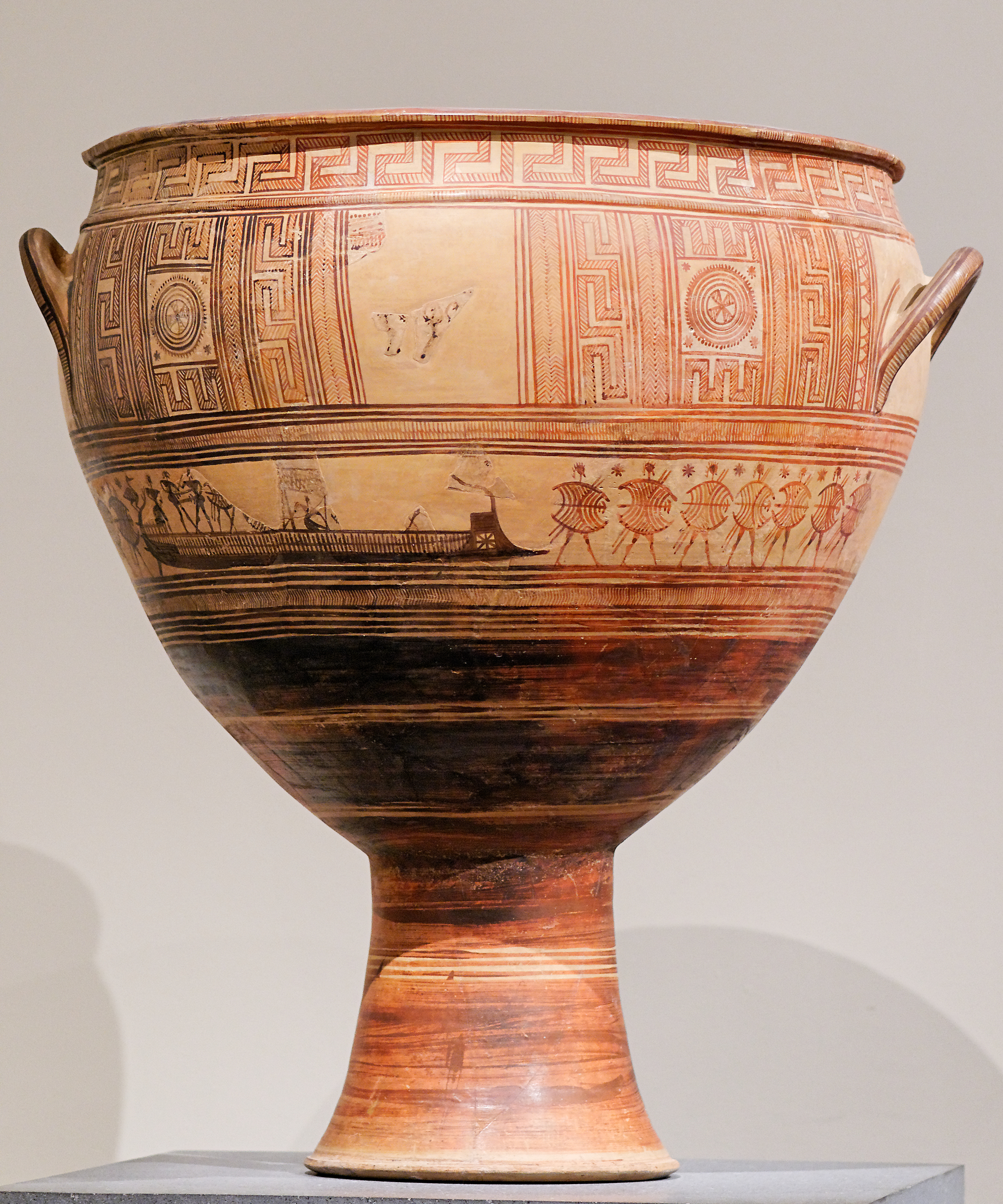
Vas grecesc înalt cu modele geometrice, c. 800-775 î.Hr.
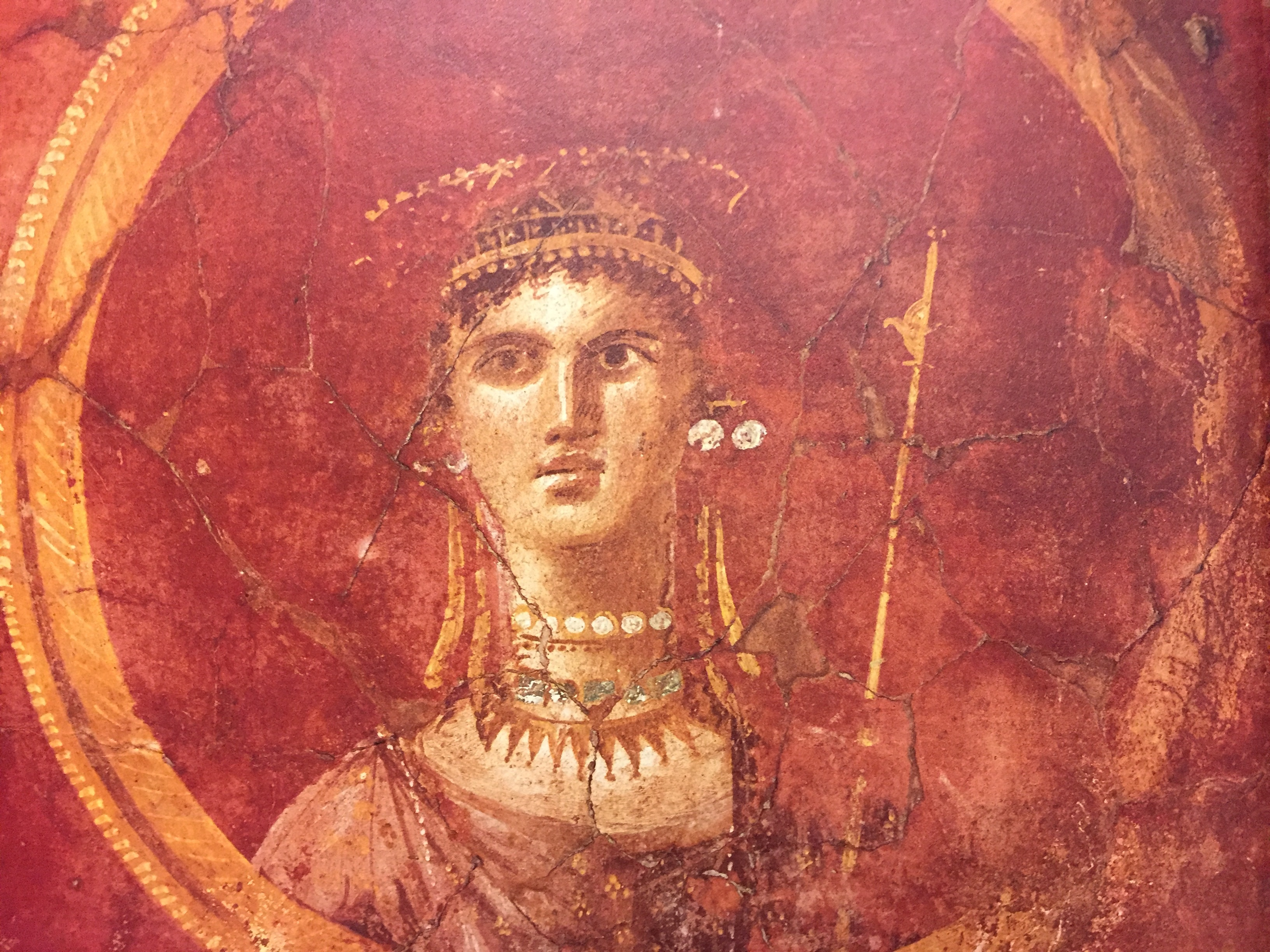
Un medalion din Pompei, Italia, înfățișând-o pe zeița Afrodita, purtând o diademă și ținând un sceptru; este datat din secolul I î.Hr.

### Istorie postclasică

#### Europa
După căderea Imperiului Roman de Apus, roșul a fost adoptat drept culoarea măreției și autorității de către Imperiul bizantin, prinții Europei și Biserica Romano-Catolică. De asemenea, a jucat un rol important în ritualurile Bisericii Catolice, simbolizând sângele lui Hristos și al martirilor creștini.
Roșul era culoarea steagului împăraților bizantini. În Europa de Vest, împăratul Carol cel Mare și-a vopsit palatul în roșu ca un simbol foarte vizibil al autorității sale și a purtat pantofi roșii la încoronarea sa.
Regi, prinți și, începând din 1295, cardinali romano-catolici au început să poarte culoarea roșie habitus. Când Abbe Suger a reconstruit Catedrala din Saint-Denis la începutul secolului al XII-lea, a adăugat vitralii colorate cu albastru cobalt și sticlă roșie nuanțată cu cupru. Împreună au inundat catedrala cu o lumină mistică. Curând, catedralele de-a lungul Franței, Angliei și Germaniei aveau vitralii. În pictura medievală, roșul era folosit pentru a atrage atenția asupra celor mai importante figuri; atât Hristos, cât și Fecioara Maria au fost pictați în mod obișnuit purtând mantale roșii.
Îmbrăcămintea roșie era un semn al statutului și bogăției. Era purtat nu numai de cardinali și prinți  ci și de comercianți, artizani și orășeni, în special în vacanțe sau ocazii speciale. Vopseaua roșie pentru îmbrăcămintea oamenilor obișnuiți era obținută din rădăcinile plantei rubiei tinctorum. Această culoare înclina spre roșu-cărămidă și se decolora ușor la soare sau în timpul spălării. Bogații și aristocrații purtau îmbrăcăminte stacojie vopsită cu kerme sau carmin, obținute din acidul carminic din insecte mici care trăiau pe frunzele stejarului din Europa de Est și în jurul Mediteranei. Insectele erau adunate, uscate, zdrobite și fierte cu diferite ingrediente într-un proces lung și complicat, care producea un stacojiu aprins.
Brazilin era un alt colorant roșu popular în Evul Mediu. Era obținut din arborele biancaea sappan care creștea în India, Malaezia și Sri Lanka. Un copac similar, paubrasilia echinata creștea pe coasta Americii de Sud. Lemnul roșu era măcinat în rumeguș și amestecat cu o soluție alcalină pentru a obține vopsea și pigment. A devenit unul dintre cele mai profitabile exporturi din Lumea Nouă și a dat numele Braziliei.

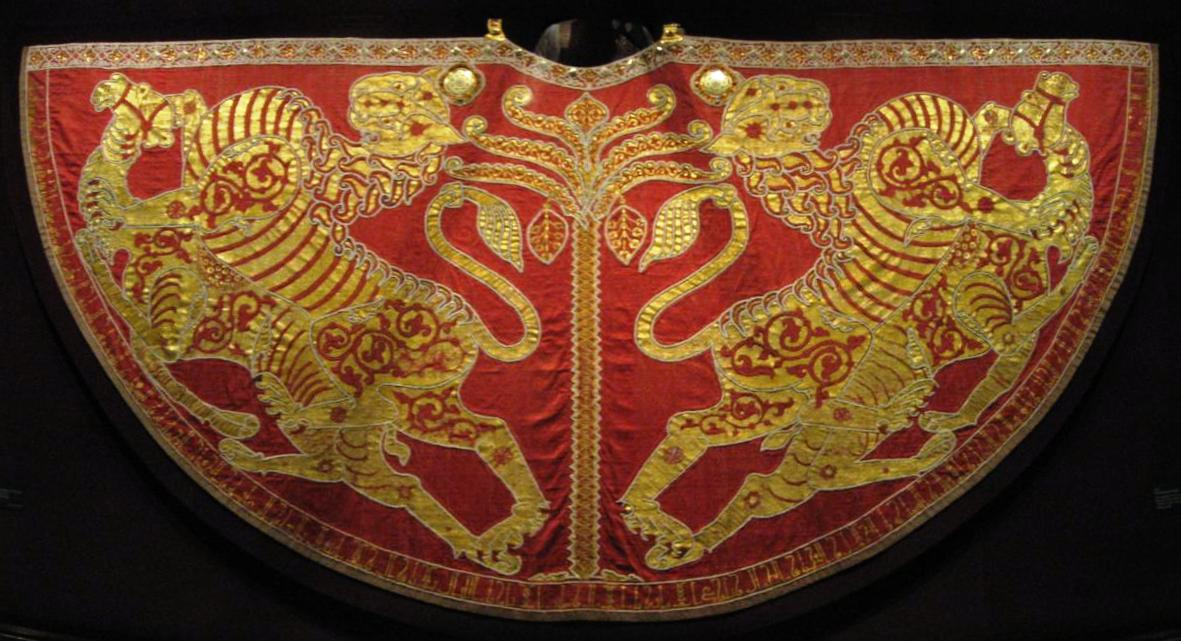
Mantaua de încoronare de culoare crimson a lui Roger al II-lea al Siciliei (1133–4), vopsită cu Kermes, cel mai prestigios roșu din Evul Mediu
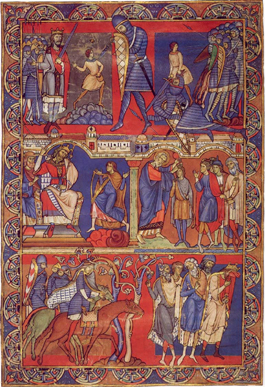
Scene din viața lui David în Biblia Winchester 1160–75
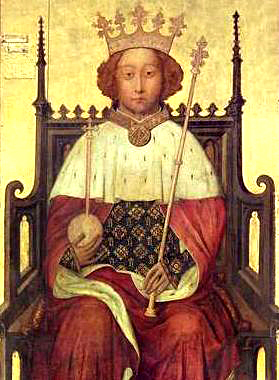
Regele Richard al II-lea al Angliei (anii 1390) îmbrăcat în roșu
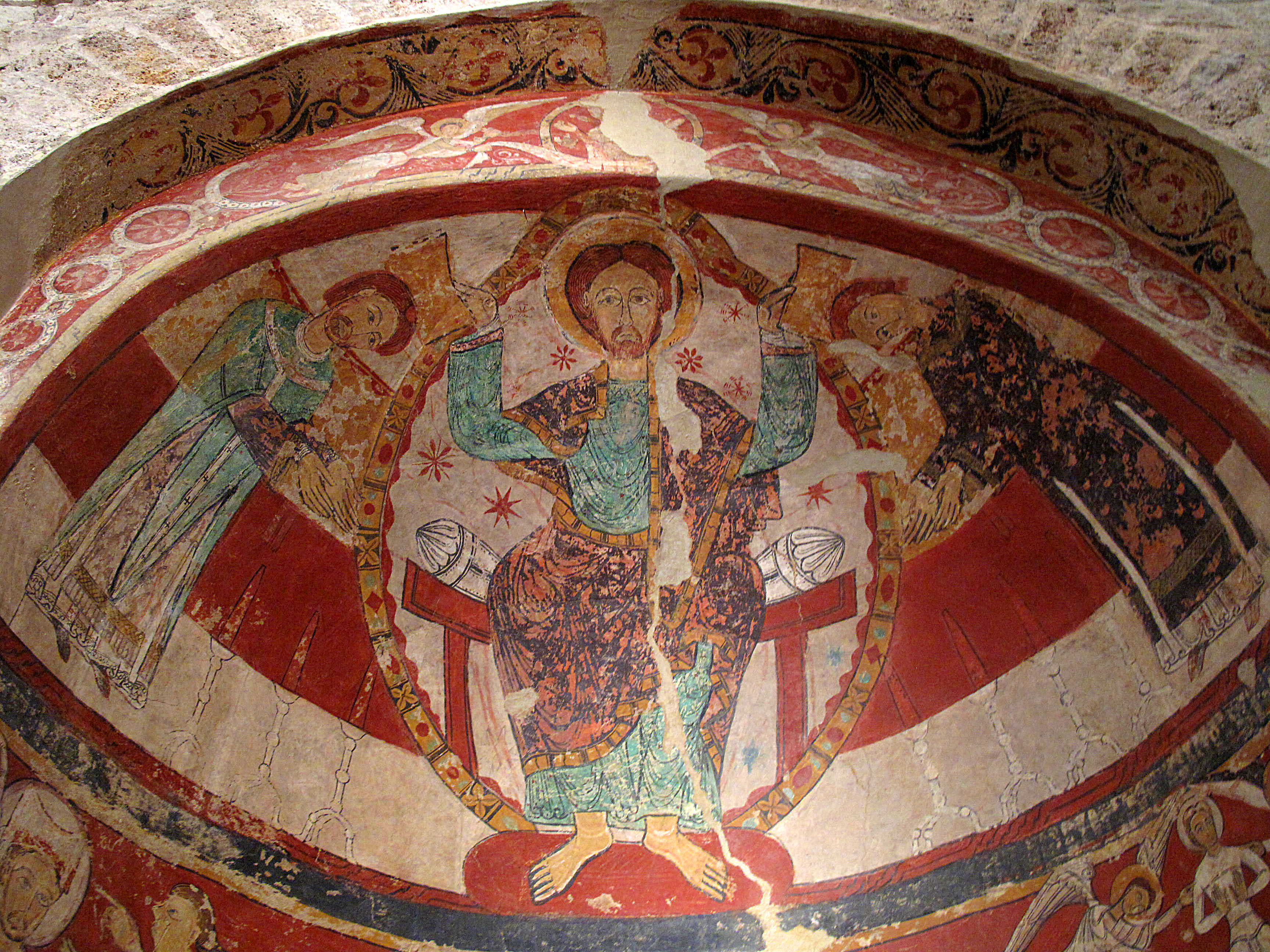
Artă romană, Iisus Hristos reprezentat ca Pantocrator, biserică din Spania
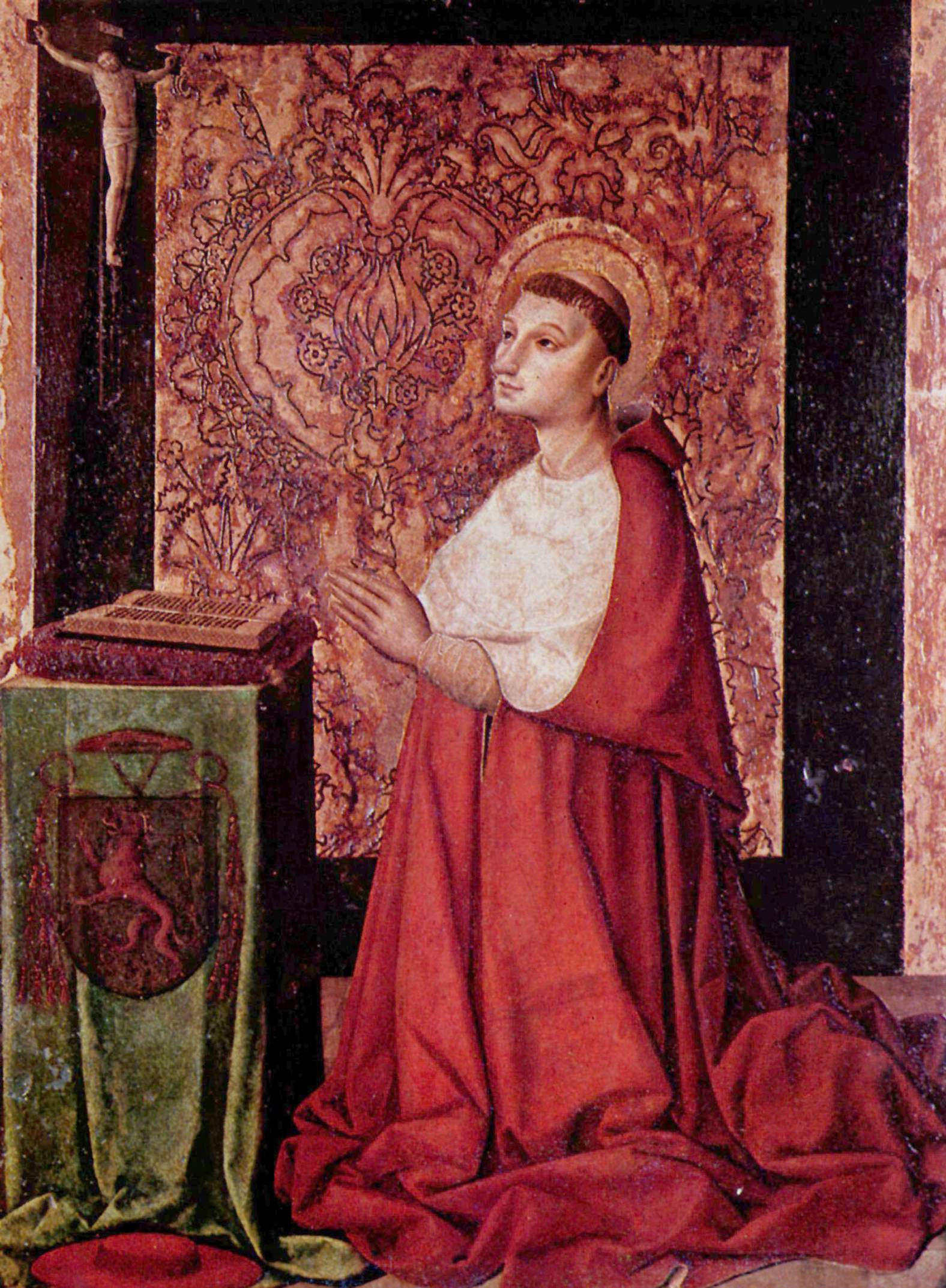
Artă gotică, portret al cardinalului Pierre de Luxembourg
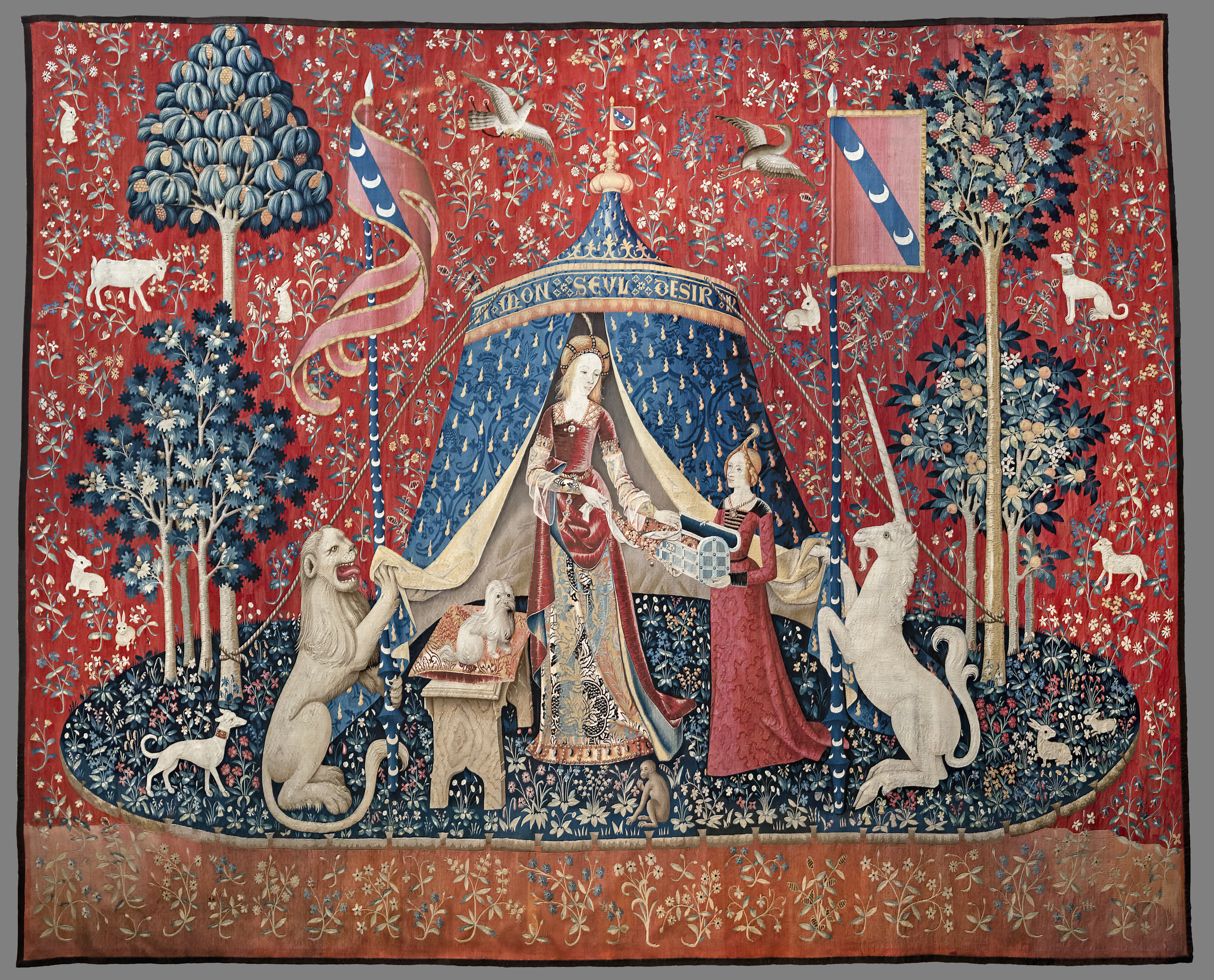
Doamna și unicornul, tapiserie flamandă, sf. sec.XV

### Asia
Roșul a fost o culoare importantă în cultura chineză, religie, industrie, modă și ritual de curte încă din cele mai vechi timpuri. Mătasea era țesută și vopsită încă din timpul dinastiei Han, roșul chinez fiind un roșu deschis, dar în timpul dinastiei Tang au fost descoperiți noi coloranți și pigmenți. Chinezii au folosit diferite plante pentru a realiza coloranți roșii, inclusiv florile de șofran (Carthamus tinctorius), spinii și tulpinile unei varietăți de plante de sorg numite Kao-liang și lemnul arborelui biancaea sappan. Pentru pigmenți, au folosit cinabru, care a produs faimosul vermillion sau „roșu chinezesc” al lacului chinezesc.
Roșul a jucat un rol important în filosofia chineză. Se credea că lumea era compusă din cinci elemente: metal, lemn, apă, foc și pământ și fiecare avea o culoare. Roșul a fost asociat cu focul. Fiecare împărat își alegea culoarea despre care ghicitorii săi credeau că va aduce domniei cea mai mare prosperitate și noroc. În timpul dinastiilor Zhou, Han, Jin, Song și Ming, roșul a fost considerat o culoare nobilă și a fost prezent în toate ceremoniile curții, de la încoronări la ofrande de jertfă și nunți.
Roșul era și un însemn al rangului. În timpul dinastiei Song (906–1279), oficialii primelor trei rânduri purtau haine violet, cei din al patrulea și al cincilea rând purtau roșu aprins, cei din al șaselea și al șaptelea purtau verde iar cei din al optulea și al nouălea rând purtau albastru. Roșul era culoarea purtată de gărzile regale de onoare și culoarea lecticilor familiei imperiale. Când familia imperială călătorea, slujitorii și oficialii însoțitori purtau umbrele roșii și violet.
Roșul a fost prezentat și în arhitectura imperială chineză. În dinastiile Tang și Song, porțile palatelor erau de obicei pictate în roșu, iar nobilii își picteau deseori întrega casă în roșu. Una dintre cele mai cunoscute lucrări din literatura chineză, Visul din pavilionul roșu de Cao Xueqin (1715–63), descrie viața unor femei nobile care și-au petrecut întreaga viață departe de ochiul public, în zidurile unor astfel de case. În dinastiile ulterioare, roșu a fost rezervat zidurilor templelor și reședințelor imperiale. Când conducătorii manchu ai dinastiei Qing au preluat Orașul Interzis și Palatul Imperial din Beijing, pereții, porțile, grinzile și stâlpii erau pictați cu roșu și auriu.
Roșul nu este folosit des în picturile tradiționale chinezești, care sunt de obicei în cerneală neagră pe hârtie albă cu puțin verde adăugat uneori la reprezentarea copacilor sau plantelor. Însă sigiliile rotunde sau pătrate care conțin numele artistului sunt în mod tradițional roșii.

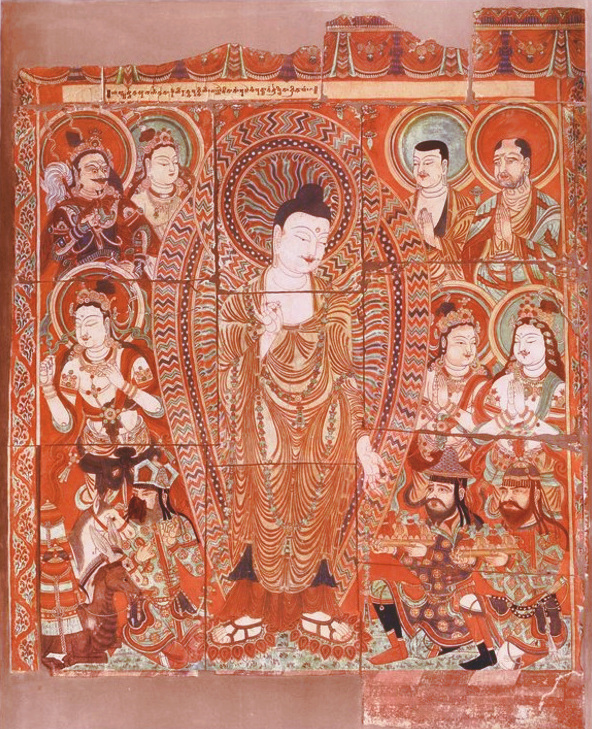
Scenă din peșterile budiste Bezeklik, sec. IX
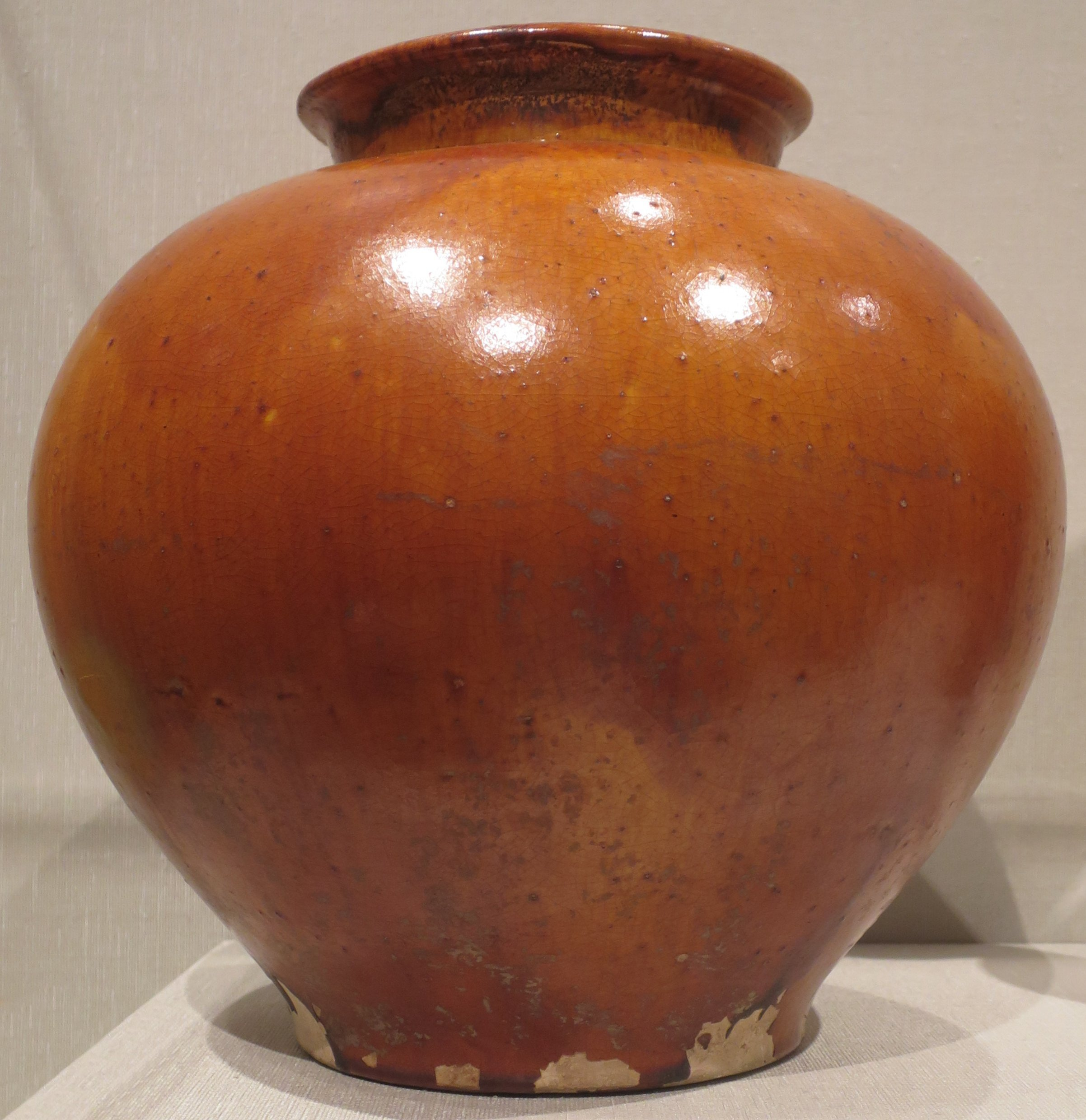
Vas din dinastia Tang, 618-906
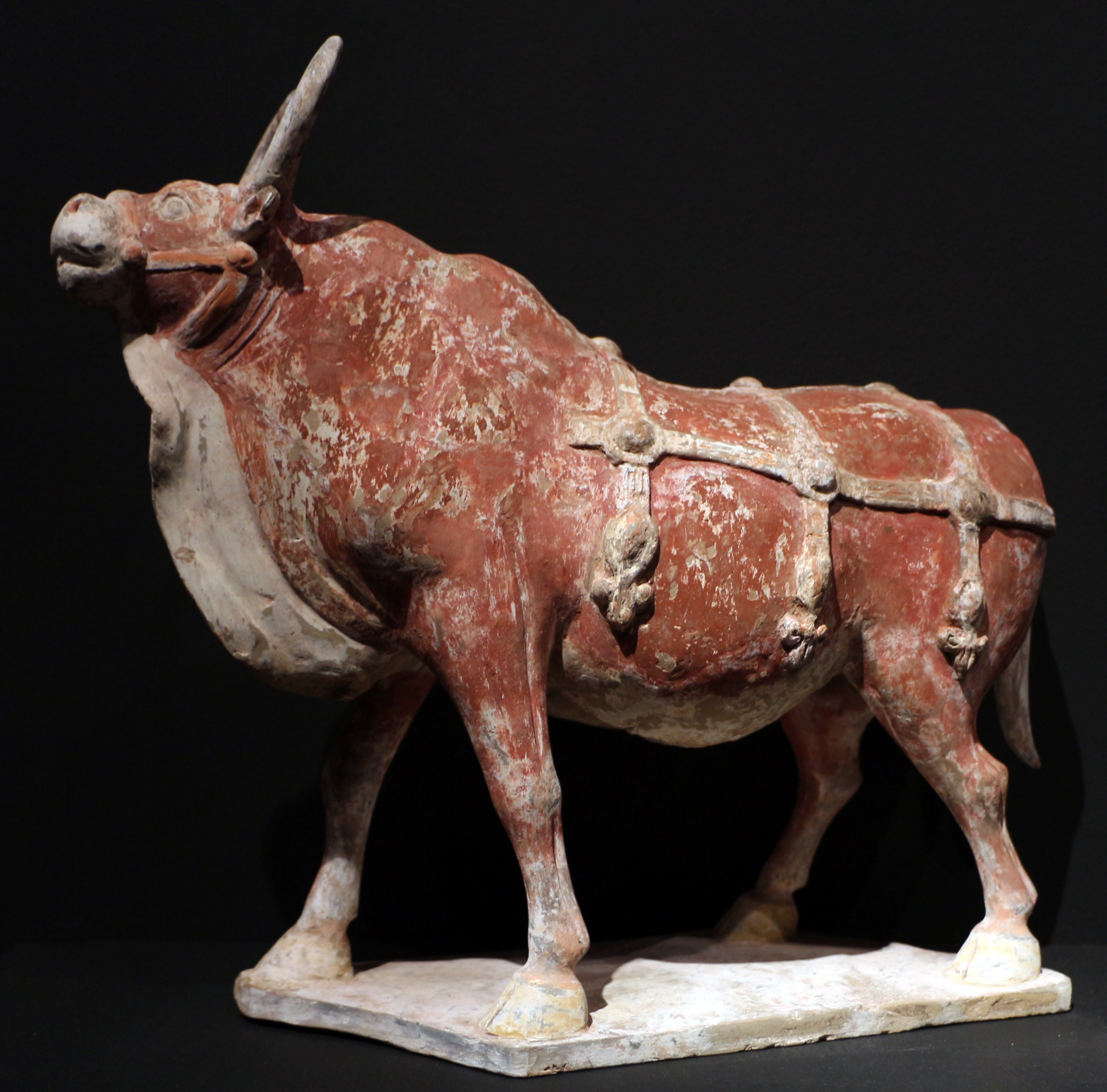
Figurină din ceramică, dinastia Tang
Împăratul Song Gaozong (1127–62), purtând roșu
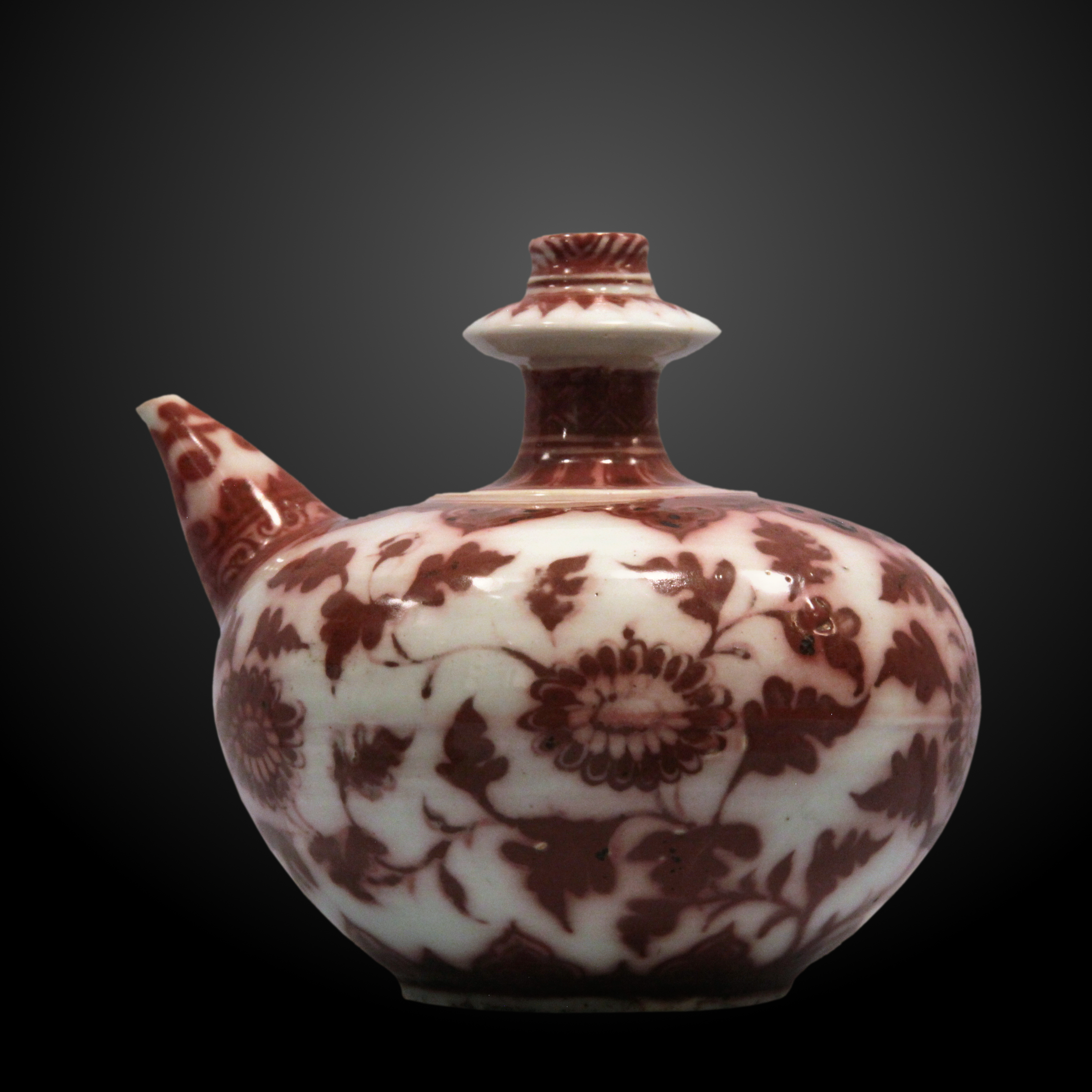
Porțelan chinezesc, dinastia Ming
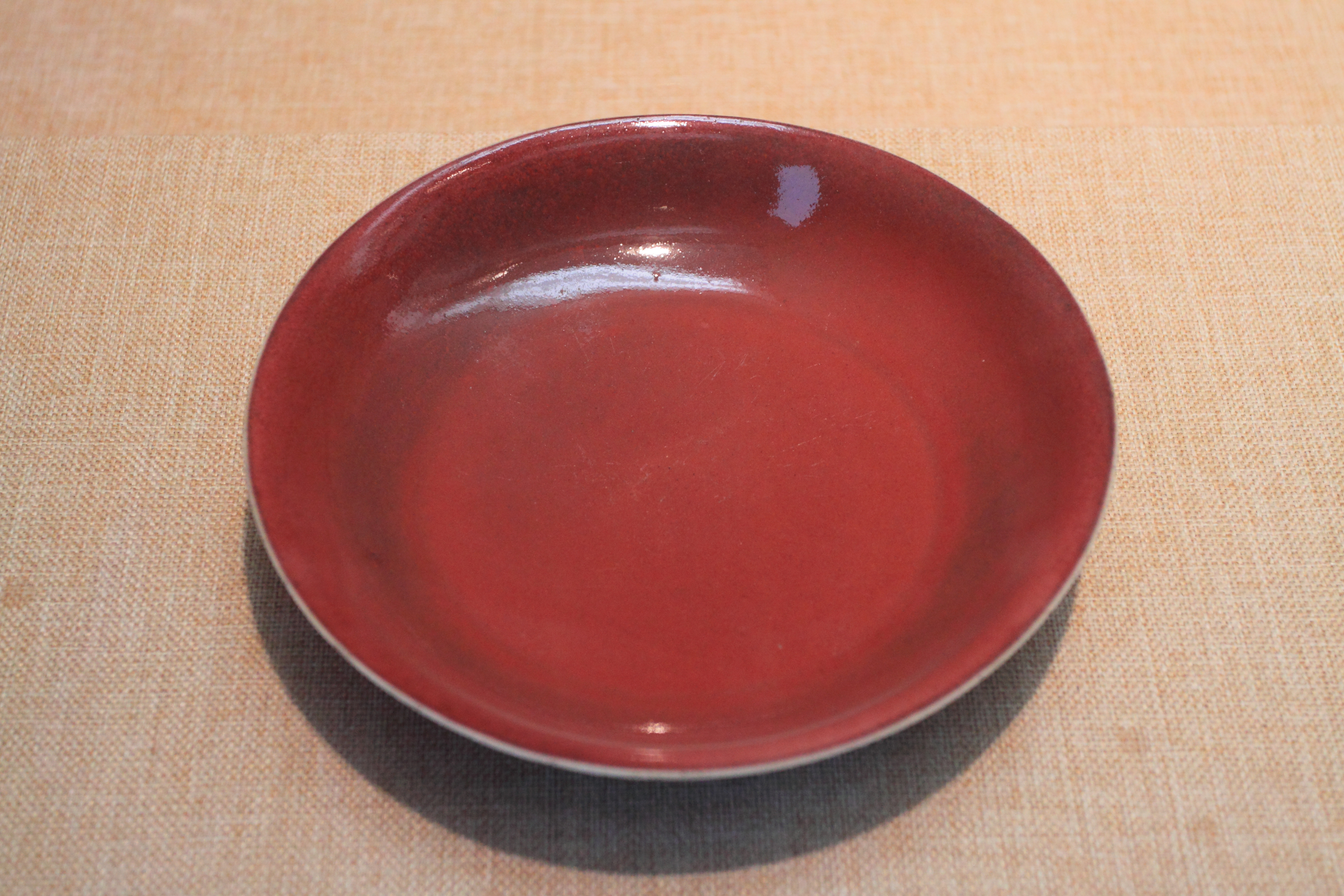
Porțelan roșu, dinastia Ming
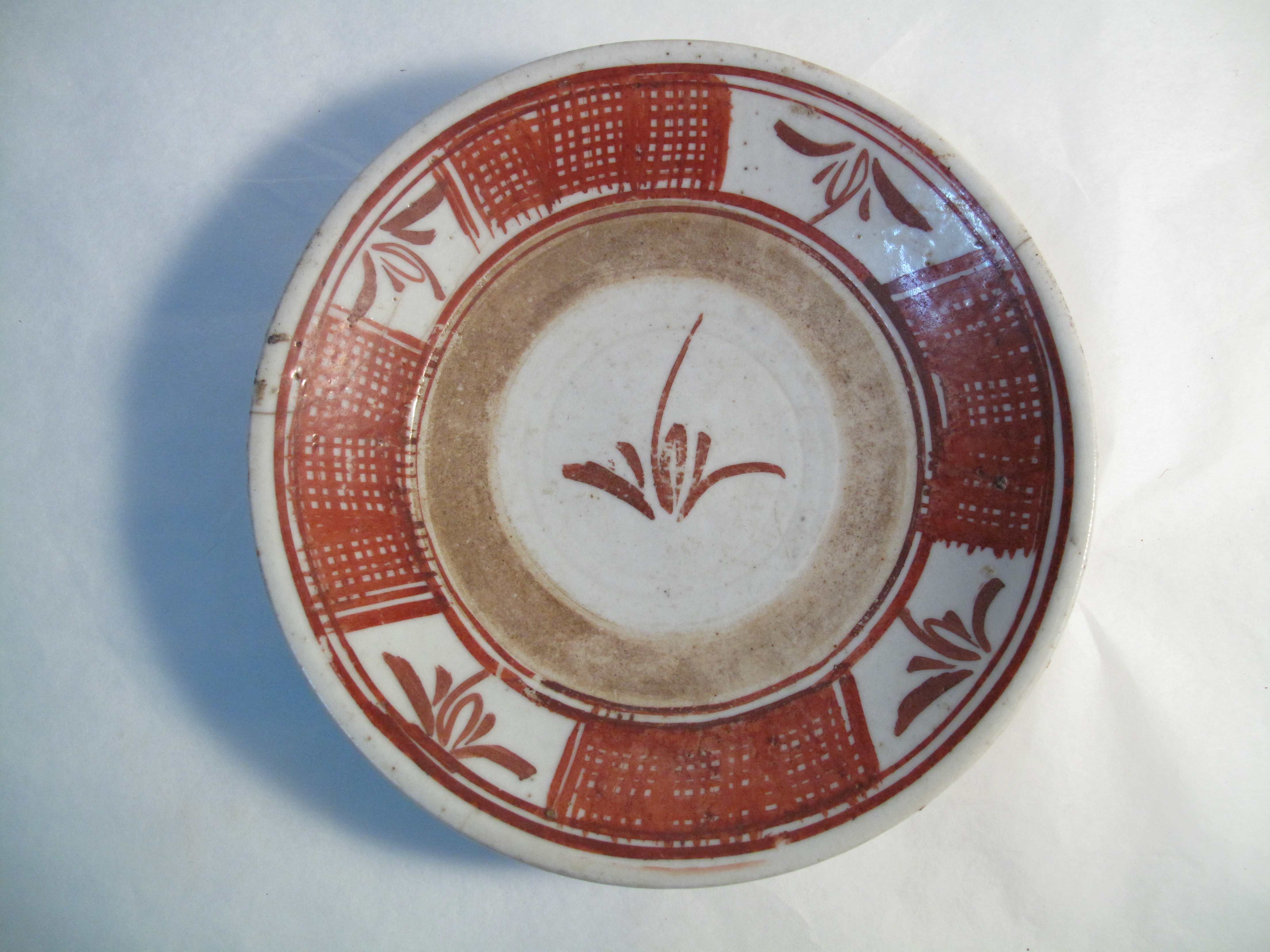
Farfurie, sf. dinastiei Ming
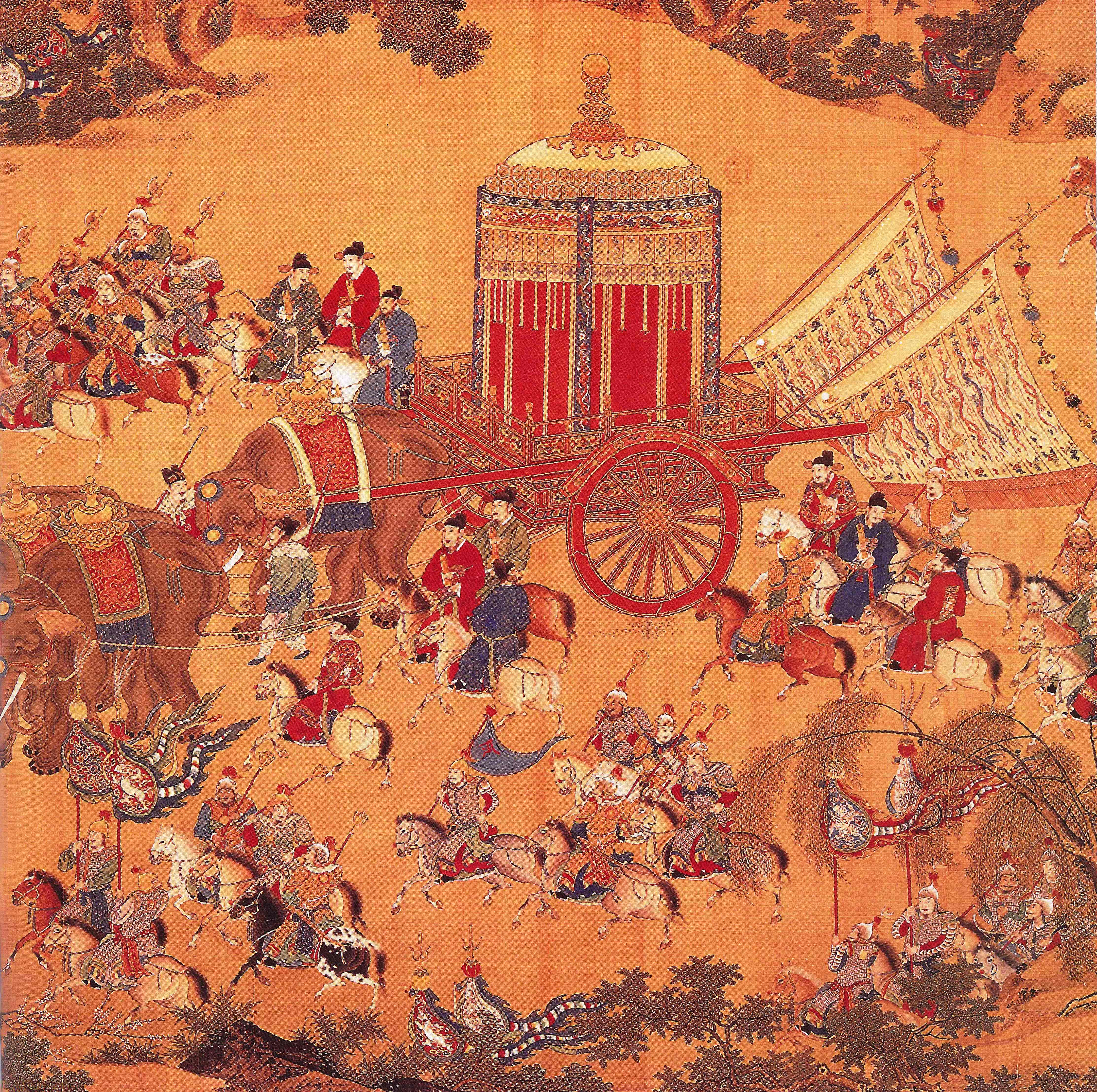
Trăsura roșie a împăratului Xuande trasă de elefanți
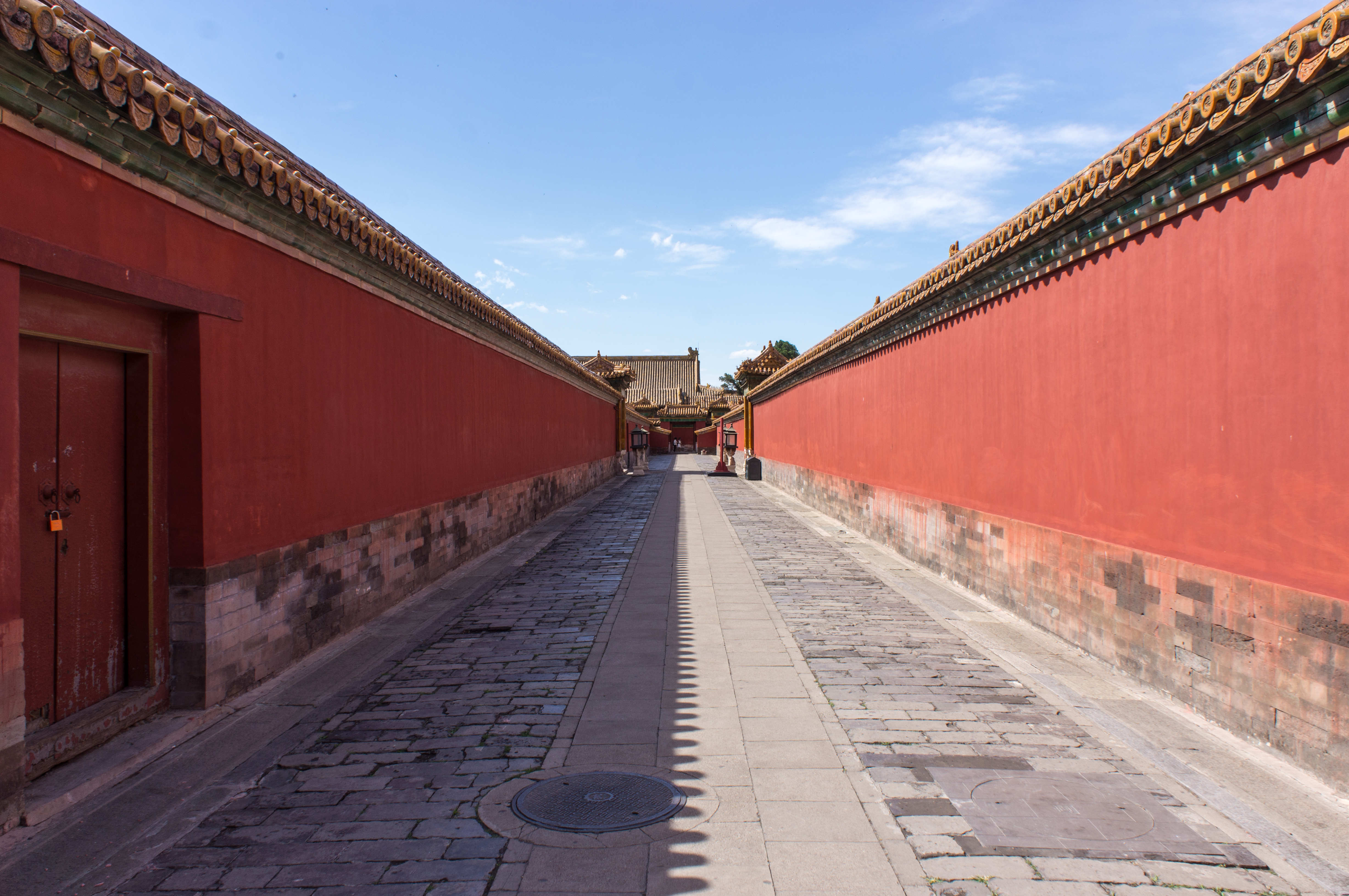
Pereții roșii ai Orașului Interzis

## Istorie modenă

### Secolele XVI-XVII
În pictura renascentistă, roșul a fost folosit pentru a atrage atenția privitorului; a fost adesea folosit la colorarea hainelor lui Hristos, Fecioarei Maria sau a altor figuri centrale. În Veneția, Titian era maestrul culorii vermilion; el a folosit multe straturi de pigment amestecate cu o glazură semitransparentă, care lăsa lumina să treacă, pentru a crea o culoare mai luminoasă.
În timpul Renașterii, rutele comerciale au fost deschise către Lumea Nouă, către Asia și Orientul Mijlociu, iar noi varietăți de pigment roșu și colorant au fost importate în Europa, de obicei prin Veneția, Genova sau Sevilla și Marsilia. Veneția a fost principalul depozit care importa și fabrica pigmenți pentru artiști și vopsitori de la sfârșitul secolului al XV-lea; catalogul venețian Vendecolori a unui vânzător de pigmenți din 1534 a inclus vermilion și kermes.
Cel mai comun pigment roșu era obținut din planta rubia; producea o culoare roșu-portocaliu sau roșu-cărămiziu folosit pentru vopsirea hainelor comercianților și artizanilor. Pentru cei bogați, colorantul folosit era kermes, obținut dintr-o insectă mică care se hrănea cu ramurile și frunzele stejarului. Pentru cei cu și mai mulți bani exista Porphyrophora polonica; cunoscut și sub numele de Kermes vermilio sau „Sângele Sfântului Ioan” era obținut dintr-o insectă înrudită, Margodes polonicus; roșul obținut era mai aprins decât cel din Kermes.  Cea mai fină și mai scumpă varietate de roșu obținută din insecte a fost „Kermes” din Armenia, realizat prin colectarea și zdrobirea Porphyophora hamelii, o insectă care trăia pe rădăcinile și tulpinile anumitor ierburi. Comercianții de pigmenți și coloranți din Veneția au importat și vândut toate aceste produse și au fabricat și propria lor culoare, numită roșu-venețian, care era considerat cel mai scump și cel mai fin roșu din Europa. Ingredientul său secret a fost arsenicul, care a intensificat culoarea.
La începutul secolului al XVI-lea, un nou roșu aprins a apărut în Europa. Când conquistadorul spaniol Hernán Cortés și soldații săi au cucerit Imperiul Aztec în 1519–21, au descoperit că aztecii aveau pe lângă aur și argint și o altă comoară: dactylopius coccus, insecte minuscule care trăiau pe cactuși hrânindu-se din seva și nutrienții plantei. Atunci când aceste insecte erau uscate și zdrobite, produceau un roșu magnific. A funcționat deosebit de bine la mătase, satin și alte textile de lux. În 1523 Cortes a trimis primul transport în Spania. Curând, dactylopius coccus a început să ajungă în porturile europene la bordul convoaielor de  galioane spaniole.
La început, breslele de vopsitori din Veneția și alte orașe au interzis aceste transporturi pentru a-și proteja produsele locale, dar calitatea superioară a colorantului a făcut imposibilă rezistența. Până la începutul secolului al XVII-lea era roșu de lux preferat pentru îmbrăcămintea cardinalilor, bancherilor, curtenilor și aristocraților.
Pictorii din perioada Renașterii timpurii au folosit doi pigmenți de lac tradiționali: lacul kermes obținut din insectele kermes și lacul alizarină obținut din planta rubia tinctorum. Odată cu importurile din America, au avut acces la al treilea pigment, carmin, din care puteau obține un crimson foarte fin. A fost folosit de aproape toți marii pictori din secolele XV și XVI, inclusiv Rembrandt, Vermeer, Rubens, Anthony van Dyck, Diego Velázquez și Tintoretto. 

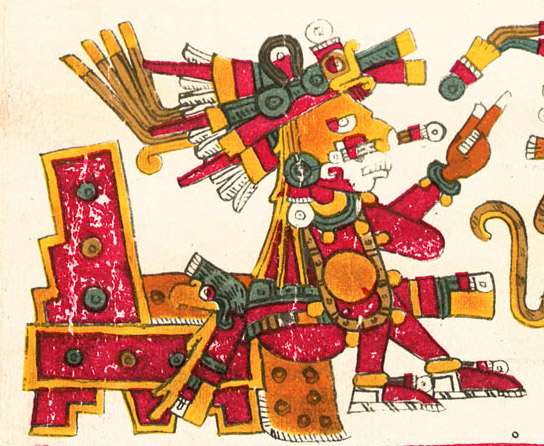
Xōchipilli, zeul astec al artei, jocurilor, dansului, florilor și cântecului  purtând o piele de cerb așa cum este descris în Codex Borgia
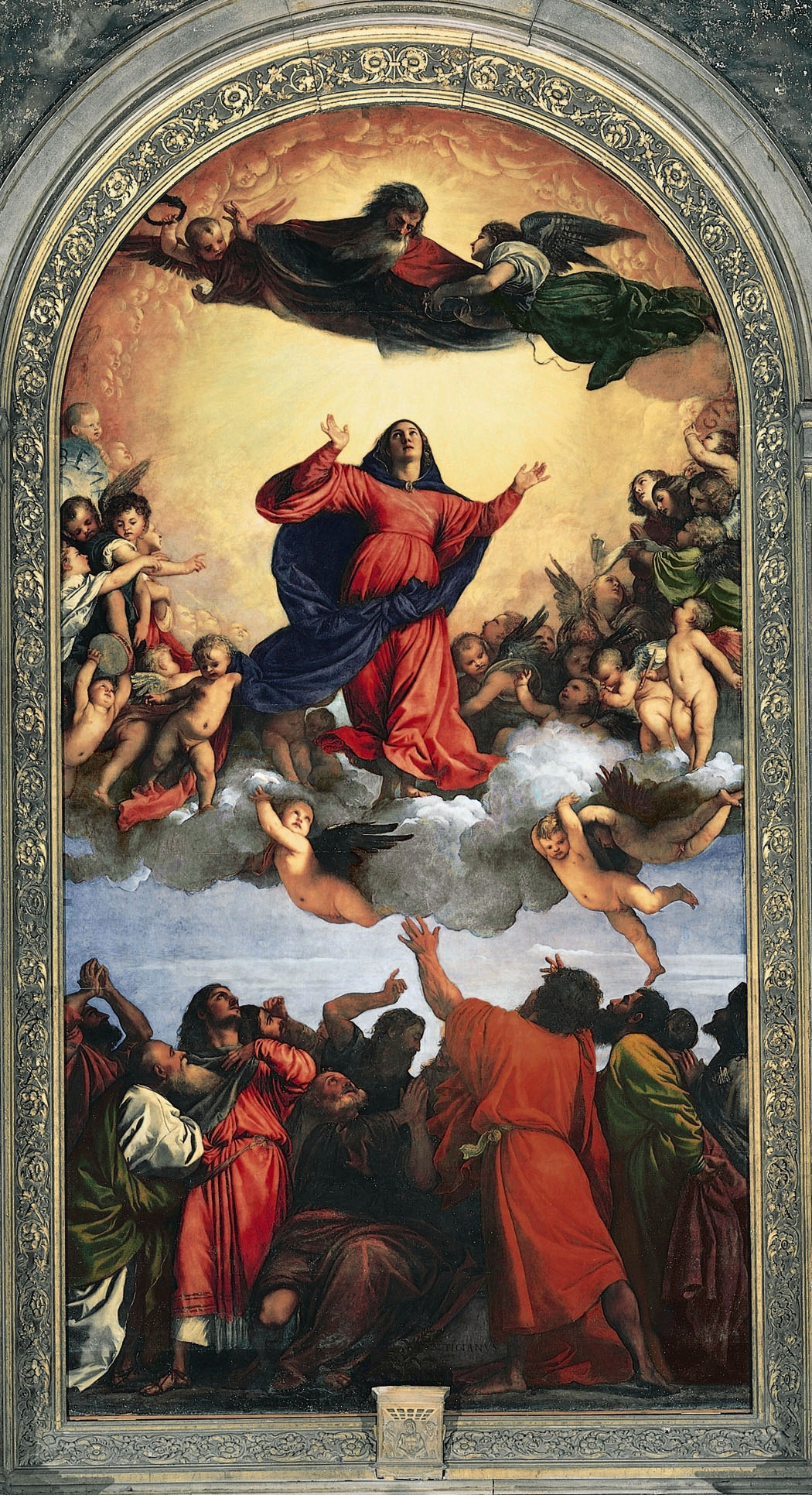
Assumption de Titian (1516–18). Figurile lui Dumnezeu, Fecioara Maria și a doi apostoli sunt evidențiate de costumele lor roșii vermilion.
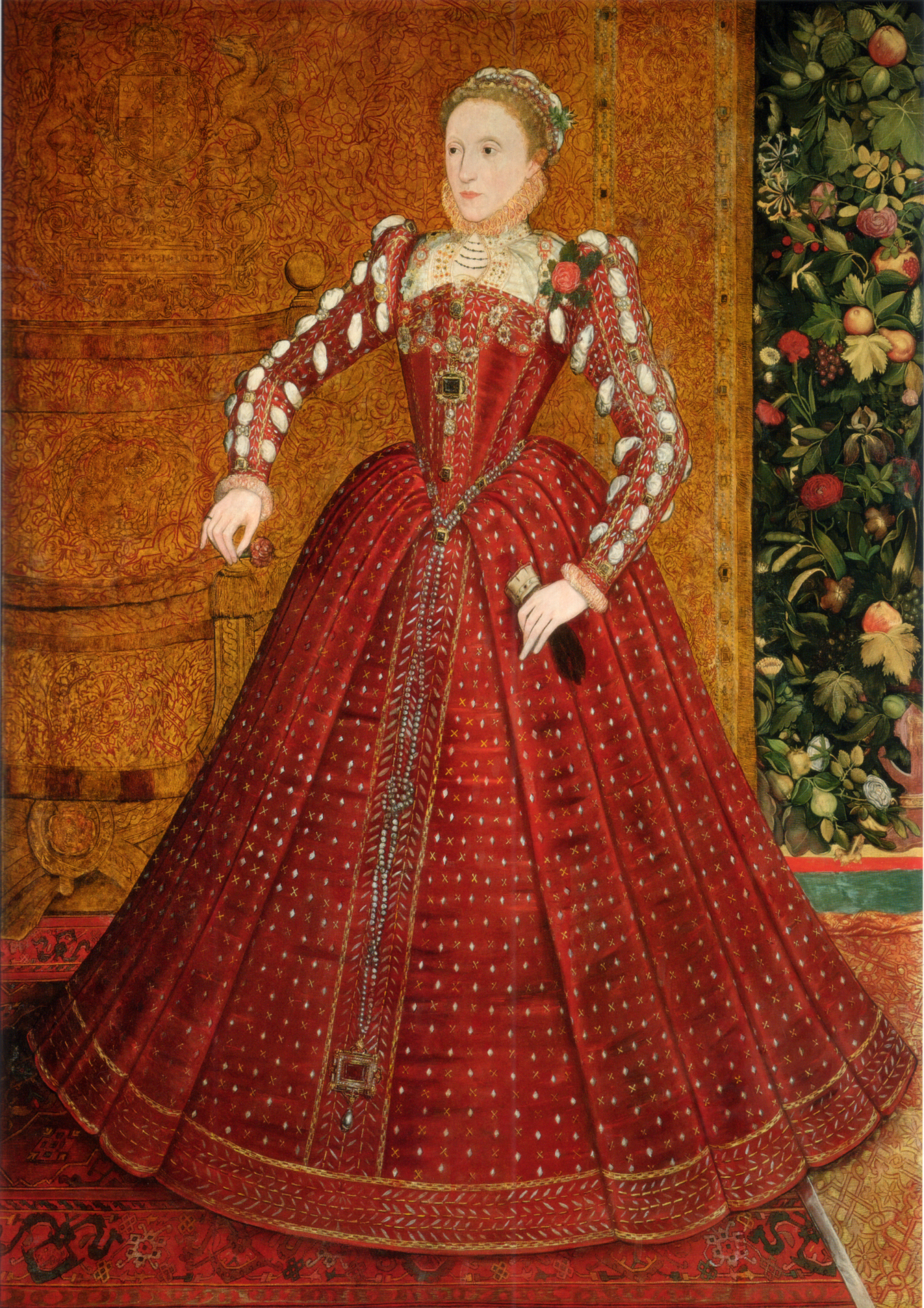
Tânăra regină Elisabeta I căreia îi plăcea să poarte rochii de un roșu aprins, înainte de a adopta imaginea mai sobră a „Reginei Fecioară”. Rochia ei din satin era probabil vopsită cu kermes.
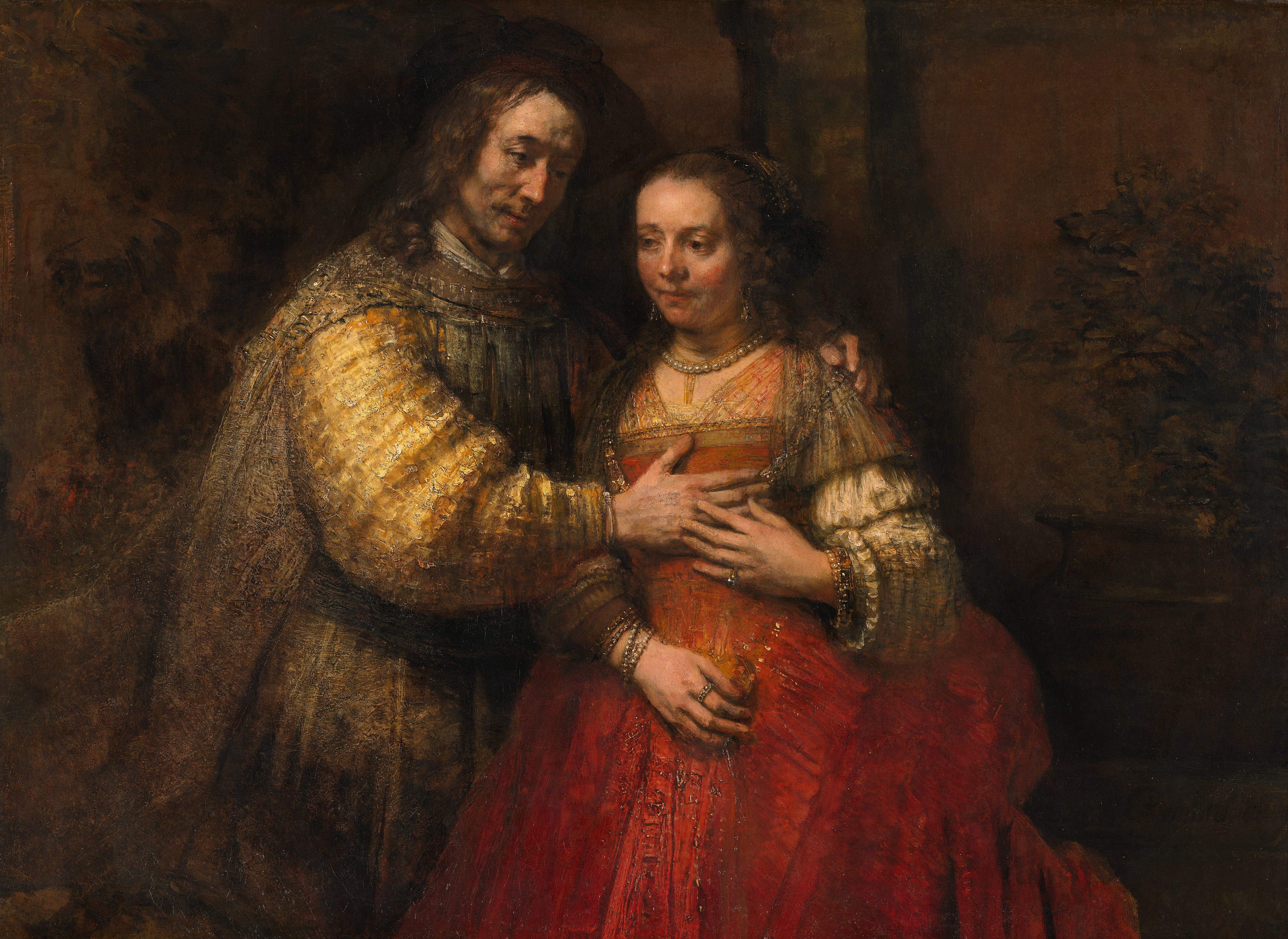
Rembrandt a folosit carmin pentru a picta rochia miresei în tabloul cunoscut sub numele de Mireasa evreiască (1665-69).
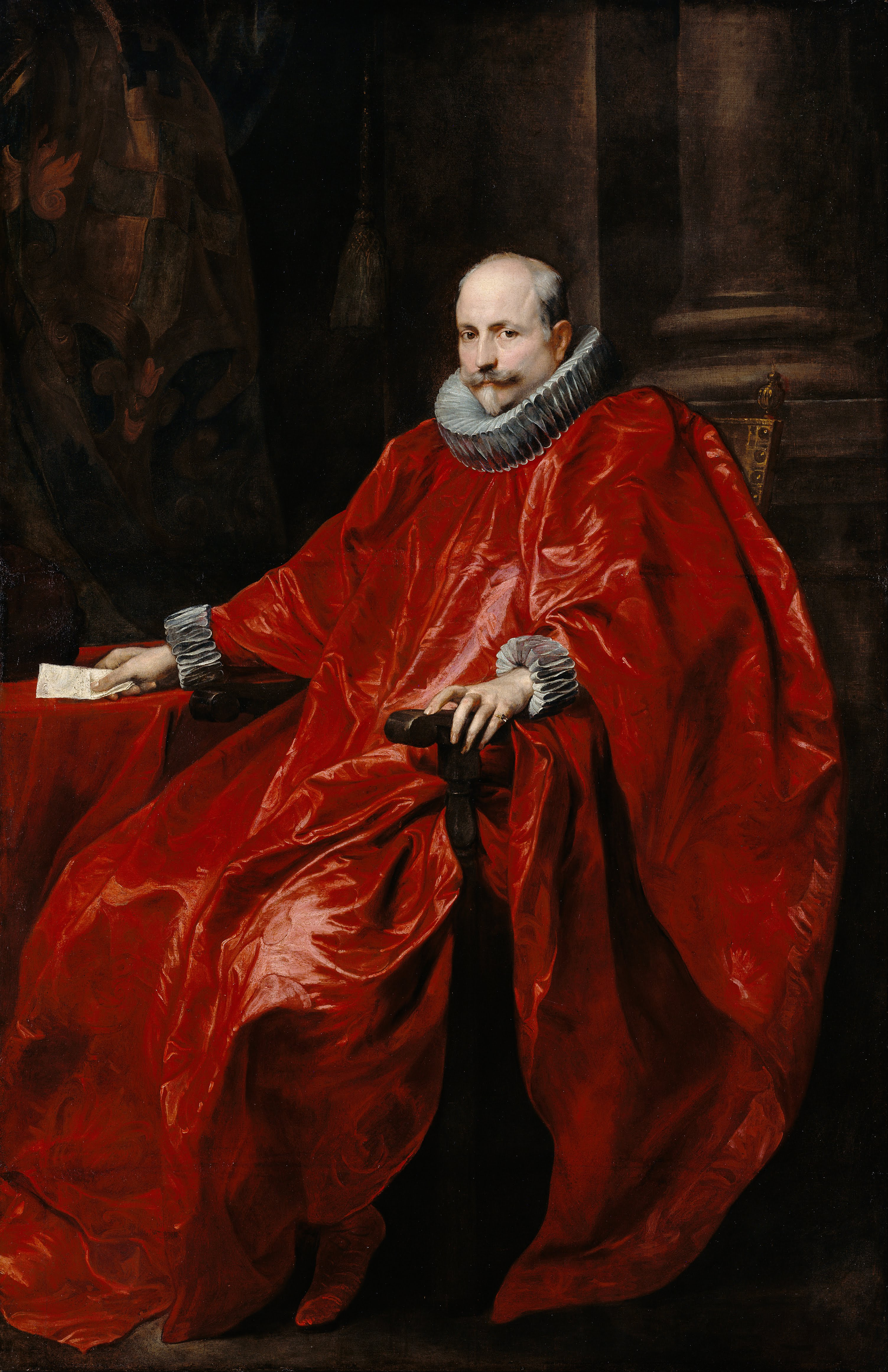
Roșu ca semn distinctiv al puterii și bogăției. Agostino Pallavicini, ambasadorul Genovei la Papa, înfățișat de Anthony van Dyck c. 1621
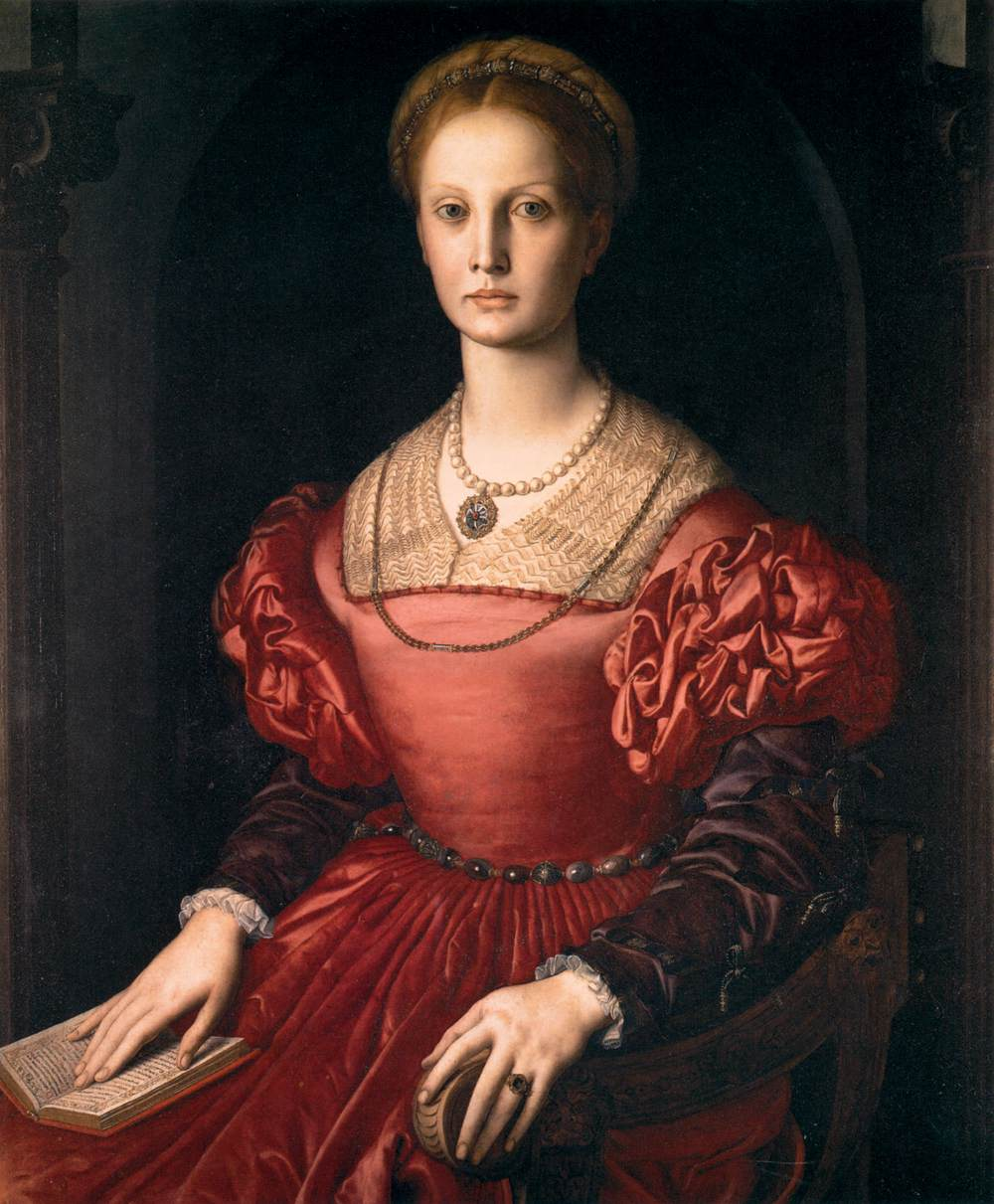
Femeie prezentată cu o rochie roșie somptuoasă, Agnolo Bronzino, c.1541
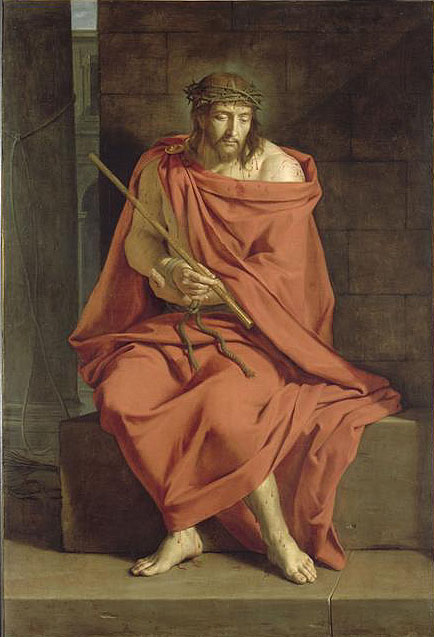
Ecce Homo, de Philippe de Champaigne, sec.XVII

### Secolele XVIII și XIX
În timpul Revoluției franceze, iacobinii și alte partide mai radicale au adoptat steagul roșu. Mulți dintre ei au purtat o bonetă frigiană roșie modelată după bonetele purtate de sclavi eliberați în Roma Antică. În timpul Regimului Terorii, femei cu căciuli roșii s-au adunat în jurul ghilotinei să sărbătorească fiecare execuție. Ele au fost numite „Furii ale ghilotinei”. Ghilotinele din perioada 1792-1793 au fost pictate în roșu sau erau construite din lemn roșu. 
La mijlocul secolului al XIX-lea, roșul a devenit culoarea unei noi mișcări politice și sociale, socialismul. A devenit cel mai comun stindard al mișcării muncitorilor, al Revoluției franceze din 1848, al Comunei de la Paris din 1870 și al partidelor socialiste din toată Europa.
Pe măsură ce Revoluția industrială s-a răspândit în toată Europa, chimiștii și producătorii au căutat noi coloranți roșii care puteau fi folosiți la fabricarea pe scară largă a textilelor. O culoare populară importată în Europa din Turcia și India în secolul al XVIII-lea și începutul secolului al XIX-lea a fost roșu-turcesc. Începând cu anii 1740, această culoare roșie strălucitoare a fost folosită pentru vopsirea sau imprimarea textilelor din bumbac în Anglia, Olanda și Franța. Roșul-turcesc folosea rubia drept colorant, dar procesul era lung și complicat, implicând înmuierea multiplă a țesăturilor în leșie, ulei de măsline, bălegar de oaie și alte ingrediente. Țesătura era mai scumpă dar a rezultat un roșu fin și durabil, similar cu carminul, care se potrivea perfect bumbacului. Țesătura a fost exportată pe scară largă din Europa în Africa, Orientul Mijlociu și America. În America din secolul al XIX-lea, culoarea s-a utilizat pe scară largă în tradiționalul quilt.
În 1826, chimistul francez Pierre-Jean Robiquet a descoperit compusul organic alizarin, puternicul ingredient colorant din rădăcina de rubie, cel mai popular colorant roșu al vremii. În 1868, chimistii germani Carl Graebe și Liebermann au putut să sintetizeze alizarinul și să-l producă din gudron de cărbune. Roșul sintetic a fost mai ieftin și mai durabil decât colorantul natural, iar plantarea de rubie în Europa și importul din America Latină au încetat aproape complet.

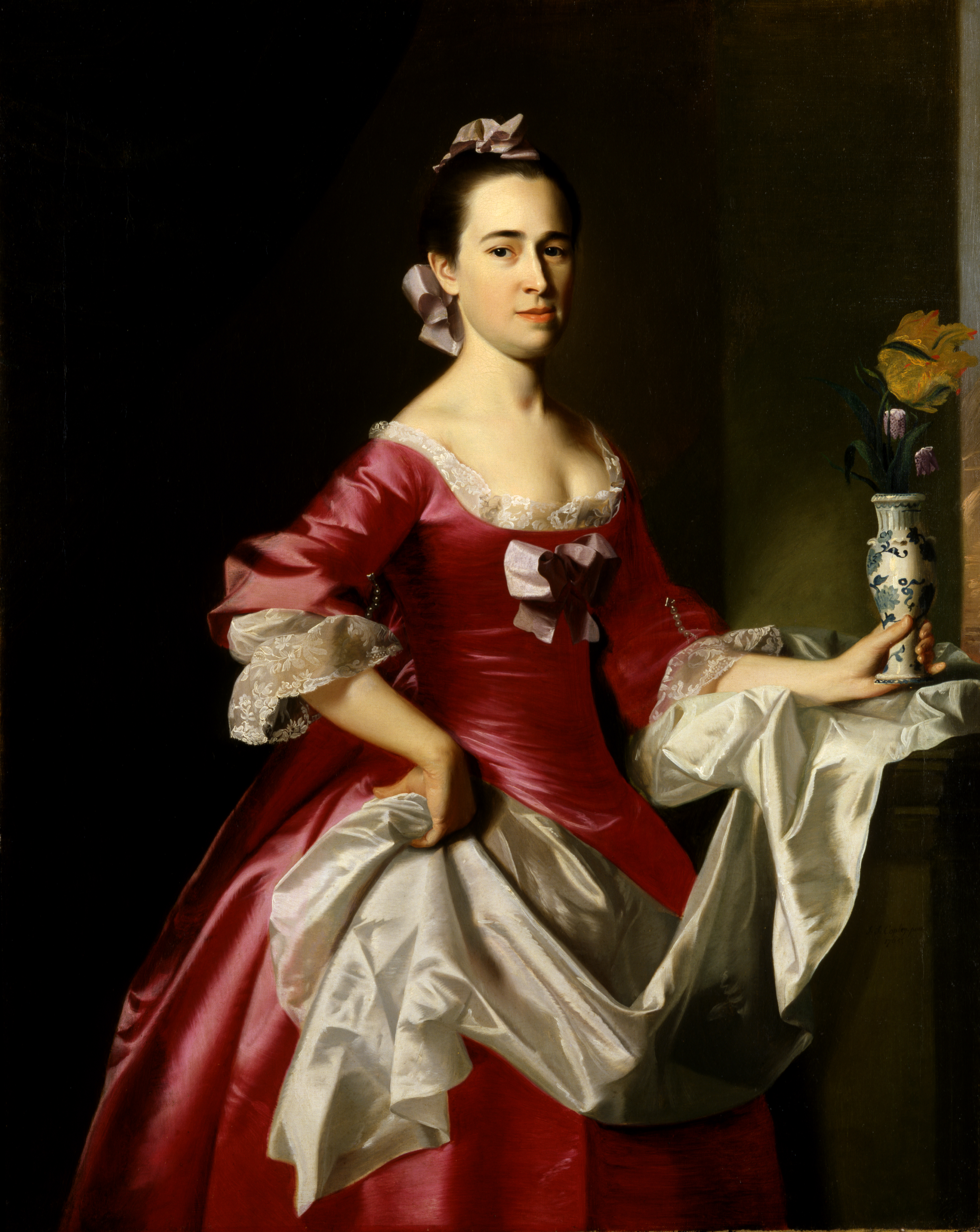
Doamna George Watson, de John Singleton Copley, 1765. Rochia roșie din satin a unui negustor înstărit din Boston arată succesul economic al soțului
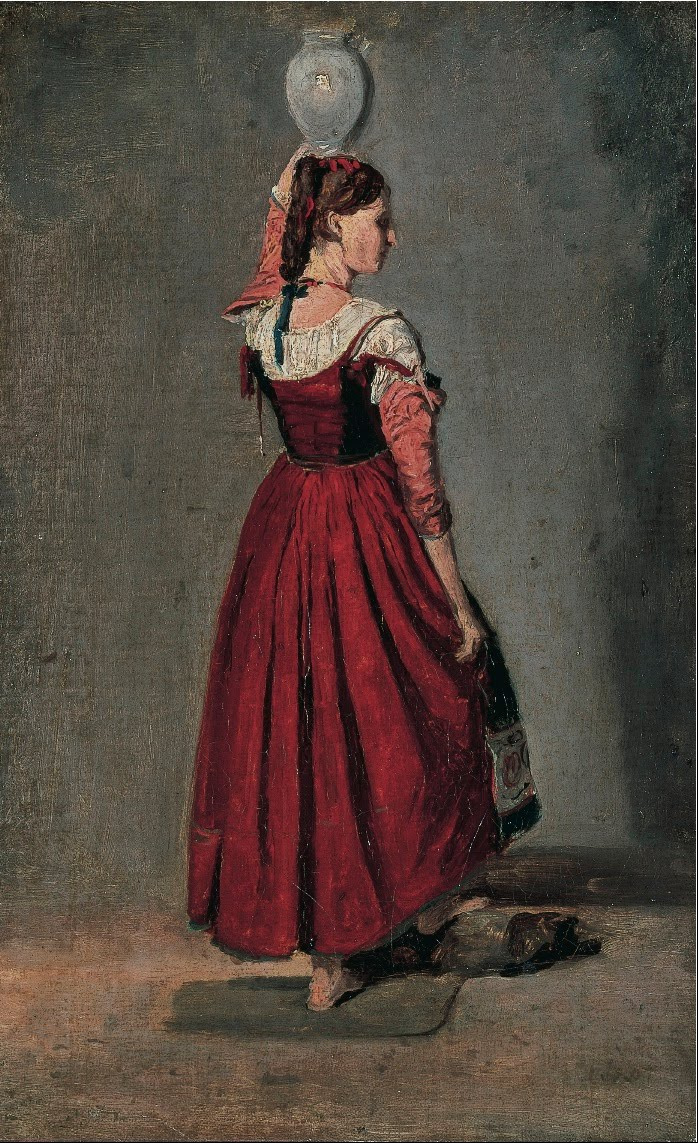
Italianca de Camille Corot, între 1826-1828
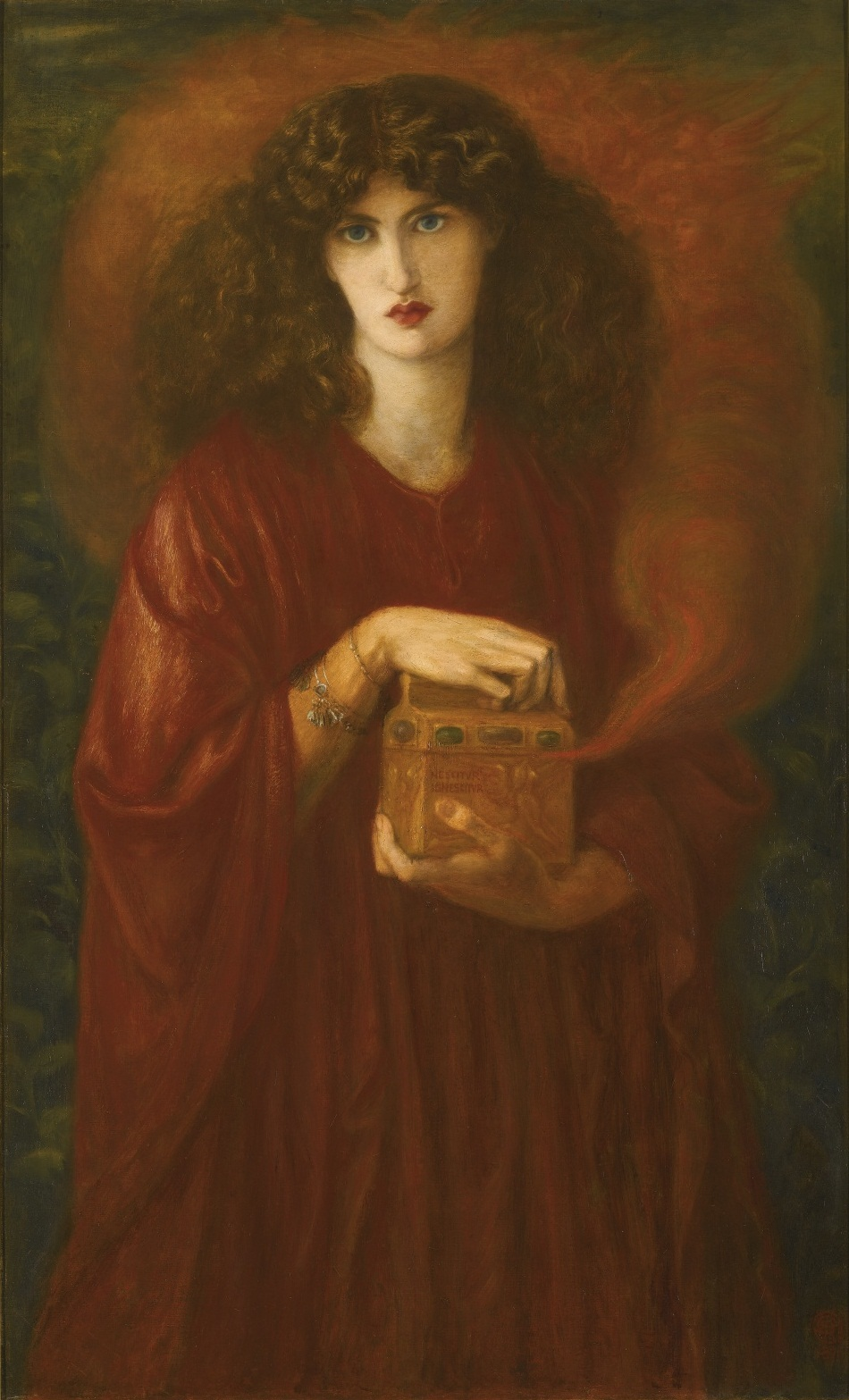
Pandora de Dante Gabriel Rossetti, 1871
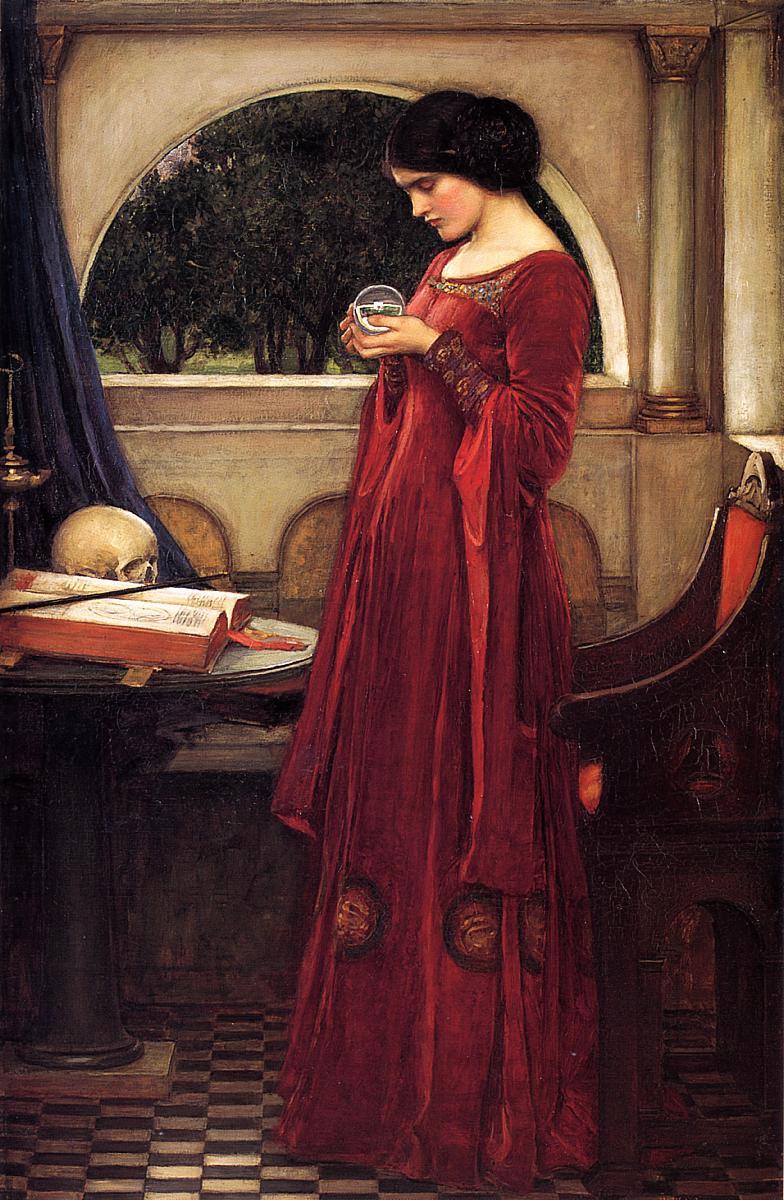
Bolul de cristal de John William Waterhouse, 1902
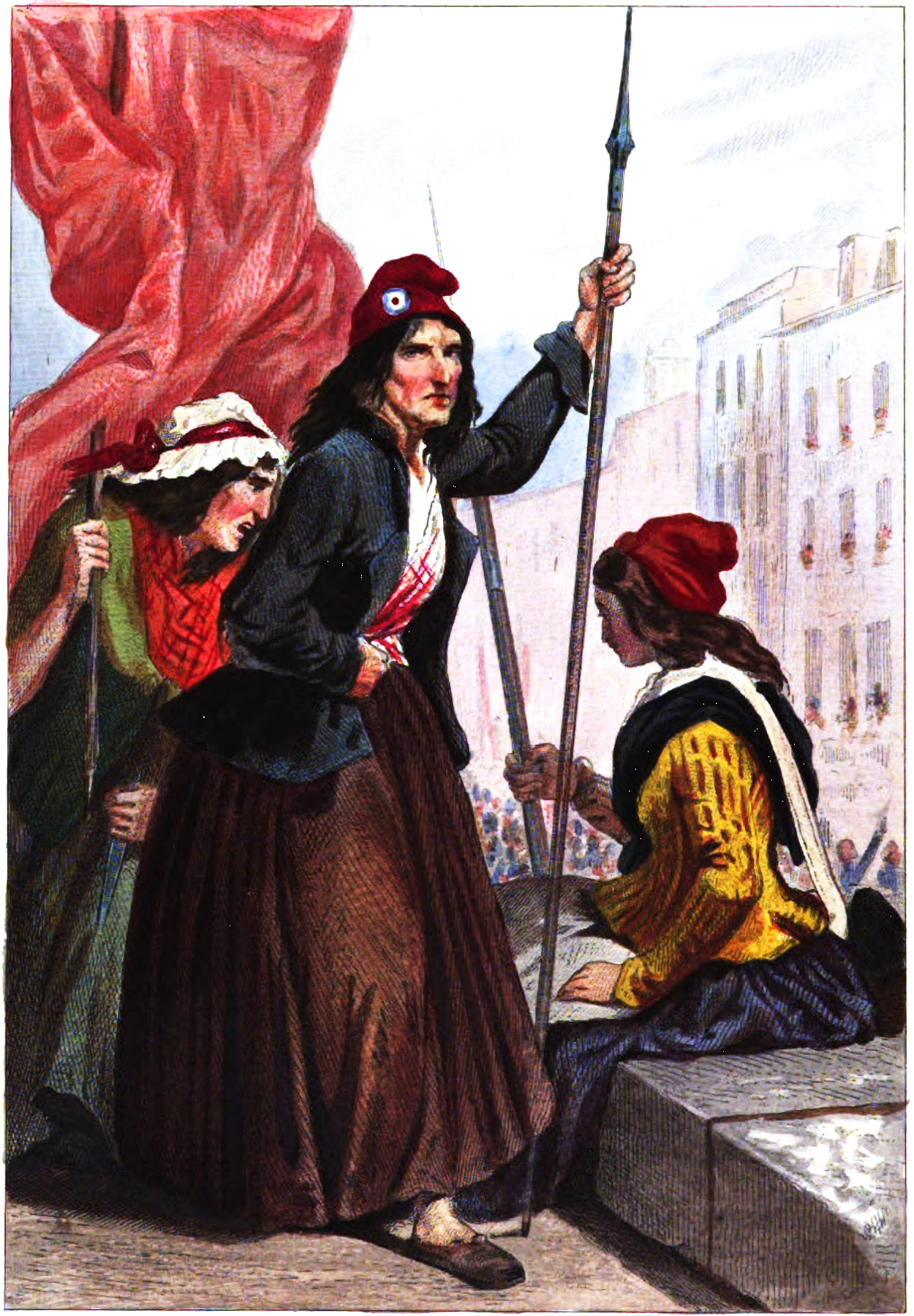
În timpul Regimului Terorii „Furiile ghilotineii” care purtau căciuli roșii sărbătoreau fiecare execuție.
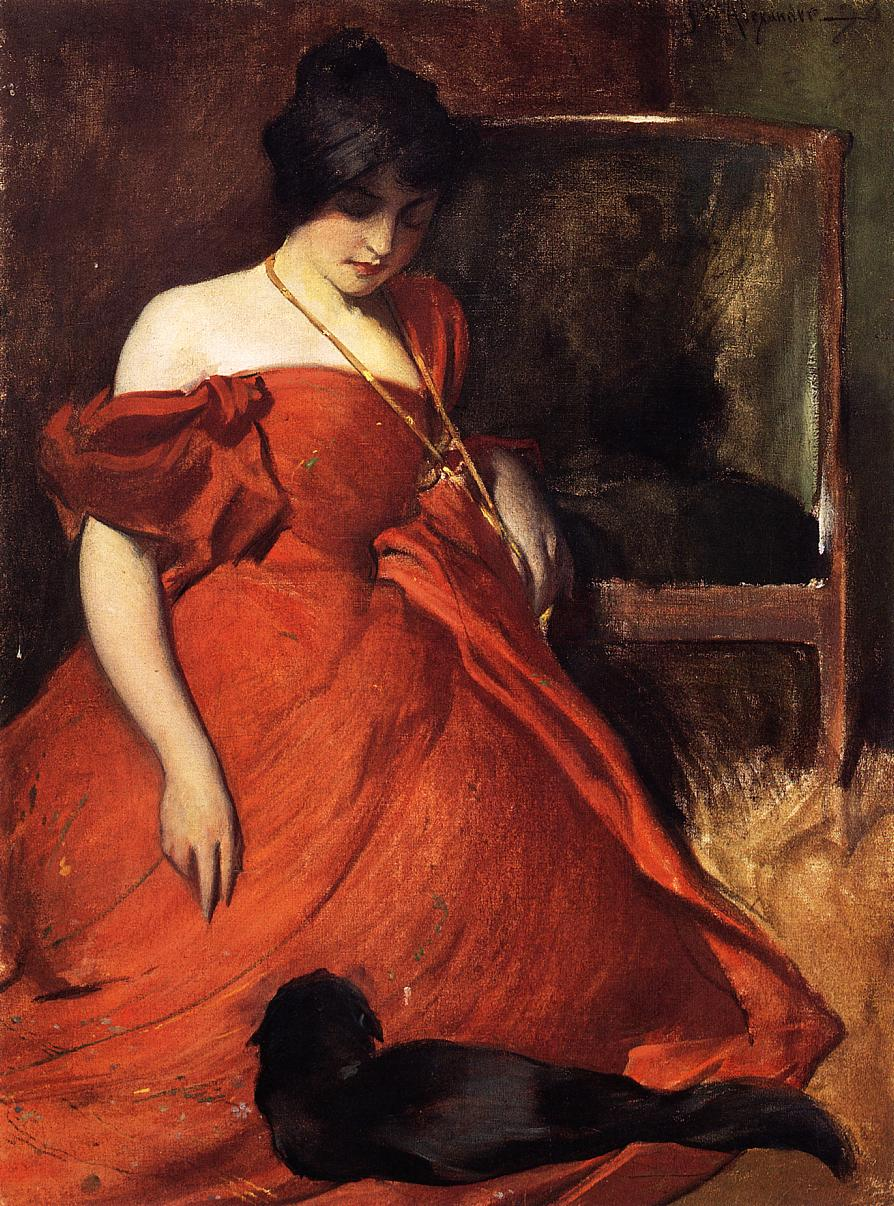
Roșu și negru de John White Alexander
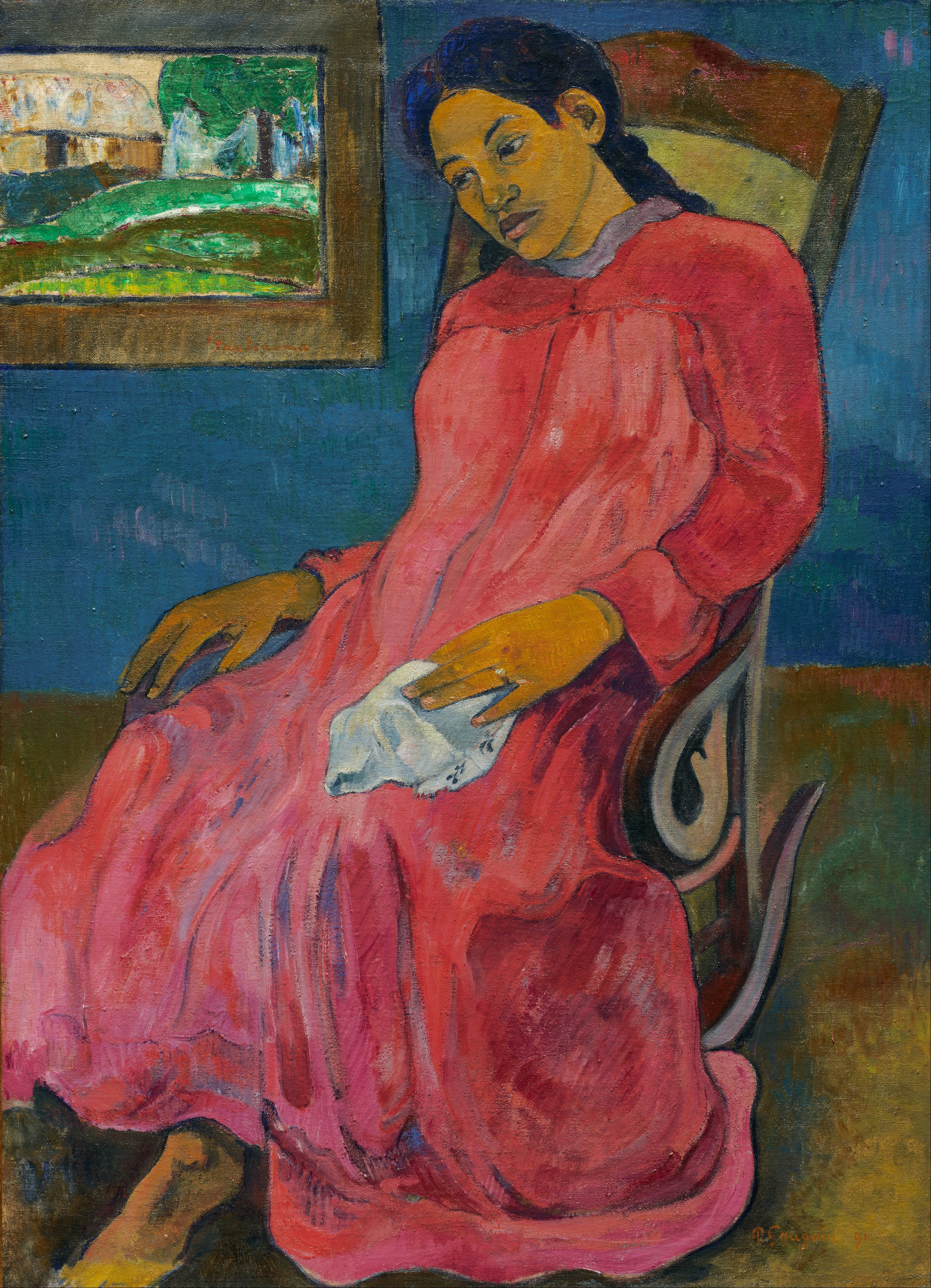
Malenconia, o Dona amb vestit vermell de Paul Gauguin

### Secolele XX și XXI
În secolul XX, roșul a fost culoarea Revoluției. A fost culoarea Revoluției bolșevice din 1917 și a Revoluției chineze din 1949, și mai târziu a Revoluției Culturale. Roșul a fost culoarea partidelor comuniste din Europa de Est până în Cuba și Vietnam.
La sfârșitul secolului al XIX-lea și începutul secolului XX, industria chimică germană a inventat doi noi pigmenți de culoare roșie sintetică: roșu-cadmiu, care era culoarea vermilionului natural, și roșu-maro, care era o culoare roșie sintetică, culoarea primului pigment natural roșu.
Pictorul francez Henri Matisse a fost unul dintre primii pictori proeminenți care a folosit noul roșu-cadmiu. El chiar a încercat, fără succes, să-l convingă și pe conservatorul Renoir, vecinul său din sudul Franței, să treacă de la vermilion la roșu-cadmiu. Matisse a fost, de asemenea, unul dintre primii artiști ai secolului XX care a făcut culoarea elementul central al tabloului, aleasă pentru a evoca emoțiile. „Un anume albastru îți penetrează sufletul”, a scris el. „Un anumit roșu îți afectează tensiunea arterială”. El era, de asemenea, familiarizat cu modul în care culorile complementare, cum ar fi roșu și verde, se întăreau reciproc atunci când erau așezate unul lângă celălalt. El a scris: „Alegerea culorilor mele nu se bazează pe teoria științifică, ci se bazează pe observație, pe sentimente, pe natura reală a fiecărei experiențe ... Încerc doar să găsesc o culoare care să corespundă sentimentelor mele”.
Mai târziu, american Mark Rothko a folosit roșu într-o formă și mai simplă, în blocuri de culoare închisă și întunecată pe pânze mari, pentru a inspira emoții profunde. Rothko a observat că culoarea era „doar un instrument”; interesul său a fost „în exprimarea tragediei emoțiilor umane, a extazului, a sorții și așa mai departe”. Rothko a început să folosească noii pigmenți sintetici, dar nu întotdeauna cu rezultate fericite. În 1962 a donat Universității Harvard o serie de picturi murale mari din Patimile lui Hristos ale căror culori predominante erau roz închis și crimson adânc. A amestecat în mare parte culorile tradiționale pentru a face roz și crimson: ultramarinul sintetic, albastru cerulean și alb titan, dar a folosit și doi pigmenți roșii organici noi, naftolul și litolul. Naftolul s-a descurcat bine, dar litolul și-a schimbat încet culoarea atunci când era expus la lumină. În decurs de cinci ani, rozul aprins și roșul adânc au început să se facă albastru deschis, iar până în 1979 picturile au fost distruse.

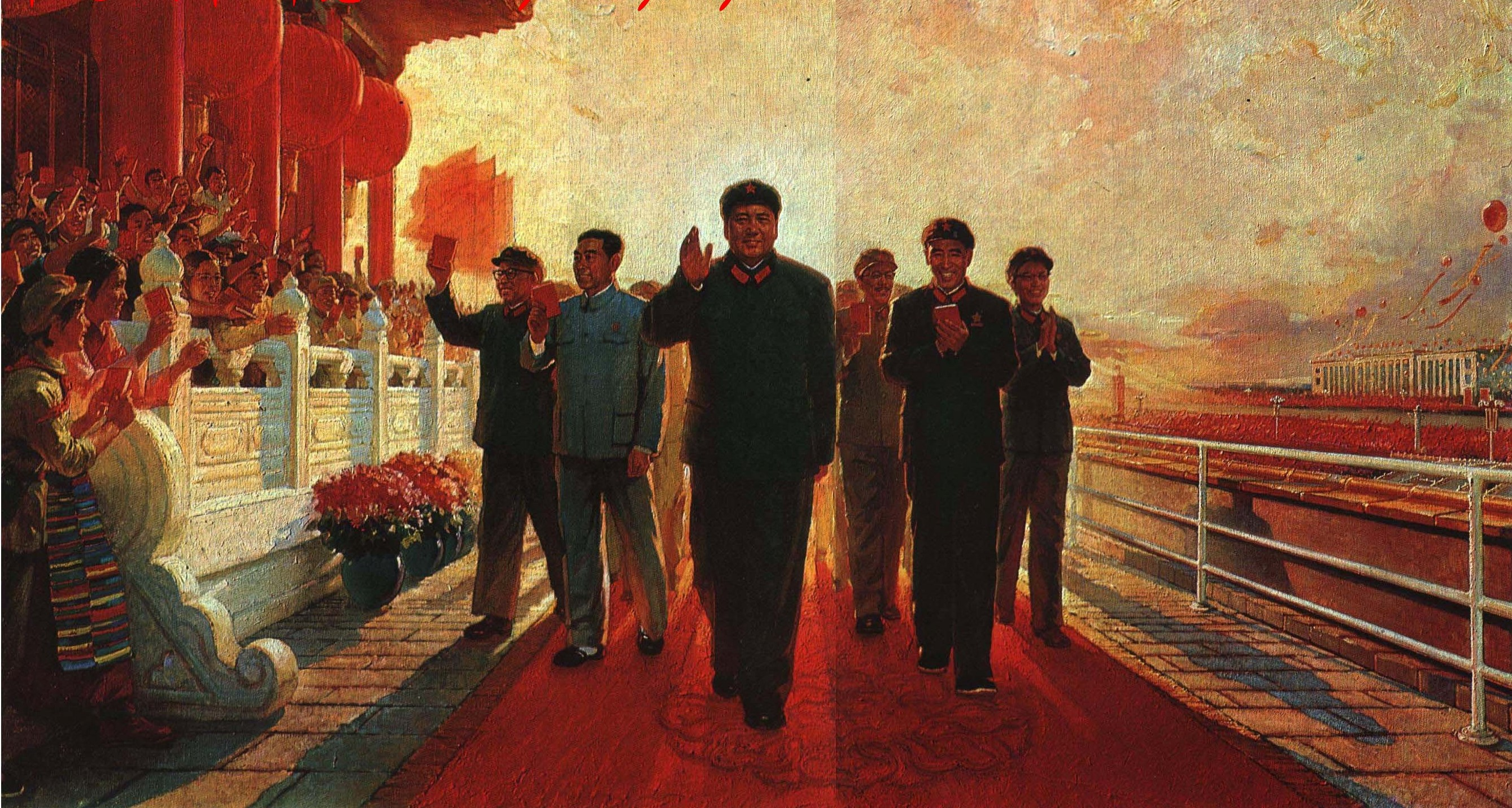
Pictura în ulei de propagandă a lui Mao în timpul Revoluției Culturale (1967).
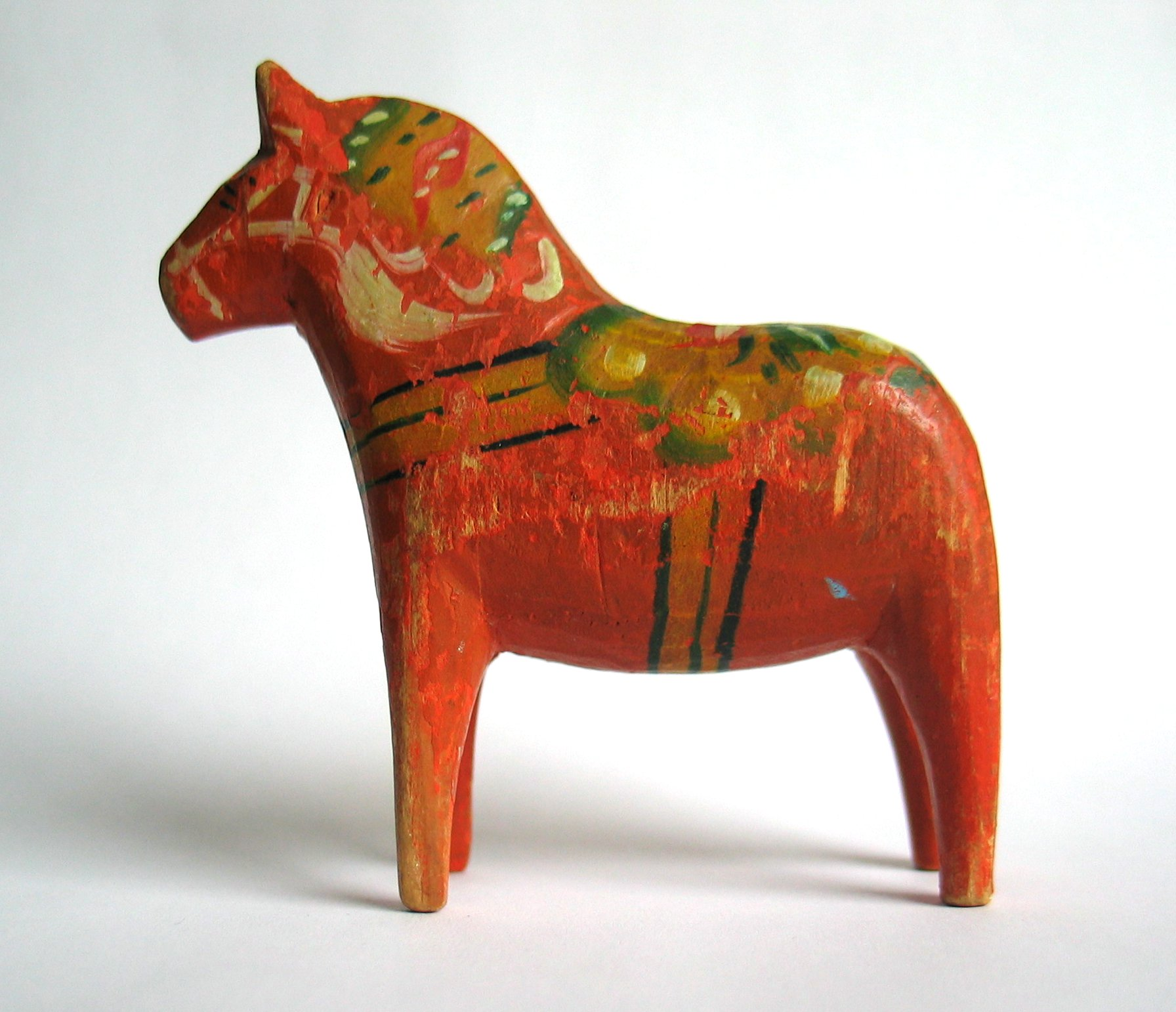
Cal de lemn pictat în stilul kurbits
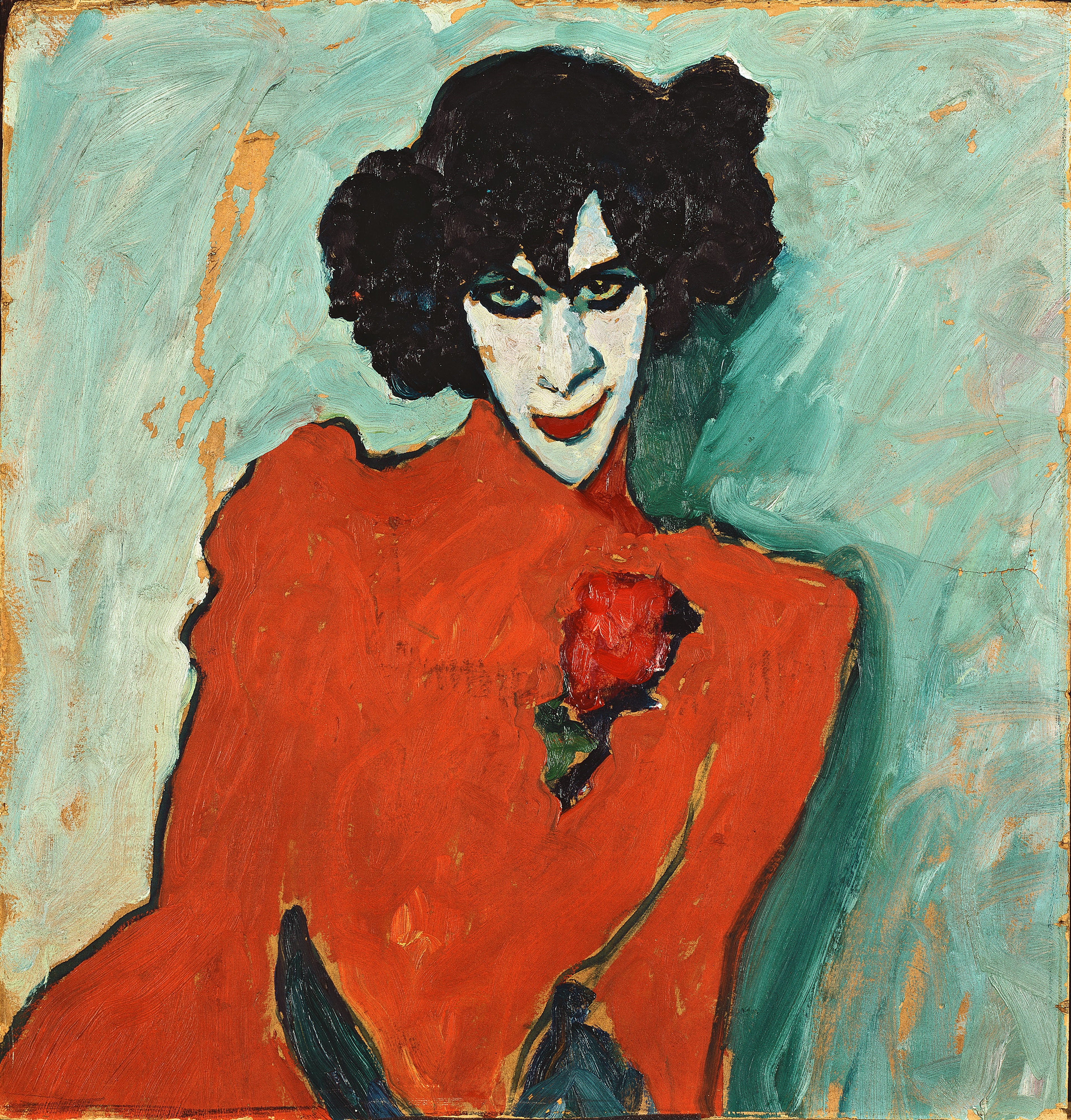
Portret al Alexander Sakharoff, de Alexej von Jawlensky, 1909
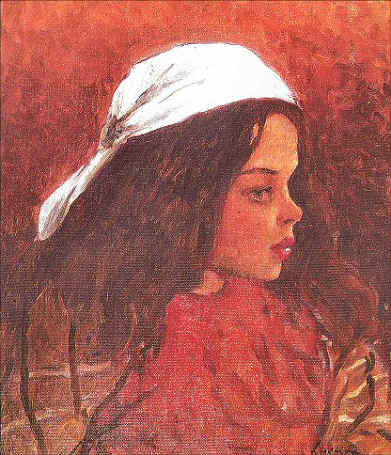
Lica, de Ștefan Luchian, ca. 1911
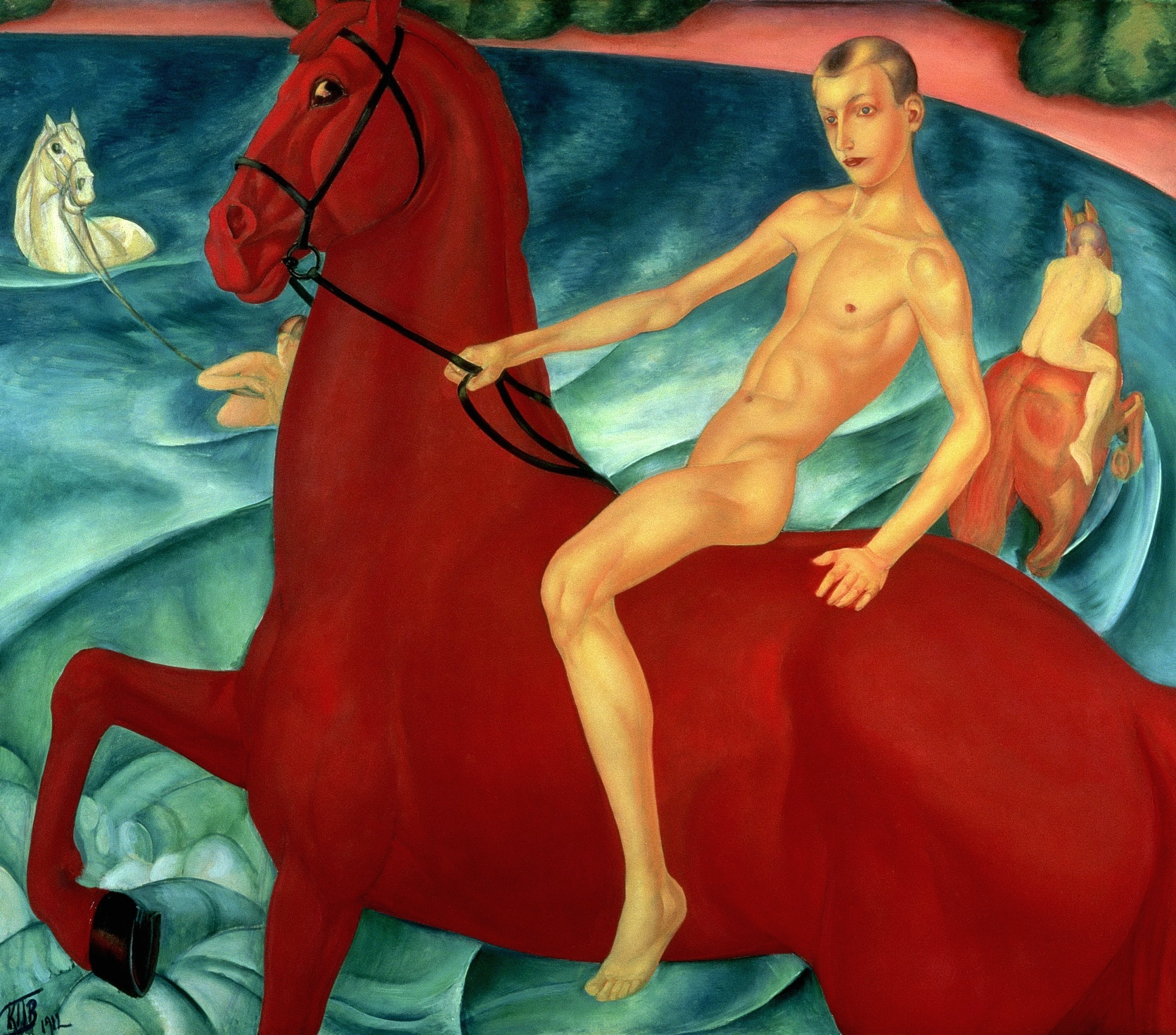
Baia unui cal roșu de pictorul simbolist rus Kuzma Petrov-Vodkin (1912). A folosit un cal roșu aprins pentru a surprinde și a șoca spectatorii; aceasta a provocat discuții aprinse printre criticii ruși.
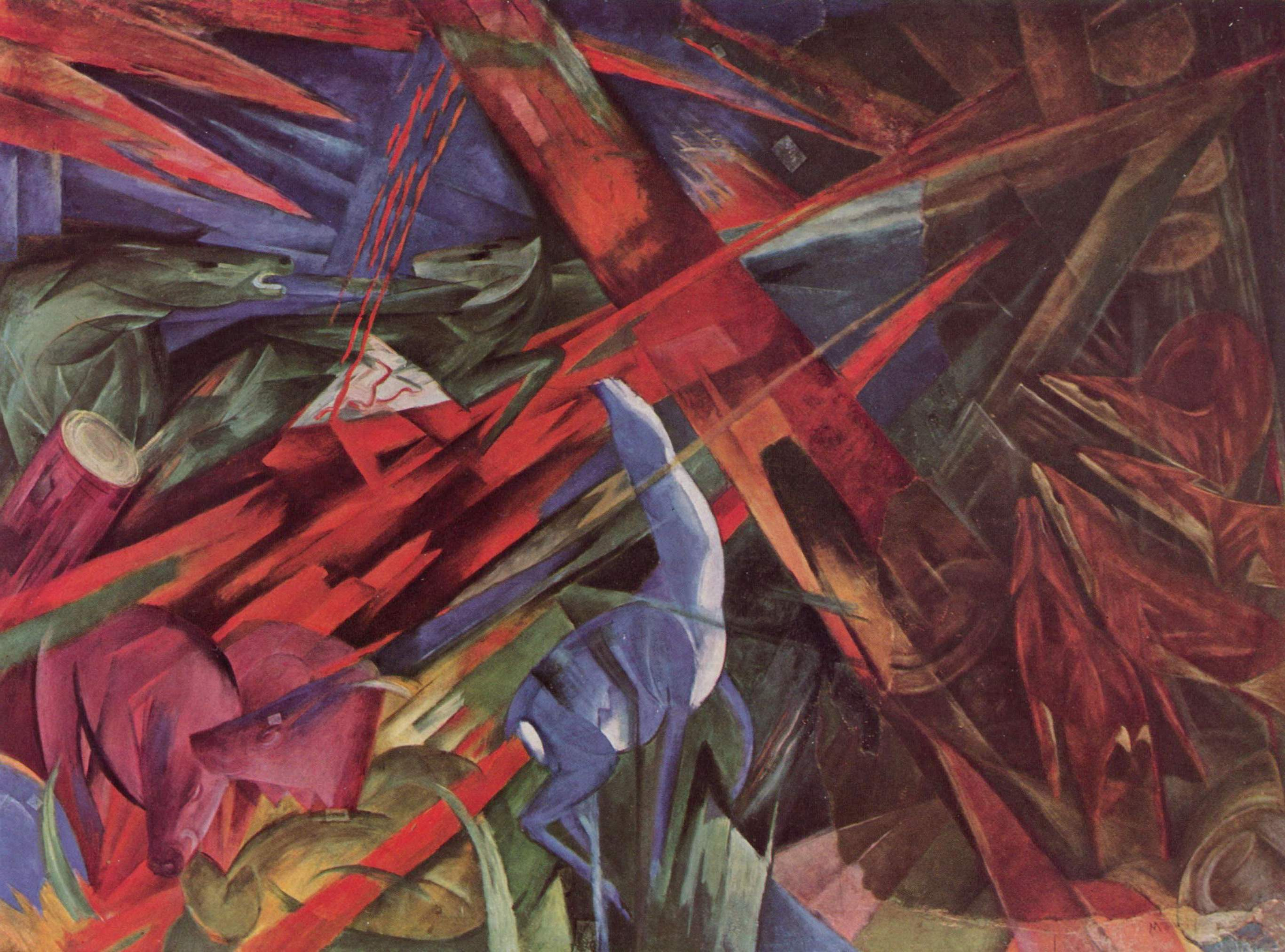
Soarta Animalelor, de Franz Marc, 1913
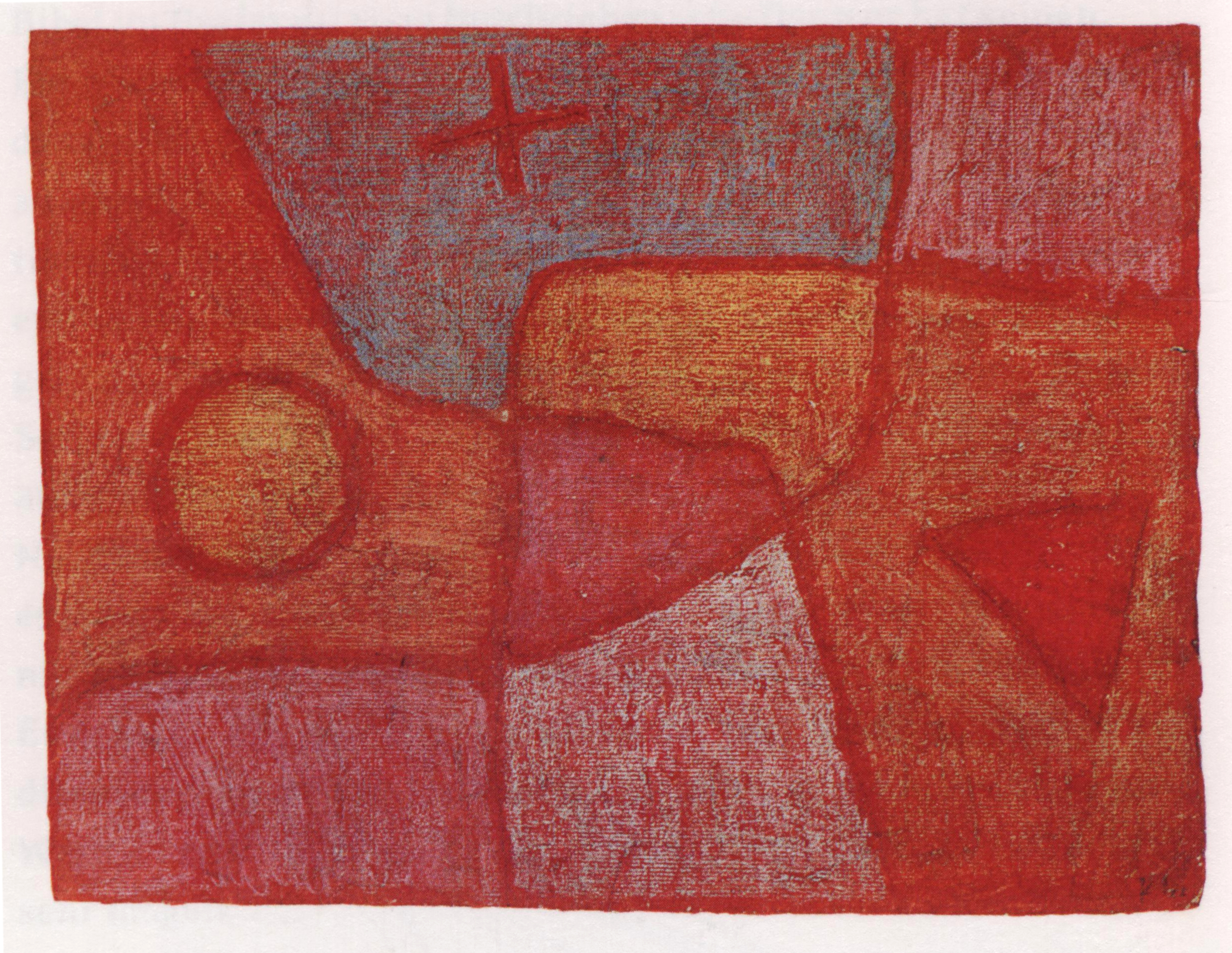
Loc fierbinte, de Paul Klee, 1933
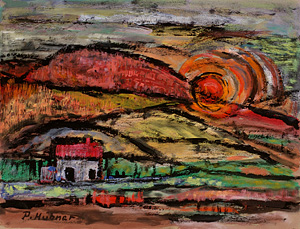
Peisaj de Paul Hübner, 1957
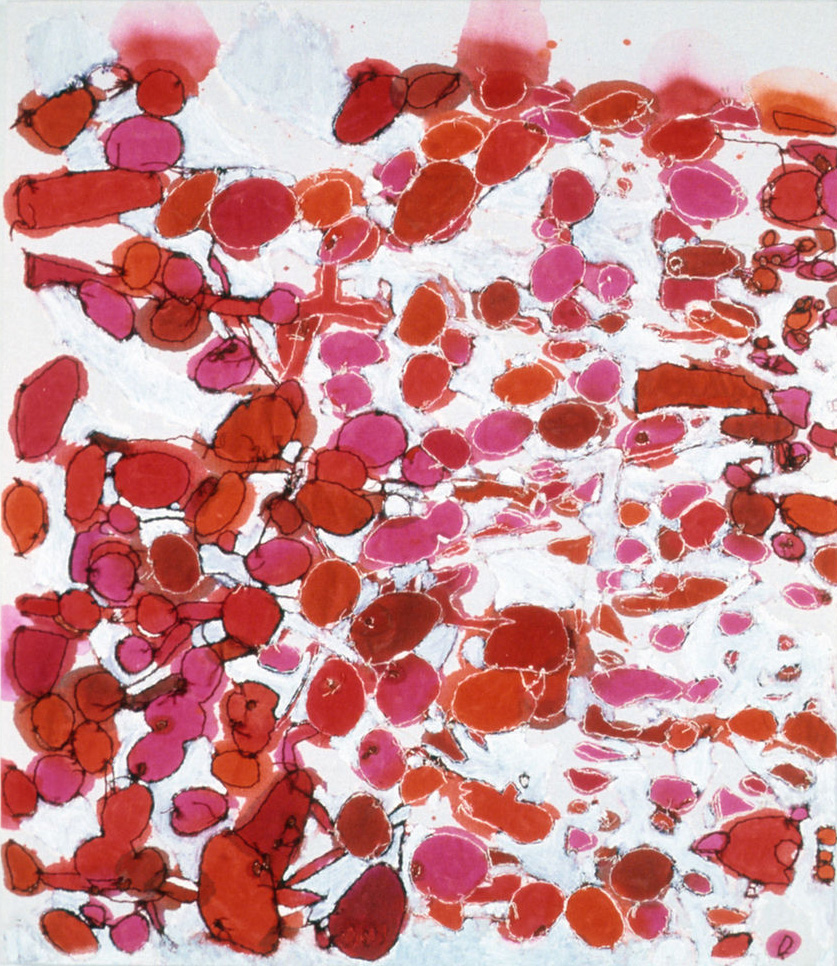
Fructe de pădure, Merle Temkin, 2003

## Asocieri și semnificații simbolice

#### Curaj și sacrificiu
Sondajele arată că roșul este culoarea cea mai asociată cu curajul.:43 În țările occidentale, roșul este un simbol al martirilor și al sacrificiului, în special datorită asocierii sale cu sângele. Începând din Evul Mediu, Papa și cardinalii Bisericii Romano-Catolice au purtat roșu pentru a simboliza sângele lui Hristos și al martirilor creștini. Stindardul soldaților creștini din Prima Cruciadă era o cruce roșie pe un fond alb, Crucea Sf. Gheorghe. Conform tradiției creștine, Sfântul Gheorghe a fost un soldat roman care a fost membru al gărzilor împăratului Dioclețian, care a refuzat să renunțe la credința sa creștină și a fost martirizat.
În timp ce roșul este culoarea cea mai asociată cu iubirea, ea este frecvent asociată cu ura, furia, agresiunea și războiul. Se spune că oamenii supărați „văd roșu”. Roșul este culoarea asociată cel mai frecvent cu pasiunea și căldura. În Roma antică, roșul era culoarea lui Marte, zeul războiului - planeta Marte a fost numită după el datorită culorii sale roșii.:42, 53

Martirul răstignit (Sfânta Iulia) de artistul olandez Hieronymus Bosch. Sfânta Iulia poartă roșu, culoarea tradițională a martirilor creștini.
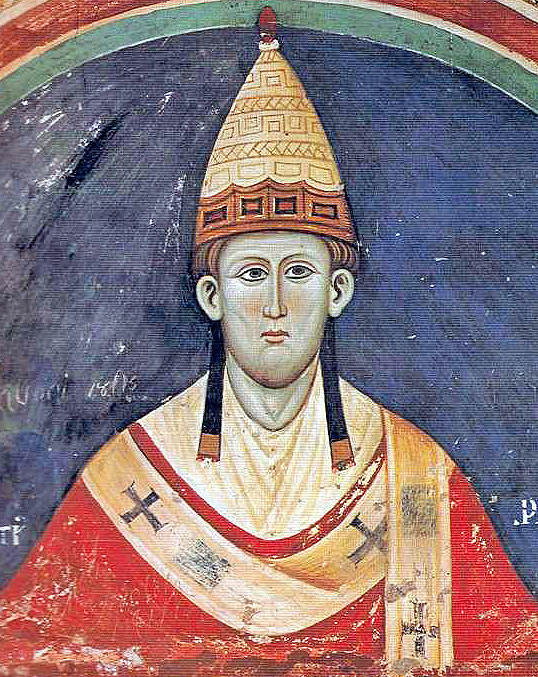
Papii romano-catolici poartă roșu ca simbol al sângelui lui Hristos. Acesta este Papa Inocențiu al III-lea, în aproximativ 1219.
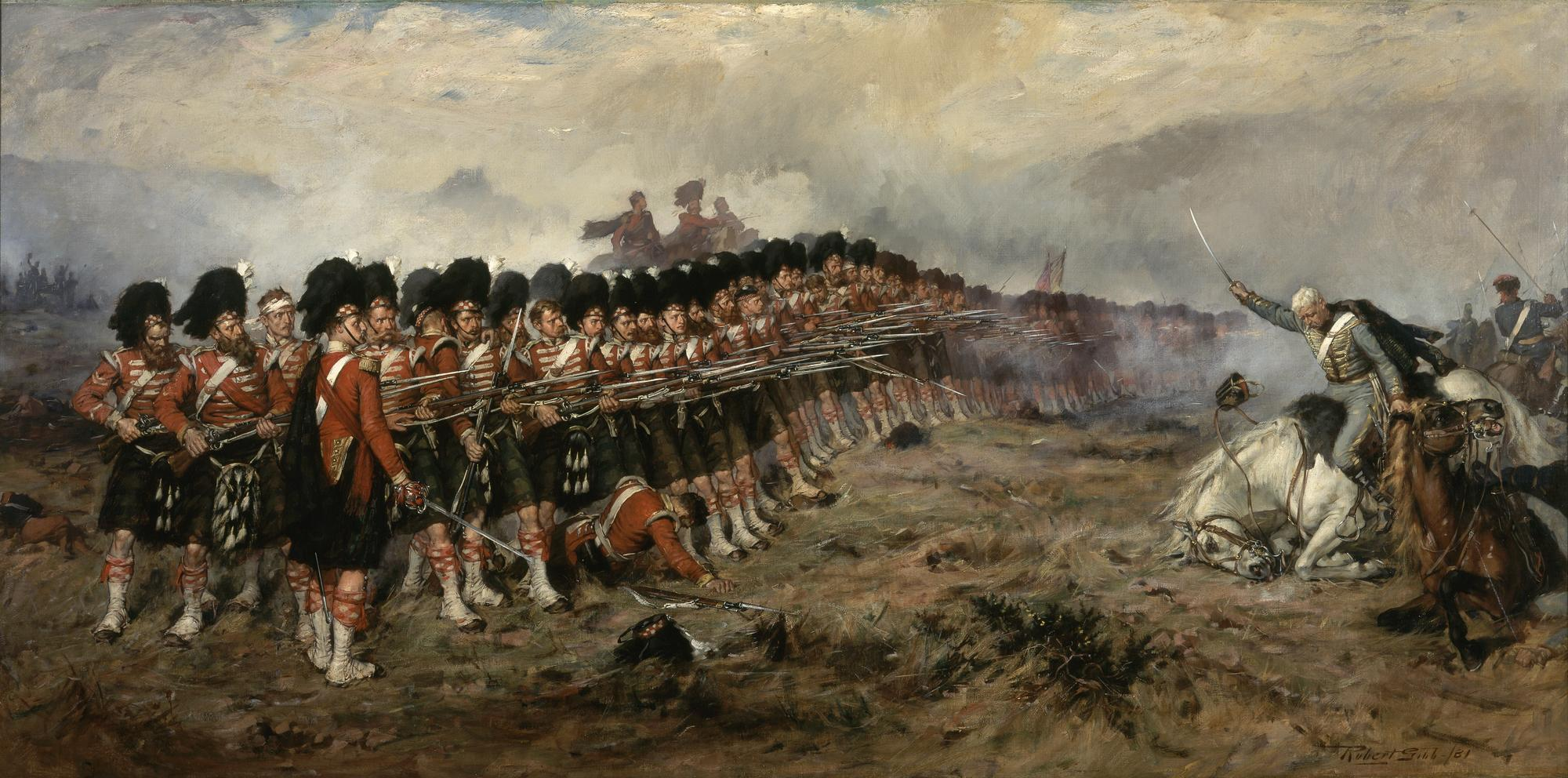
Tabloul lui Robert Gibb din 1881, Linia roșie subțire, înfățișând Linia roșie subțire din Bătălia de la Balaclava (1854), când o linie a infanteriei scoțiene a respins cavaleria rusă. Numele a fost dat de presa britanică ca simbol al curajului împotriva șanselor.
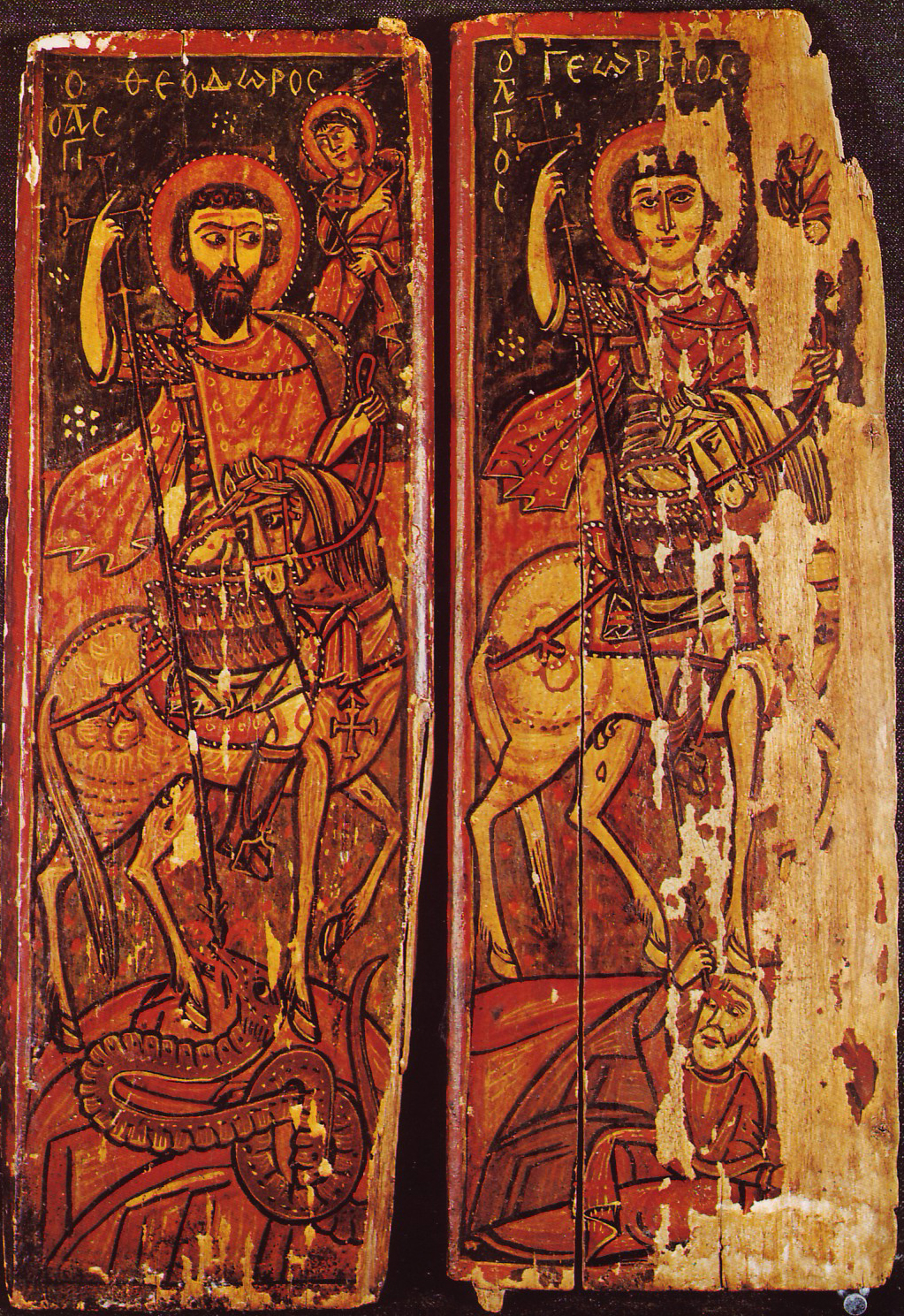
Sfinții războinici Theodor și Gheorghe călare, cucerindu-și dușmanii. În stânga Sf Gheorge ucigând balaurul.

#### Avertisment și pericol
Roșu este culoarea tradițională a avertizării și a pericolului și, prin urmare, este adesea folosit pe steaguri. În Evul Mediu, un steag roșu afișat în război indica intenția de a lupta „războiul mortal”, unde dușmanii vor fi măcelăriți și nimeni nu va fi cruțat.
În mod similar, un steag roșu arborat de o navă de pirați însemna că nu va fi arătată nici o milă victemelor. În Marea Britanie, în primele zile ale automobilismului, automobilele trebuiau să urmeze un bărbat care șinea un steag roșu care să avertizeze vehiculele trase de cai, înainte ca Legea din 1896 să aboleze această lege. În cursele de automobile, steagul roșu este ridicat dacă există pericol pentru șoferi. În fotbalul internațional, unui jucător care a comis o încălcare gravă a regulilor, i se arată cartonașul roșu de penalizare și este eliminat din joc.
Mai multe studii au indicat că dintre toate culorile, roșu are cea mai puternică reacție, nivelul de reacție scăzând treptat cu culorile portocaliu, galben și, respectiv, alb. Din acest motiv, roșul este în general utilizat ca cel mai înalt nivel de avertizare, cum ar fi nivelul amenințării de atac terorist. Ba chiar, profesorilor de la o școală primară din Marea Britanie li sa spus să nu marcheze munca copiilor cu cerneală roșie, deoarece încurajează o „abordare negativă”.
Roșu este culoarea internațională a indicatoarelor și a luminilor de stop pe autostrăzi și intersecții. A fost standardizată ca fiind culoarea internațională la Convenția de la Viena privind semnele și semnalele rutiere din 1968. A fost aleasă parțial pentru că roșu este cea mai aprinsă culoare din timpul zilei (lângă portocaliu), deși este mai puțin vizibilă la crepuscul, când verde este cel vizibilă culoare. De asemenea, roșu se evidențiază mai clar pe fundalul natural rece al cerului albastru, al copacilor verzi sau al clădirilor cenușii. Dar a fost în special drept culoarea pentru faruri și semne de oprire datorită asocierii sale universale cu pericolul și avertizarea.:54

Semnalul internațional de oprire standard, în urma Convenției de la Viena privind semnalizările rutiere din 1968
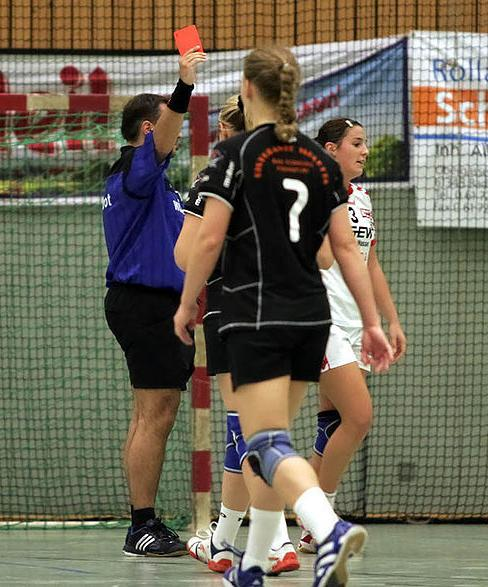
Cartonaș roșu de penalizare în sport pentru încălcarea gravă a regulilor
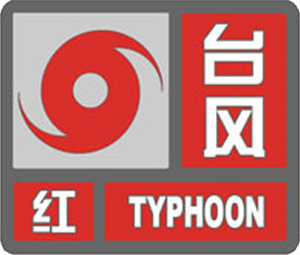
Un semn roșu chinezesc de alertă de taifun.
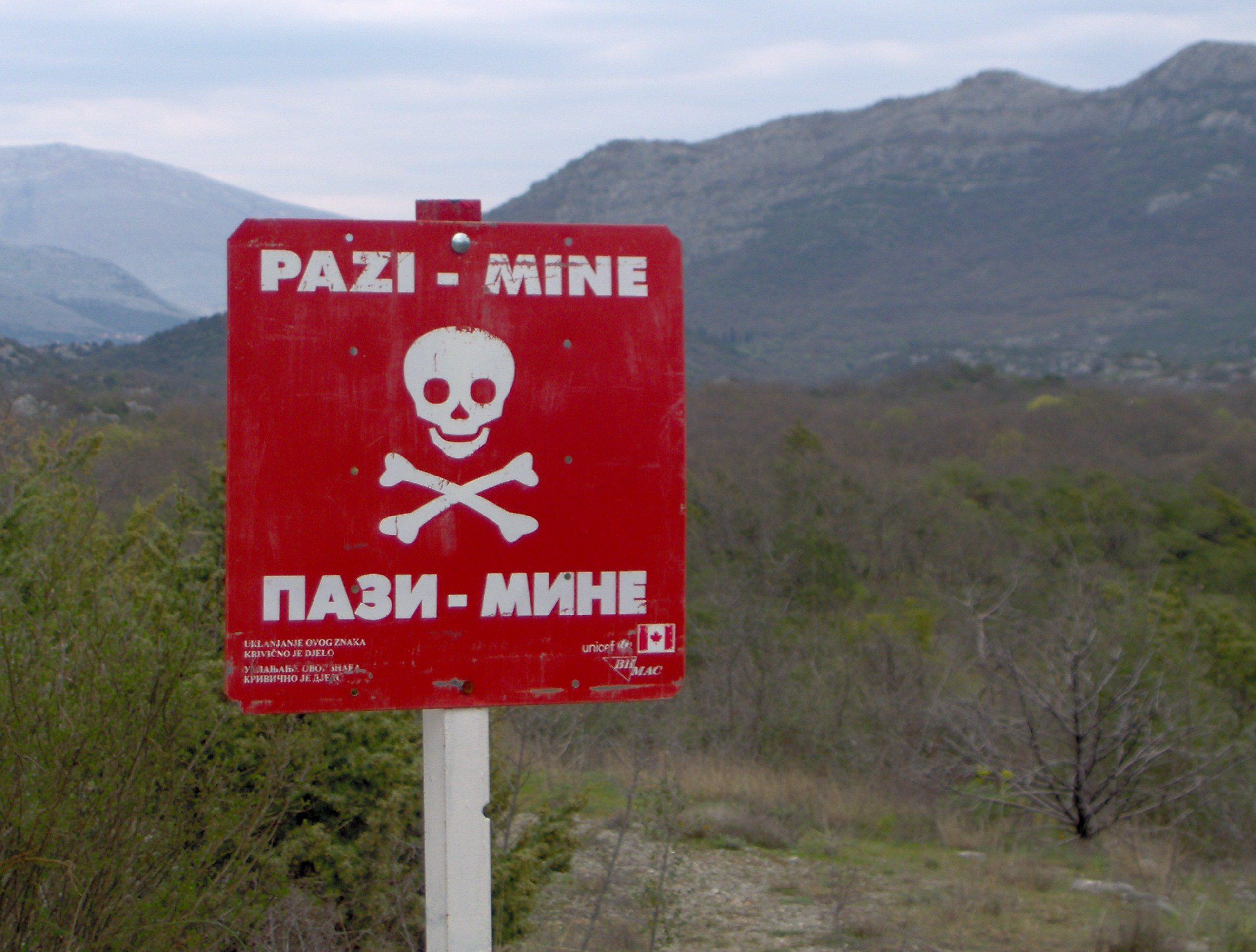
Semn roșu de avertizare pericol de moarte
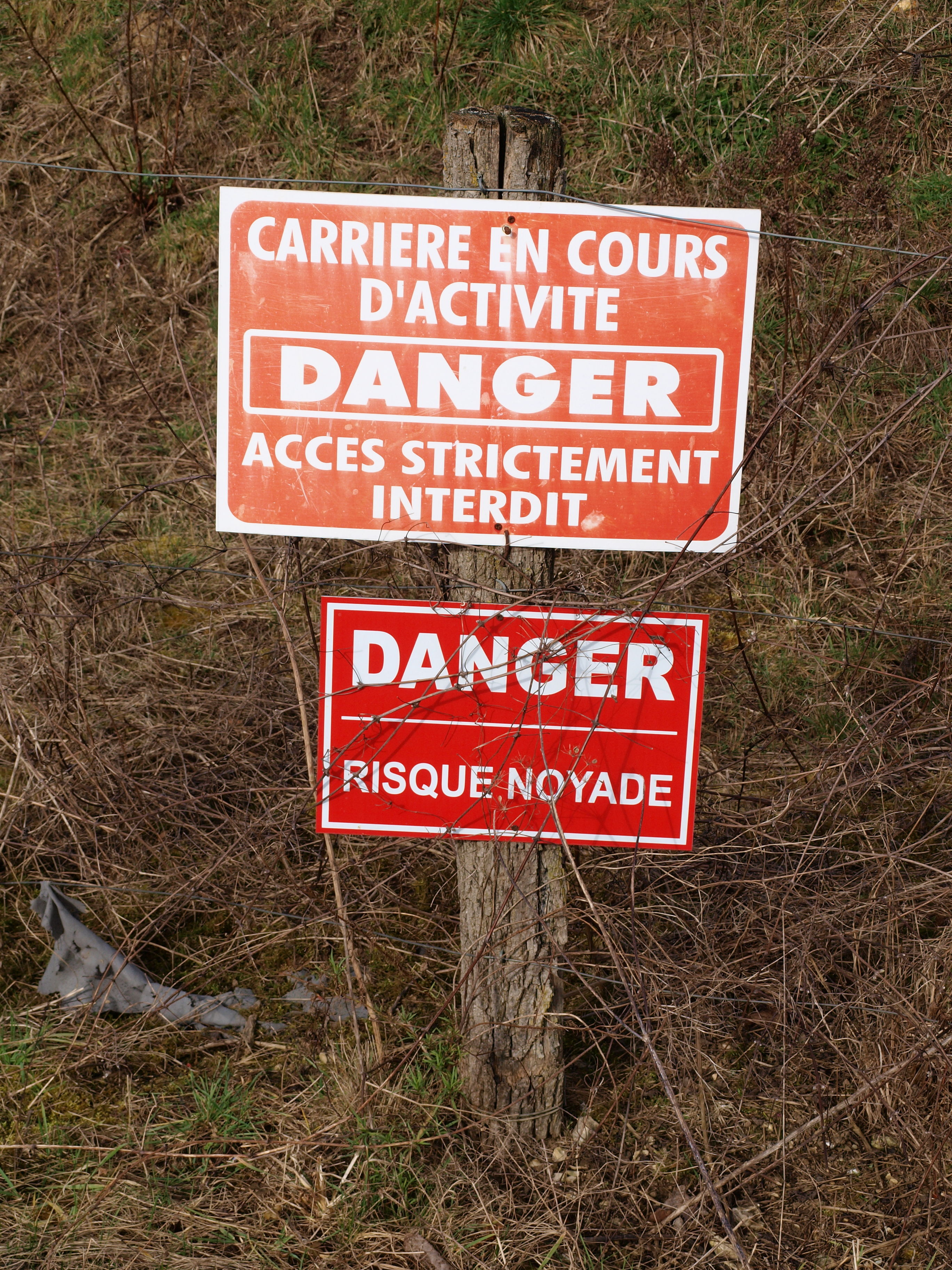
Semne roșii de avertizare pericol
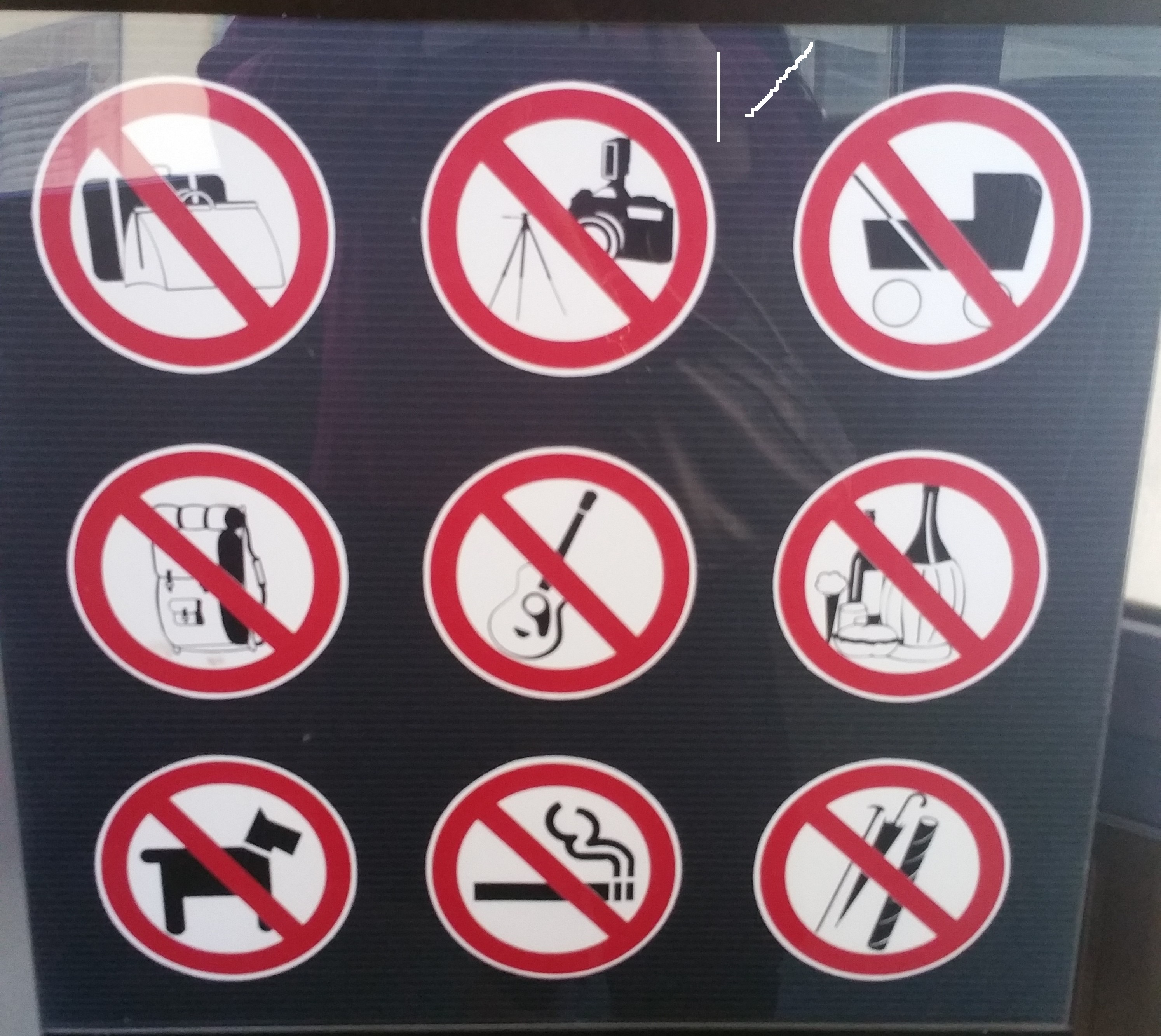
Semne de interzicere la intrare în Palazzo Pitti, Italia

#### Seducție, sexualitate și păcat
Roșu este culoarea cel mai frecvent asociată cu seducția, sexualitatea, erotismul și imoralitatea, posibil datorită legăturii strânse cu pasiunea și cu pericolul.:55
În special teologia creștină a privit roșu ca având o latură întunecată. Era asociat cu pasiunea sexuală, mânia, păcatul și diavolul. În Vechiul Testament, Cartea lui Isaia spune: „Deși păcatele tale sunt stacojii, ele vor fi albe ca zăpada”. În Noul Testament, în Cartea Apocalipsei, Anticristul apare ca un monstru roșu, călărit de o femeie îmbrăcată în stacojiu, cunoscută sub numele de Marea prostituată.
Satana este adesea înfățișat colorat în roșu sau purtând un costum roșu atât în iconografie cât și în cultura populară. Până în secolul XX, diavolul în roșu devenise un personaj popular în legende și povești. Diavolul în roșu apare mai des în desene animate și filme decât în arta religioasă.
În Noua Anglie din secolul al XVII-lea, roșul a fost asociat cu adulterul. În romanul din 1850 de Nathaniel Hawthorne, Litera stacojie, într-o comunitate puritană din Noua Anglie, o femeie este pedepsită pentru adulter cu ostracism, păcatul ei fiind reprezentat de o literă roșie „A” cusută pe haine.
Roșul este încă frecvent asociat cu prostituția. În diferite puncte din istorie, prostituatele au fost obligate să poarte roșu pentru a-și anunța profesia.  Bordelurile afișau o lumină roșie. Încă de la începutul secolului al XX-lea, casele de prostituție erau permise doar în anumite cartiere specificate, care au devenit cunoscute sub numele de cartiere roșii.
Marile cartiere roșii se găsesc astăzi în Bangkok și Amsterdam.
Atât în tradiția creștină cât și în cea ebraică, roșul este uneori asociat cu omorul sau vinovăția, cu „a avea sânge pe mâini” sau „a fi prins cu mâna roșie”.

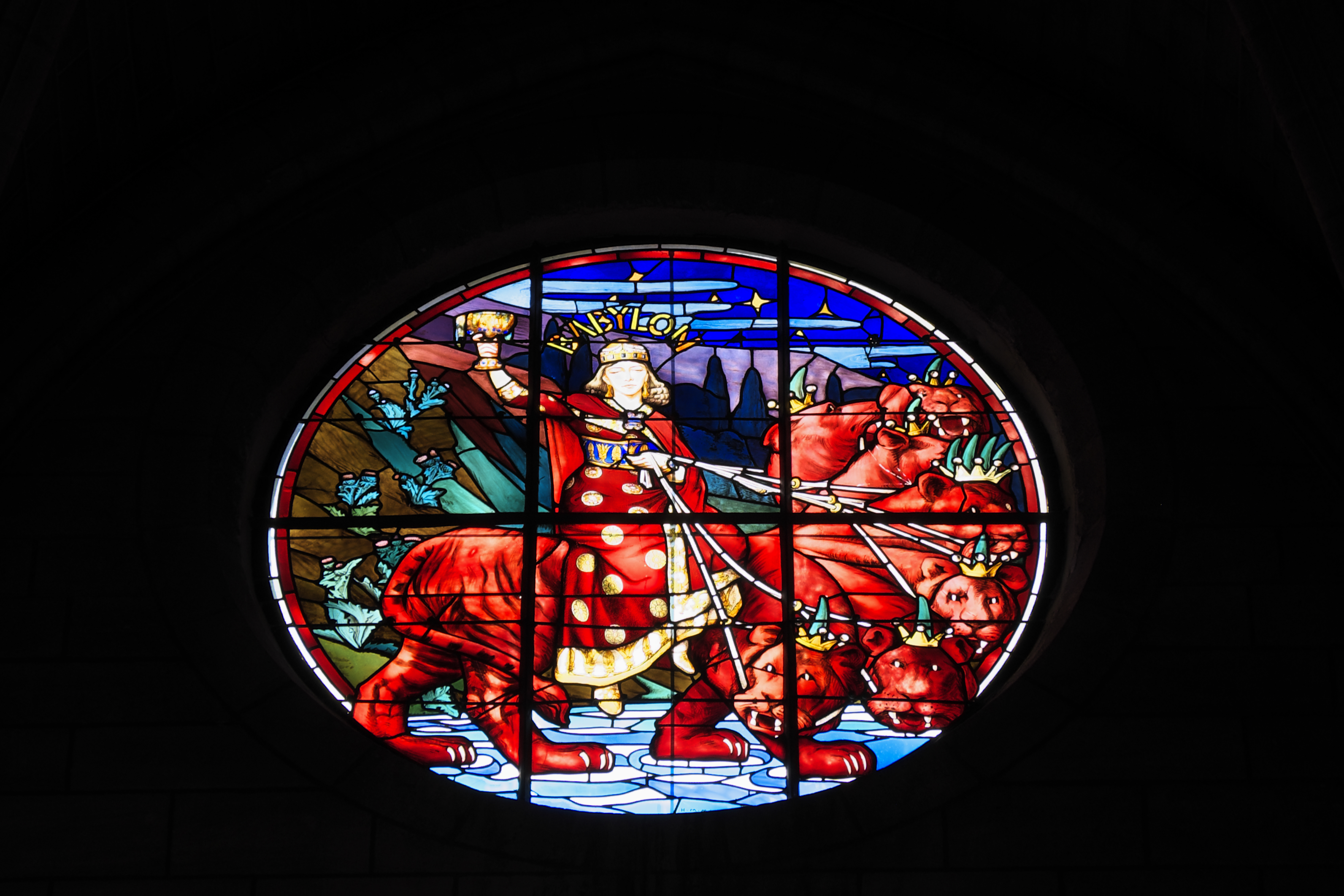
Marea prostituată a Babilonului călărind monstrul cu șapte capete.
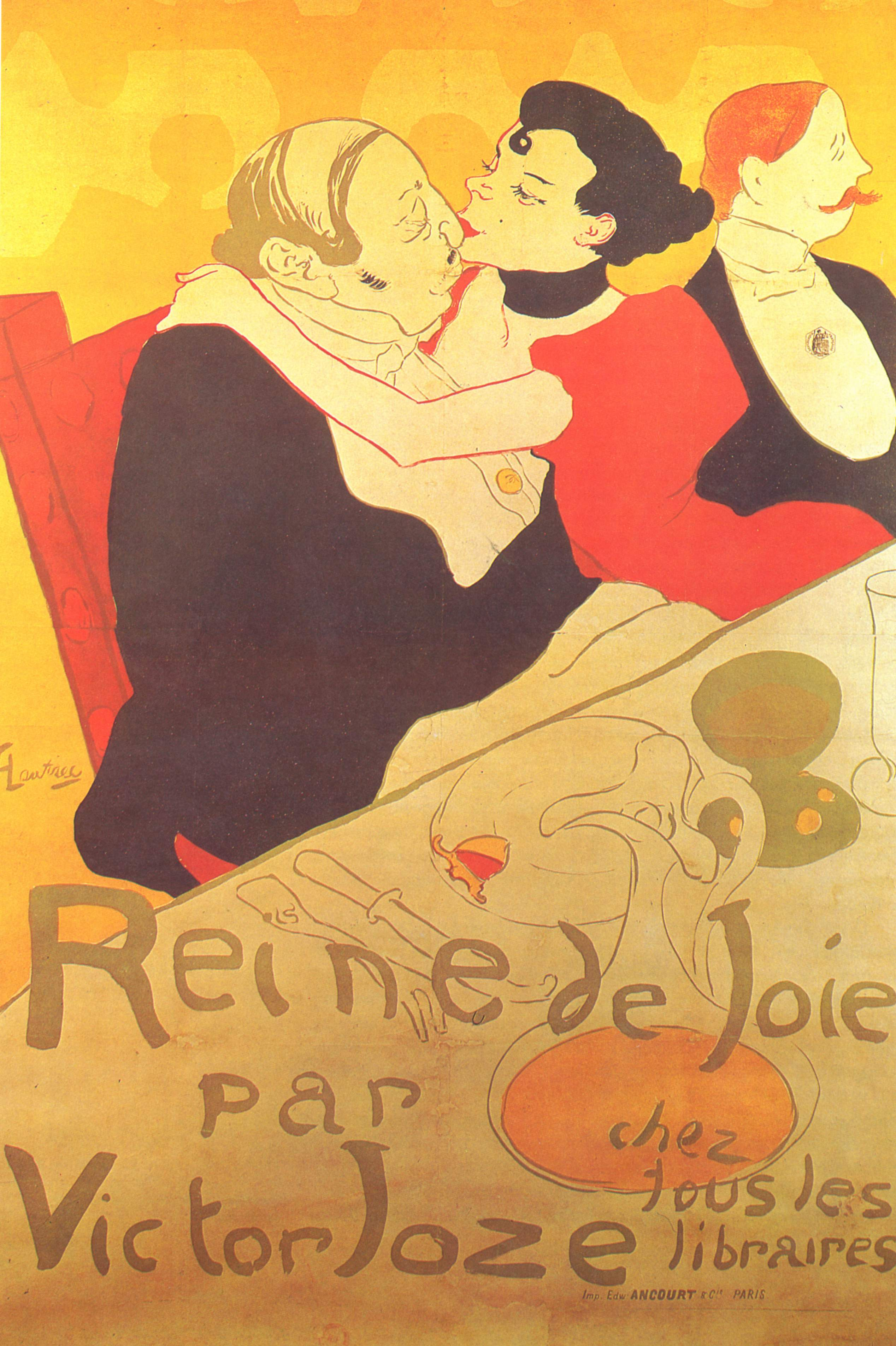
Reine de joie (Regina bucuriei), ilustrare de copertă de carte de Henri de Toulouse-Lautrec (1892) despre o prostituată din Paris
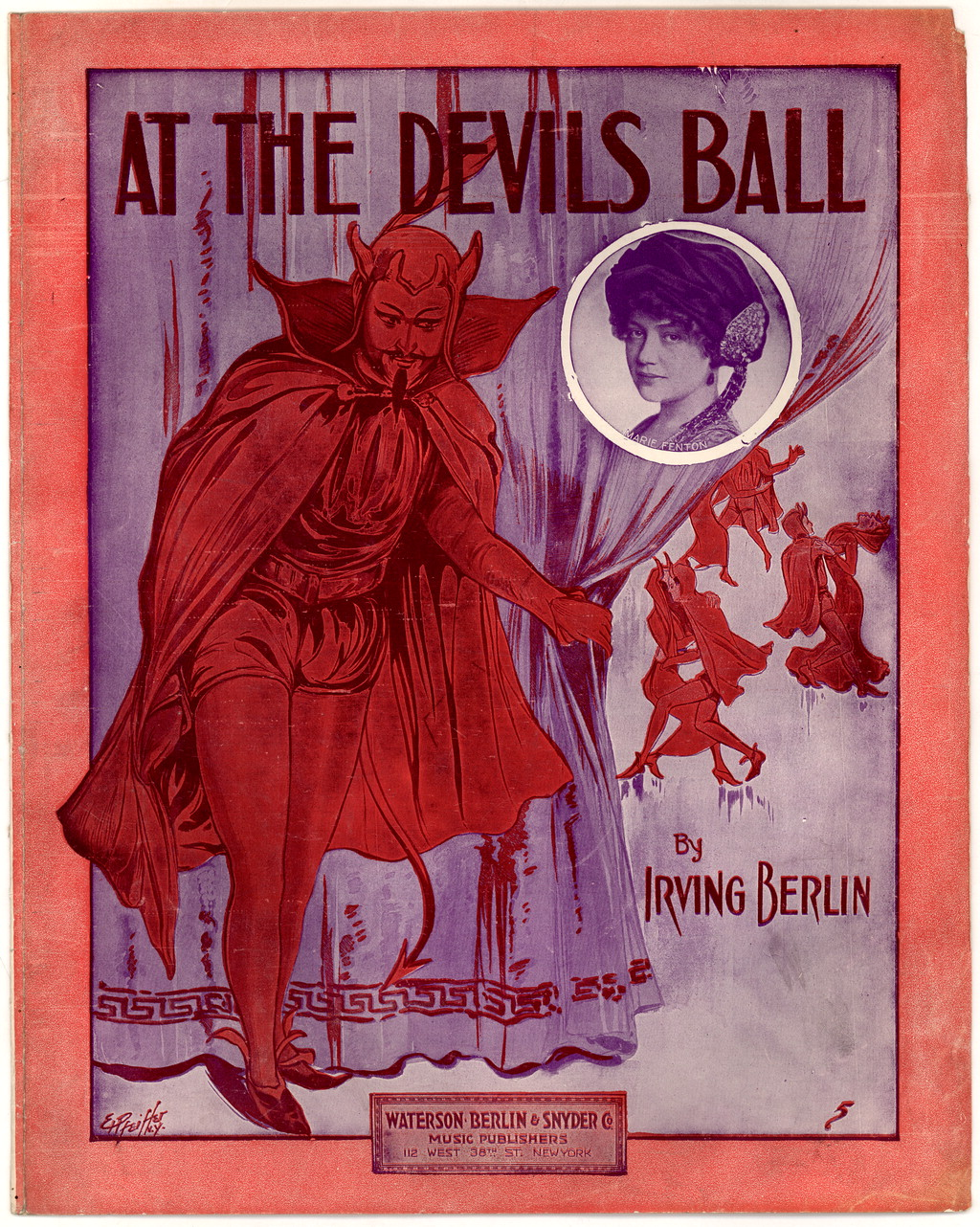
Partituri pentru "At the Devil's Ball", de Irving Berlin, SUA, 1915.
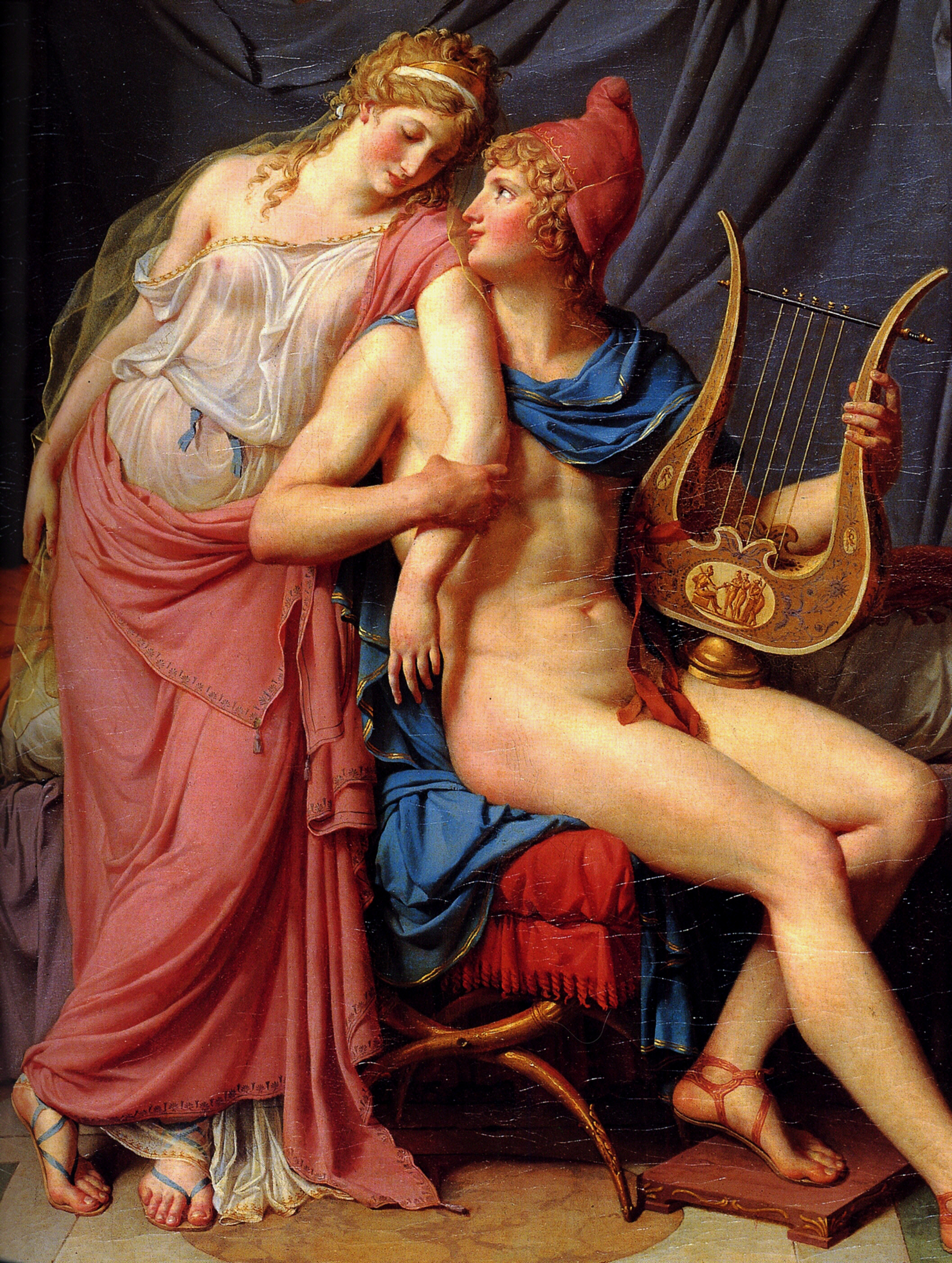
Iubirea Elenei și a lui Paris de Jacques-Louis David (1788)
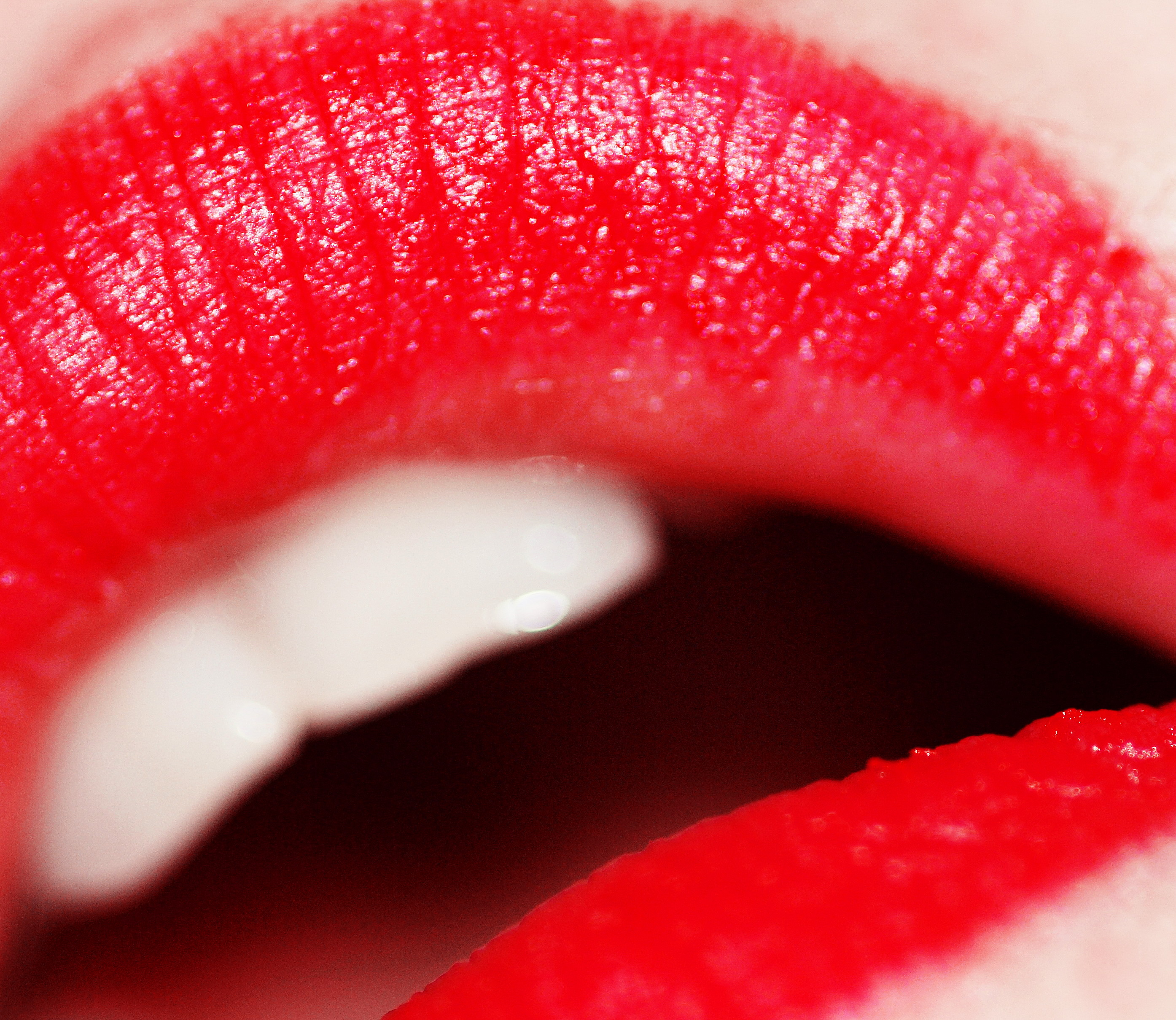
Rujul roșu a fost purtat de femei încă din cele mai vechi timpuri. A fost purtat de Cleopatra, regina Elisabeta I și de vedete de cinema precum Elizabeth Taylor și Marilyn Monroe.

## Uniformă militară
Uniforma militară roșie a fost adoptată de „New Model Army” creată de Parlamentul englez în 1645 și era încă purtată de către armata britanică la izbucnirea Primului Război Mondial în 1914. Soldații obișnuiți purtau haine roșii vopsite cu rubia, în timp ce ofițerii purtau haine stacojii vopsite cu Dactylopius coccus mai scump.:168–69 Acest lucru a determinat ca soldații britanici să fie cunoscuți sub numele de „paltoane roșii”. 
Culoarea scarlet este purtată de uniforme militare din armatele moderne ale mai multor țări care au format fostul Imperiu britanic. Acestea includ armatele din Australia, Jamaica, Noua Zeelandă, Fiji, Canada, Kenya, Ghana, India, Singapore, Sri Lanka și Pakistan.
Muzicienii din Corpul de marină al Statelor Unite poartă roșu, urmând o tradiție militară din secolul al XVIII-lea că uniformele membrilor trupei sunt inversul uniformelor celorlalți soldați din unitatea lor. Deoarece uniforma marină americană este albastră cu fațete roșii, grupul muzical poartă invers. 
„Sergentul roșu” este uniforma Jandarmeriei regale a Canadei, creată în 1873 ca Poliție de Nord-Vest și a primit numele actual în 1920. Uniforma a fost adaptată din tunica armatei britanice. Cadeții de la Colegiul militar regal al Canadei poartă, de asemenea, uniforme roșii. 
Corpul de marină brazilian poartă uniformă roșie.

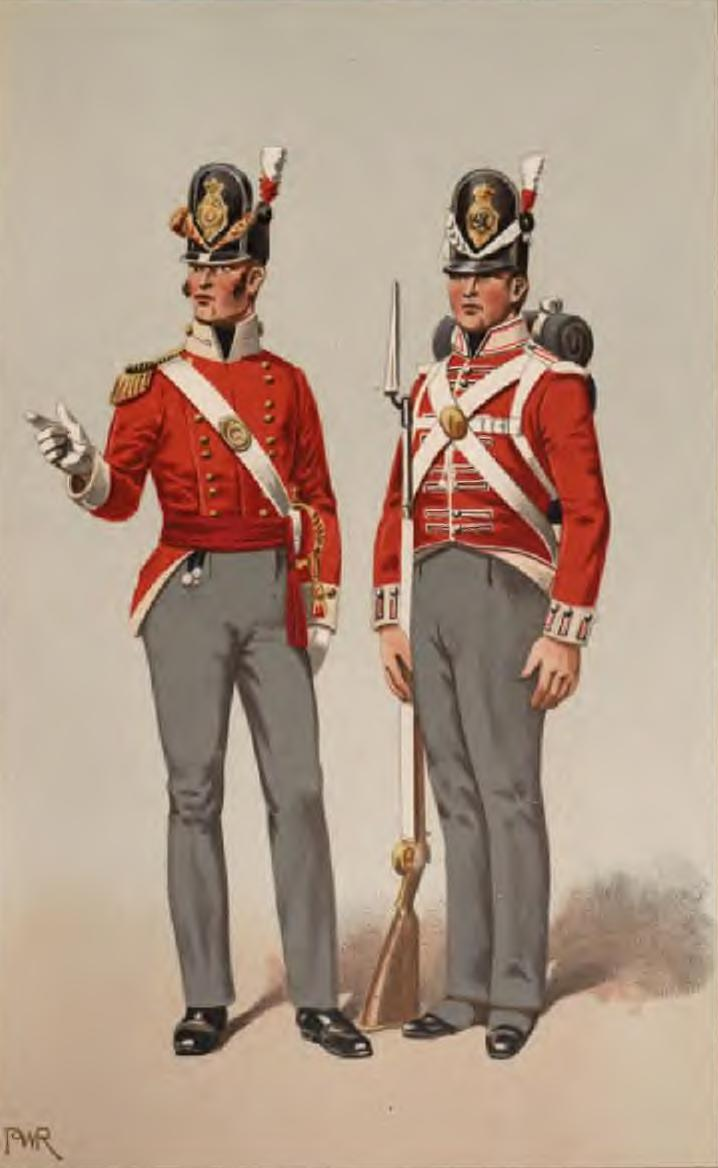
Ofițer și soldat al armatei britanice, 1815
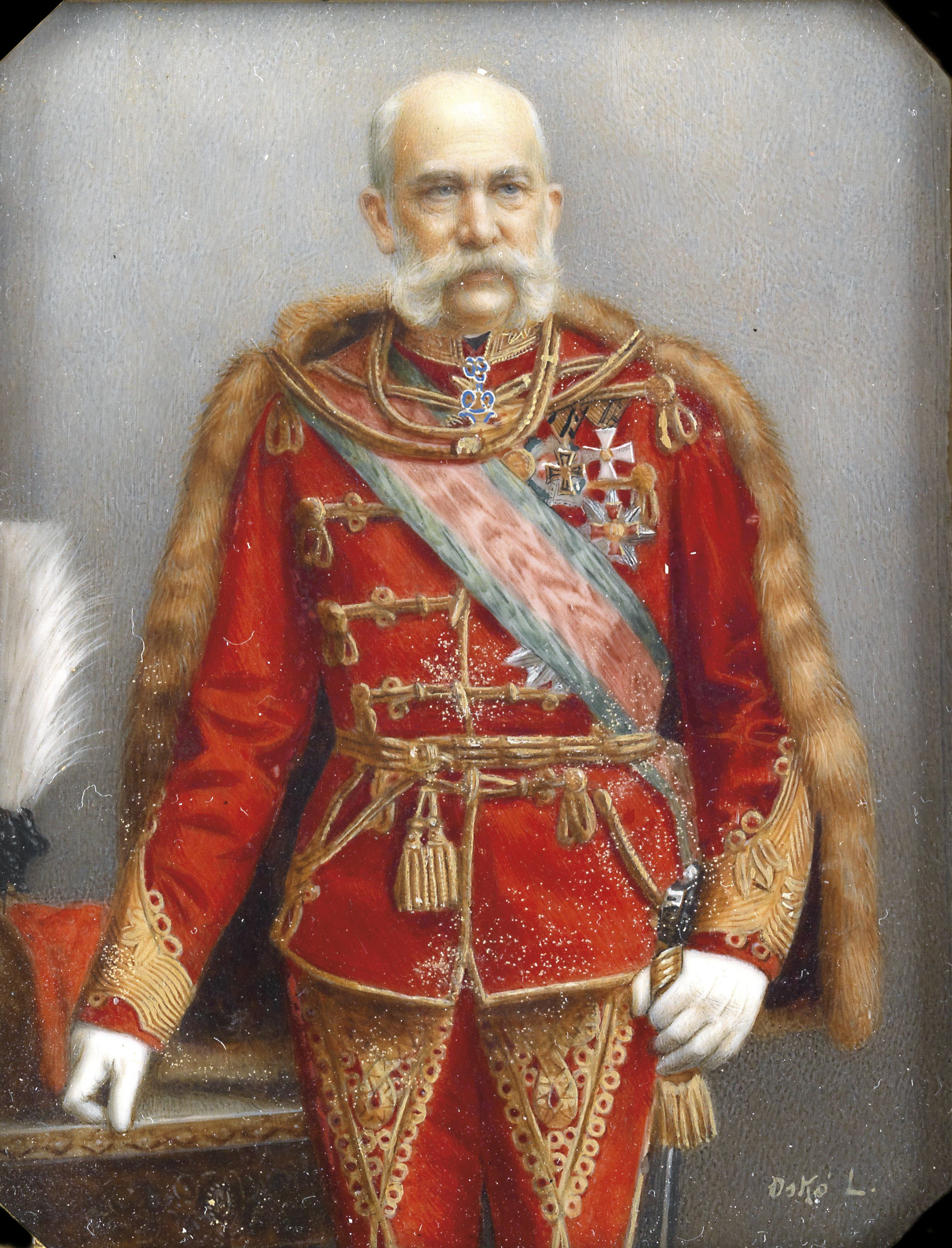
Împăratul Franz Joseph I în uniformă roșie
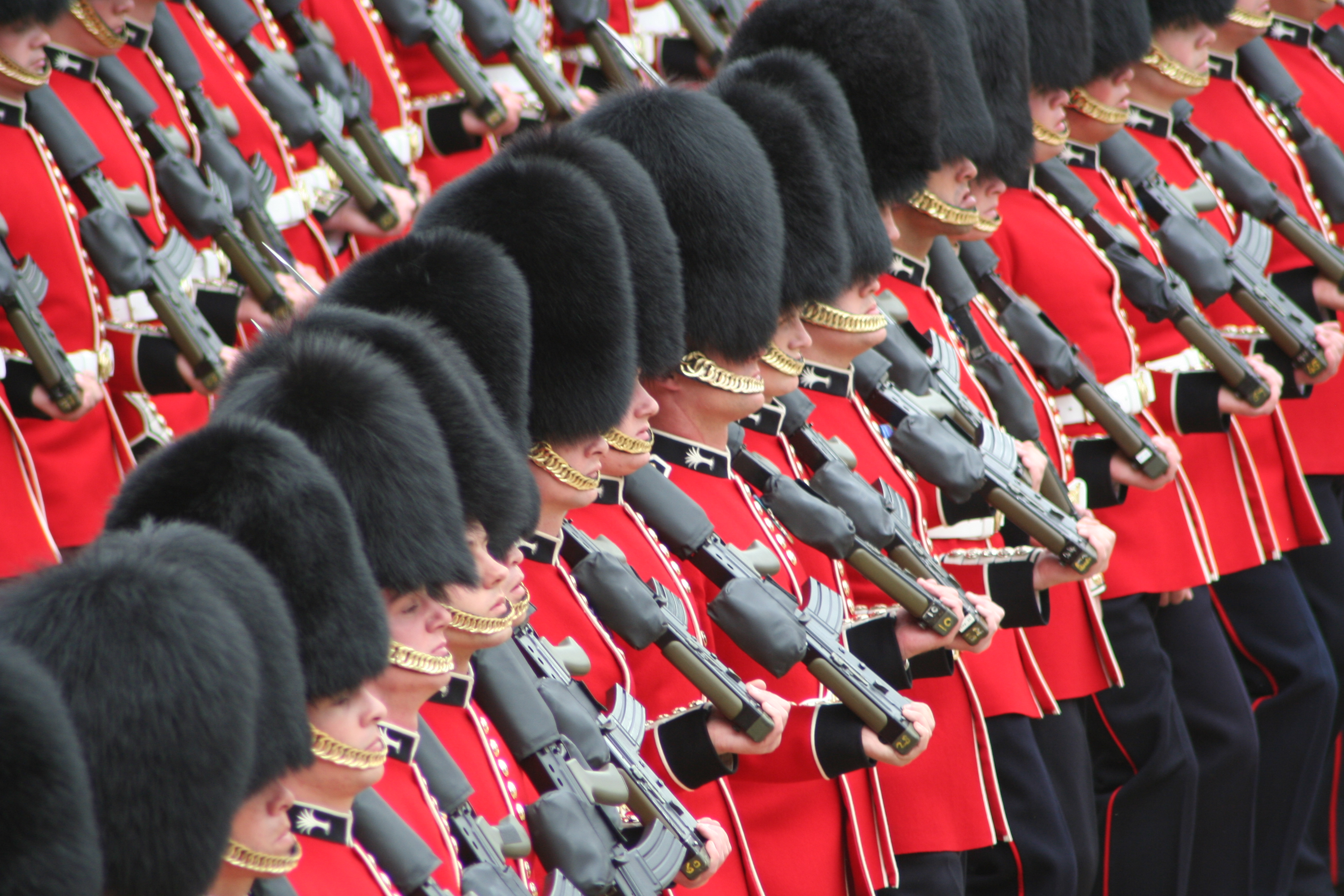
Welsh Guards în timpul Trooping the Colour
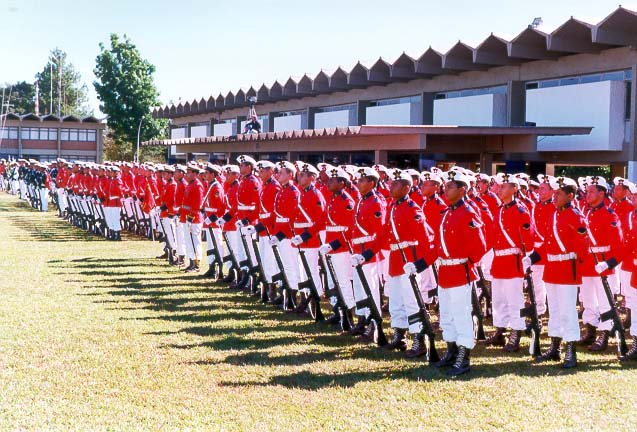
Corpul de marină brazilian poartă uniformă roșie
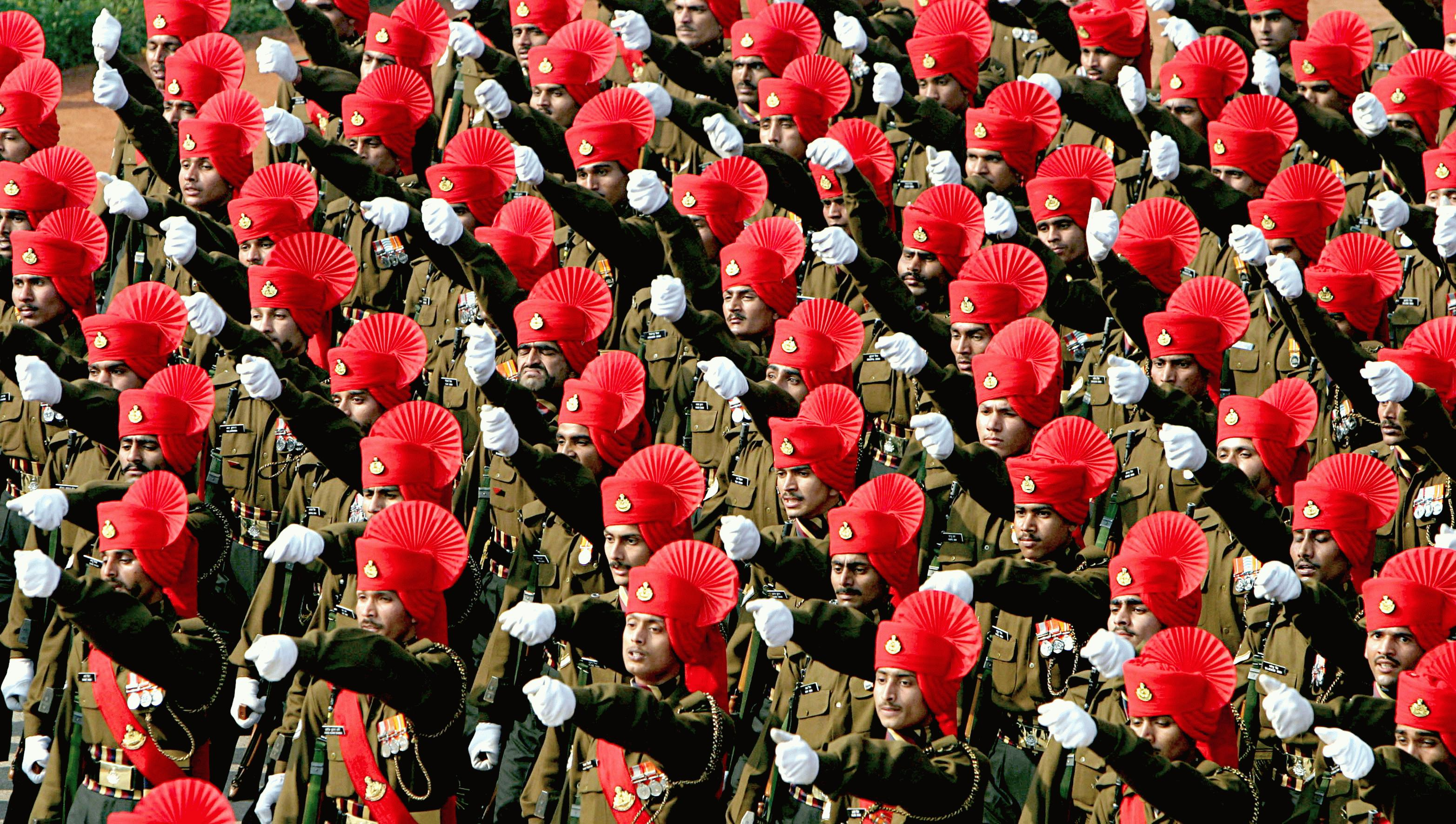
Soldații Regimentului Rajput din armata indiană
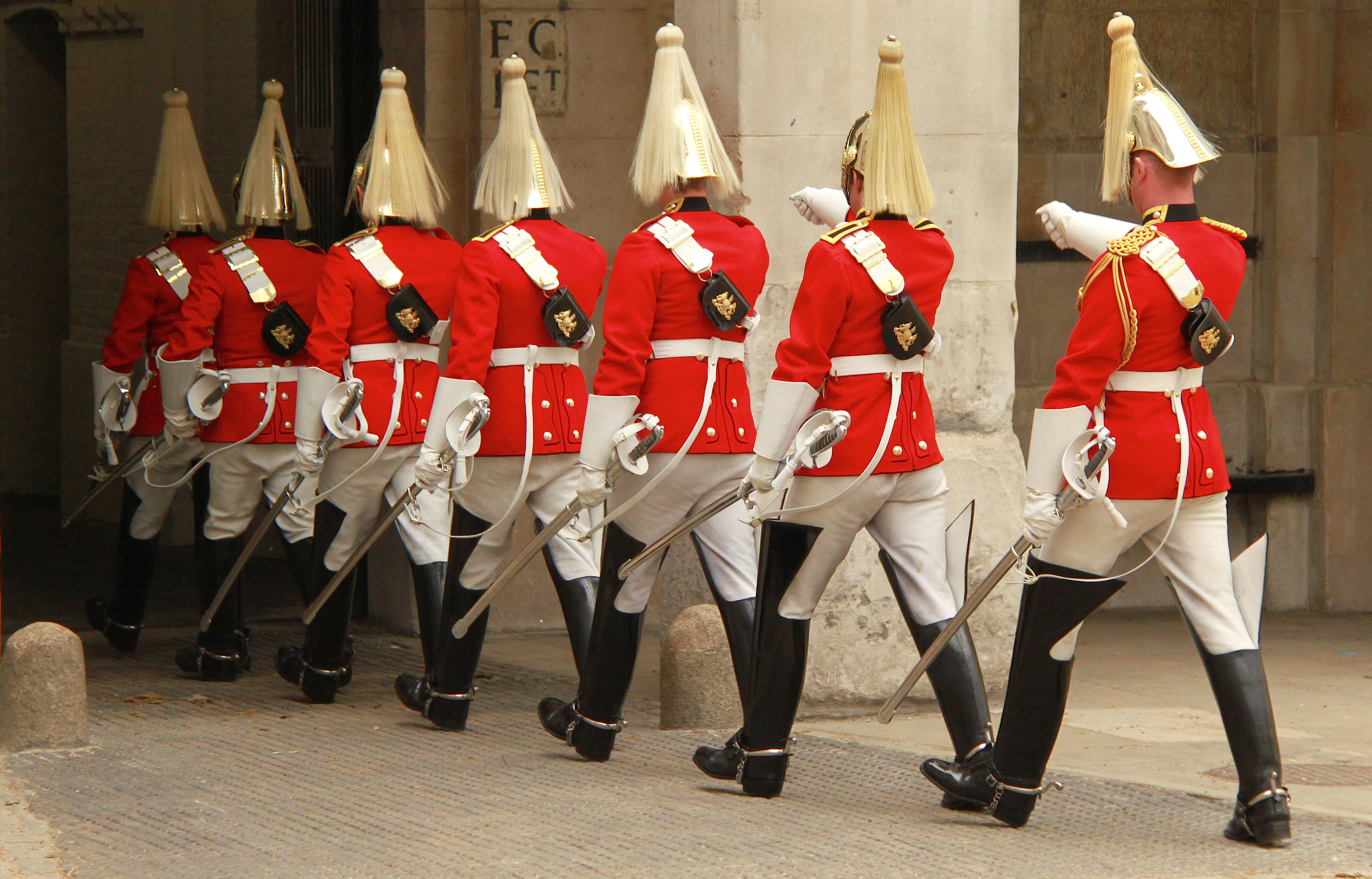
Garda de la Horse Guards, Londra
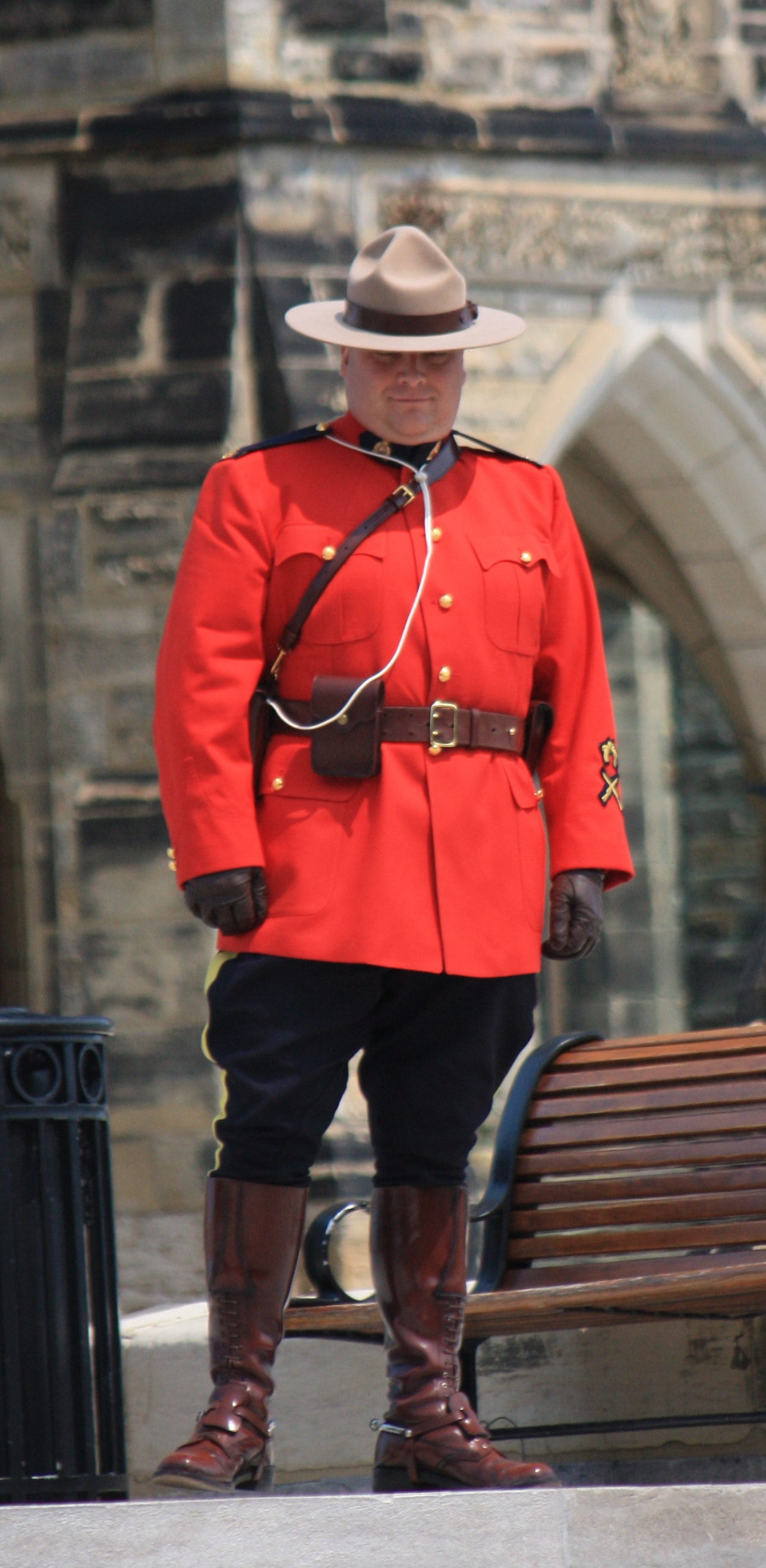
„Sergentul roșu”, uniforma Jandarmeriei regale a Canadei
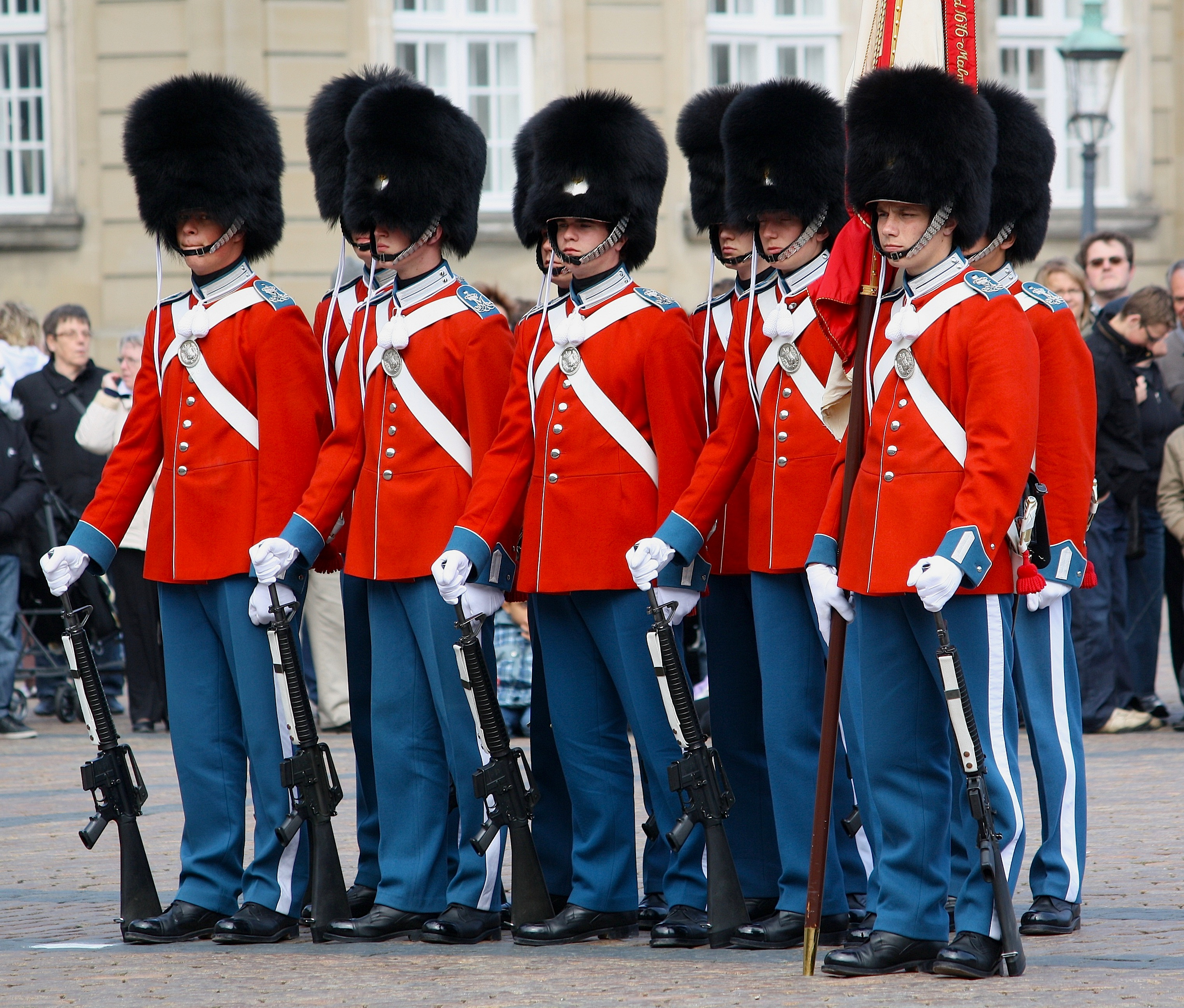
Garda regală daneză
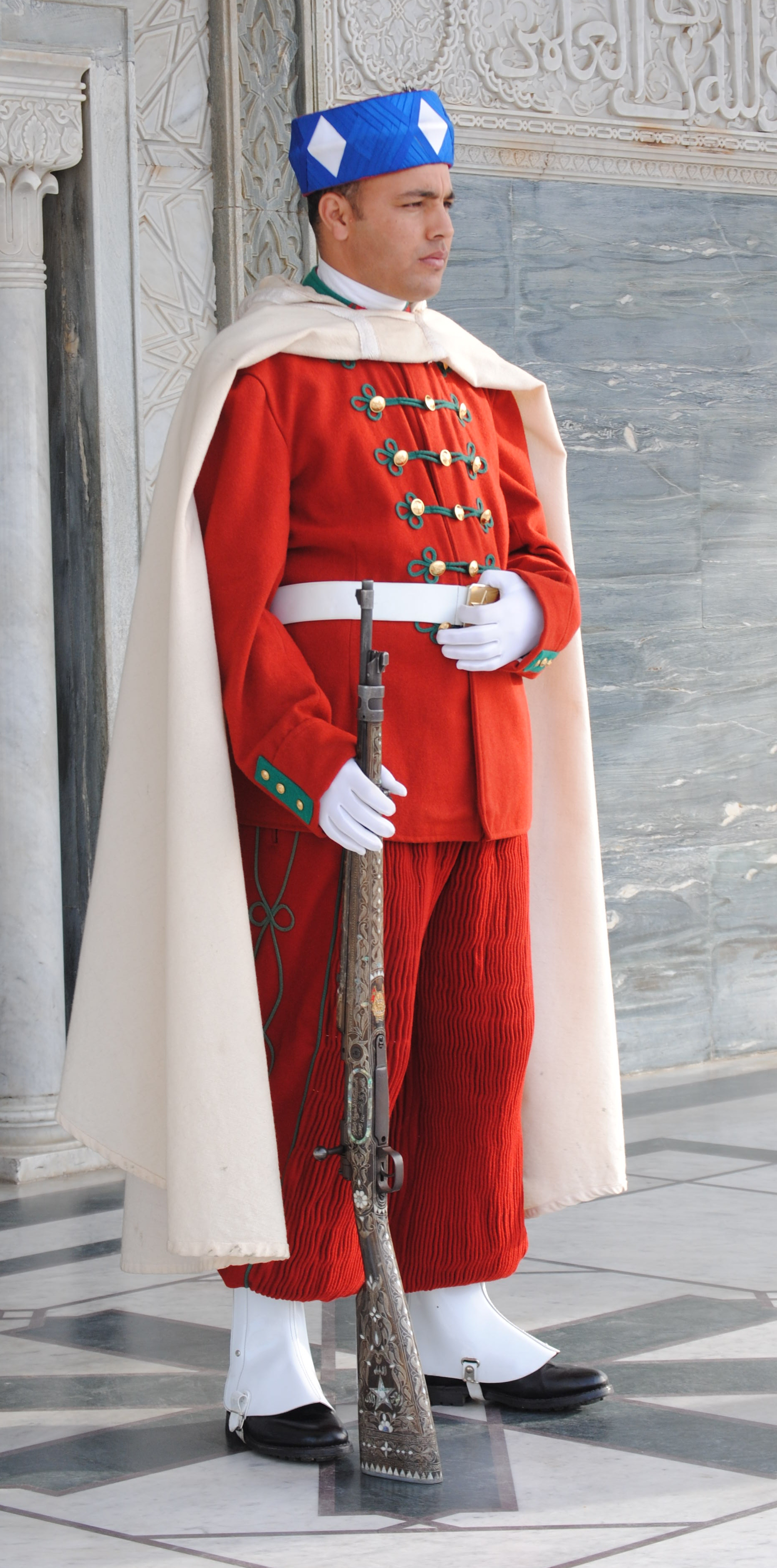
Garda regală marocană
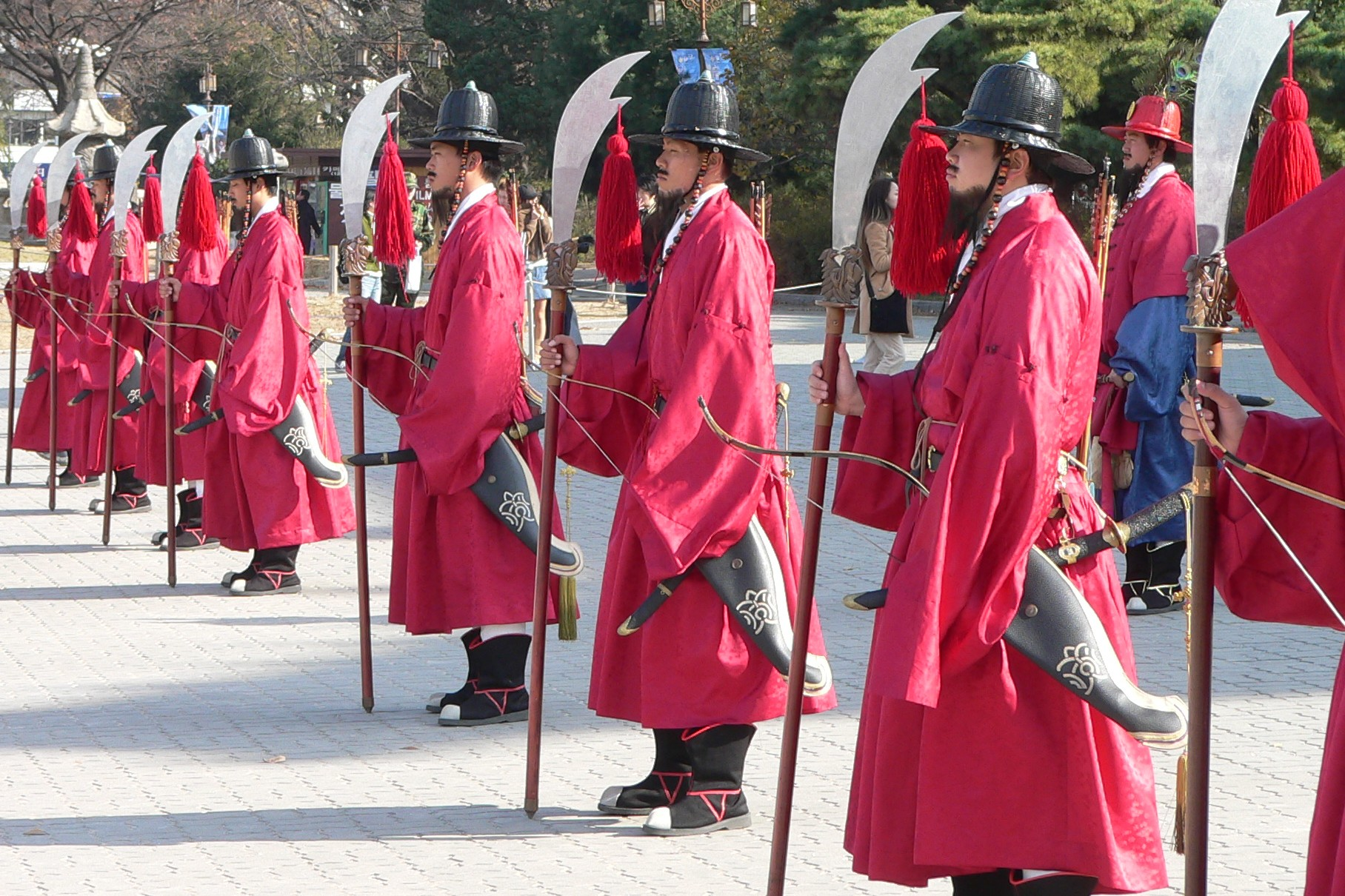
Gărzi coreene

## În sport
Primul sport de echipă cunoscut cu uniforme roșii a fost Cursa carelor de luptă din timpul Imperiului roman târziu. Primele curse au fost între două care, un conducător de car purtând roșu, celălalt alb. Ulterior, numărul de echipe a crescut până la patru, conducătorii de care purtând verde deschis și albastru deschis.
Astăzi multe echipe sportive din întreaga lume poartă roșu pe uniformele lor. Alături de albastru, roșul este cea mai frecvent utilizată culoare non-albă din sport. Numeroase echipe naționale de sport poartă roșu, adesea prin asocierea cu steagurile lor naționale. Câteva dintre aceste echipe prezintă culoarea ca parte a supranumelului lor, cum ar fi Spania (echipa națională de fotbal este  poreclită La Furia Roja sau „Furia roșie”) și Belgia (a cărei echipă de fotbal poartă porecla Rode Duivels sau „Diavolii roșii”). 
Rosso corsa este culoarea roșie de curse internaționale a automobilelor înscrise de echipe din Italia. Începând cu anii 1920, mașinile italiene de curse Alfa Romeo, Maserati, Lancia și, mai târziu, Ferrari și Abarth au fost colorate într-o culoare cunoscută sub numele de rosso corsa („roșu de curse”).
În box, roșul este adesea culoarea folosită pentru mănușile unui luptător. George Foreman a purtat aceleași mănuși roșii pe care le-a folosit în timpul meciului pierdut în fața lui Muhammad Ali când l-a învins pe Michael Moorer 20 de ani mai târziu pentru a-și recâștiga titlul. 
În artele marțiale, o centură roșie arată un grad ridicat de competență.

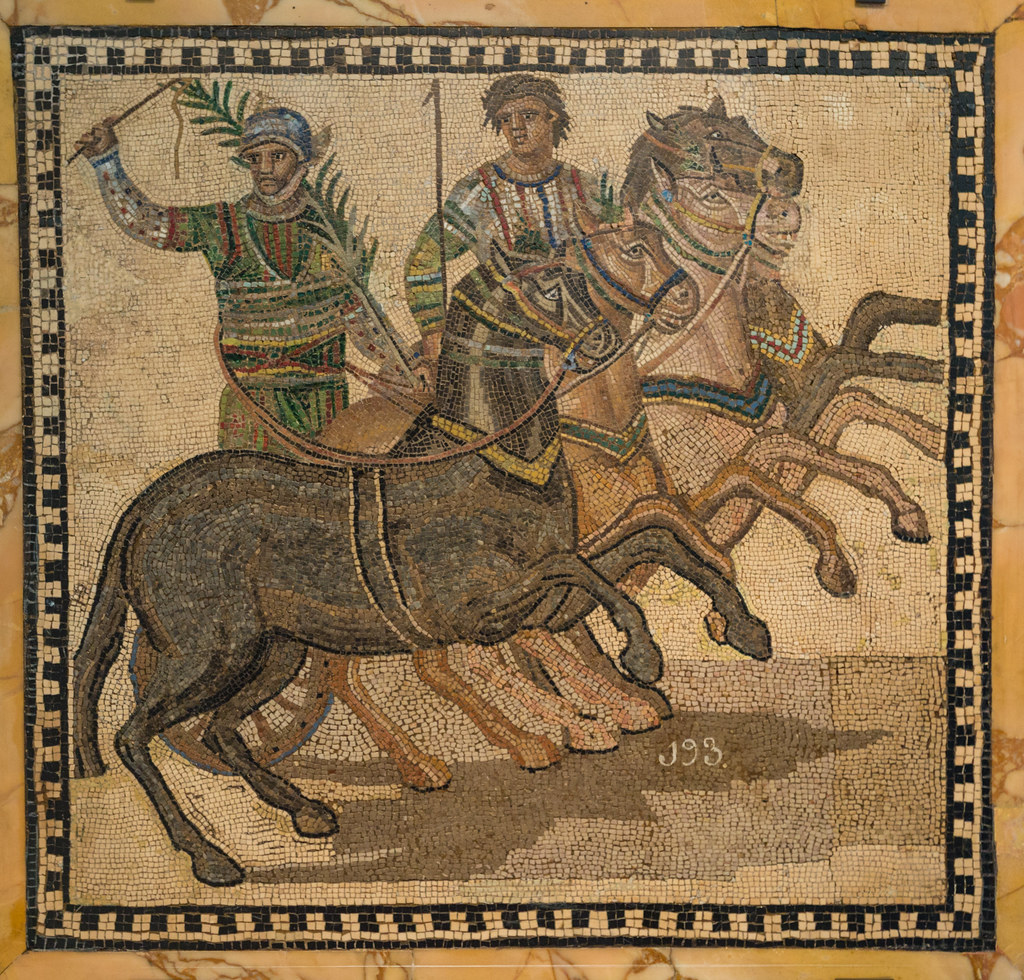
Mozaic roman antic al câștigătorului unei curse de care, purtând culorile echipei roșii.
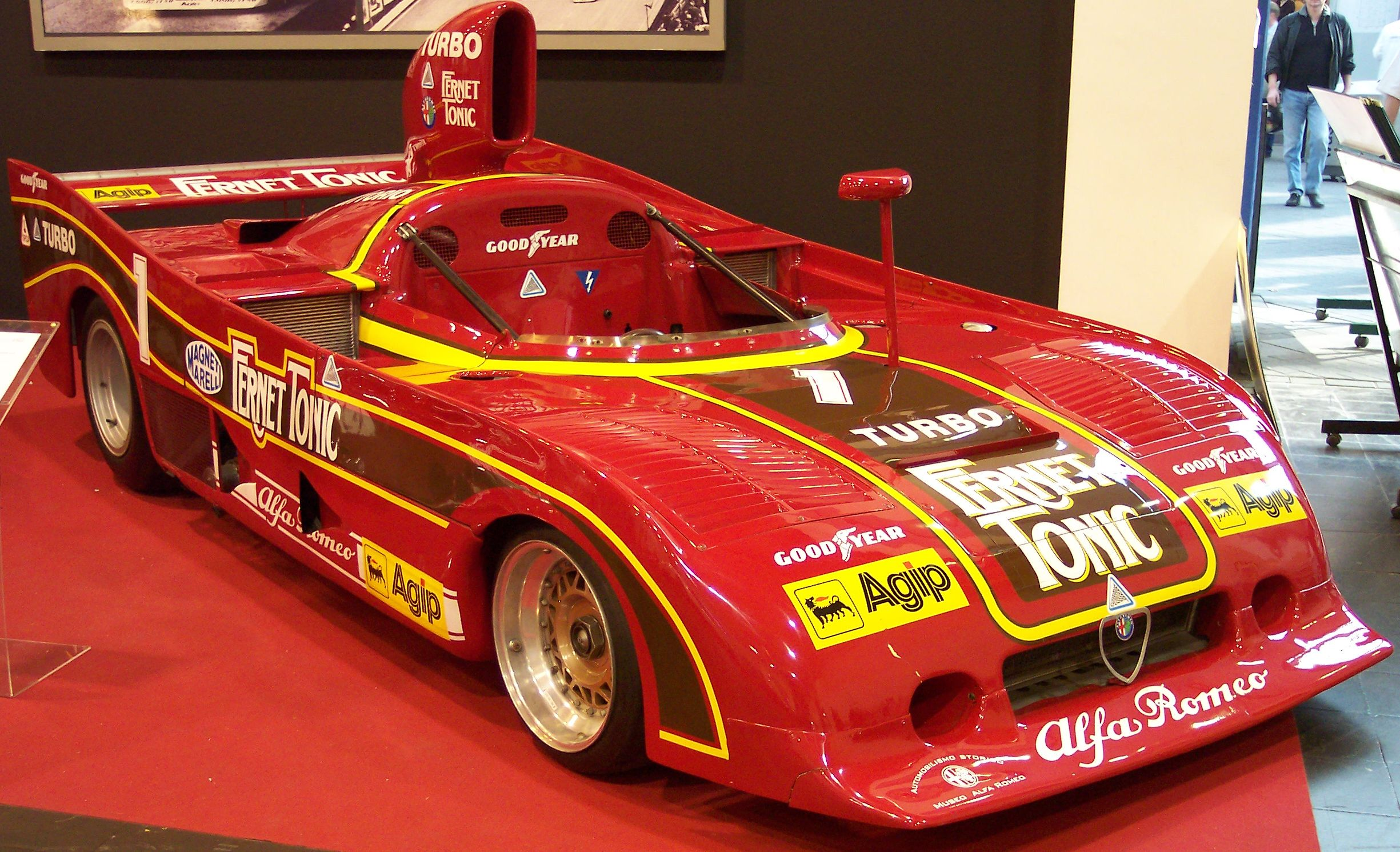
O mașină Alfa Romeo în 1977, pictată în rosso corsa („roșu de curse”), culoarea tradițională de curse a Italiei din anii 1920 până la sfârșitul anilor ’60.
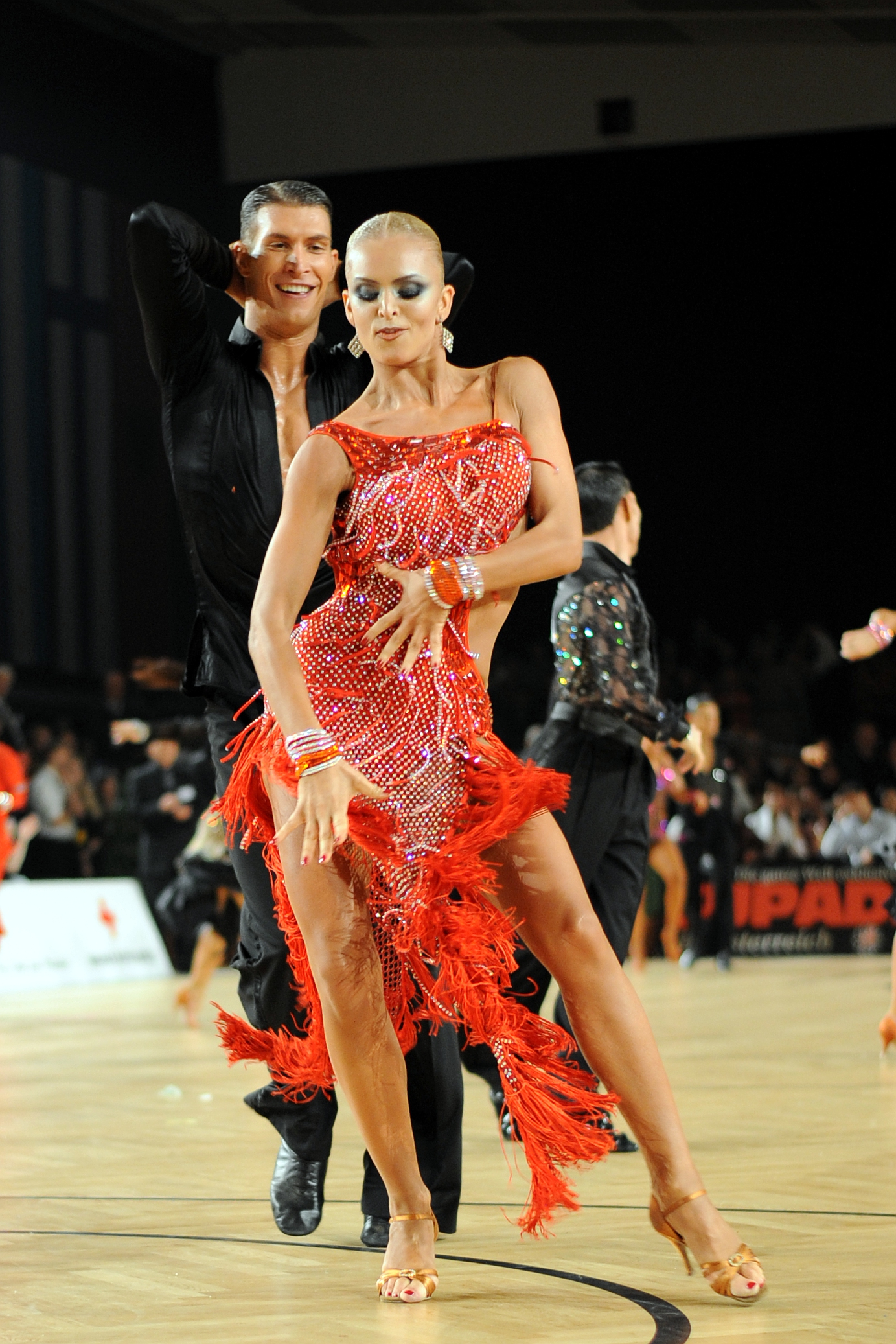
Costum roșu purtat la Cha-cha-cha
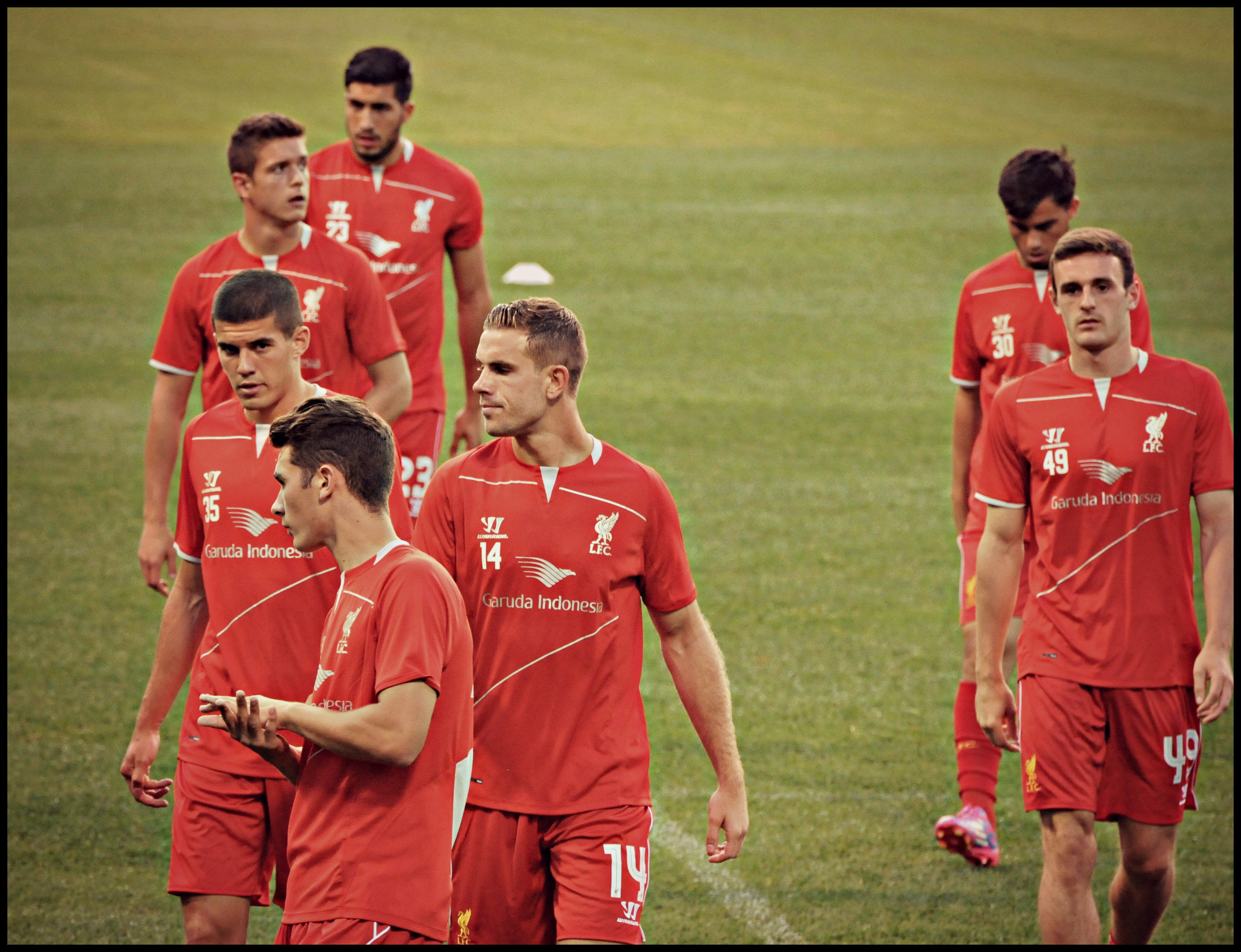
Jucători de la Liverpool, 2014
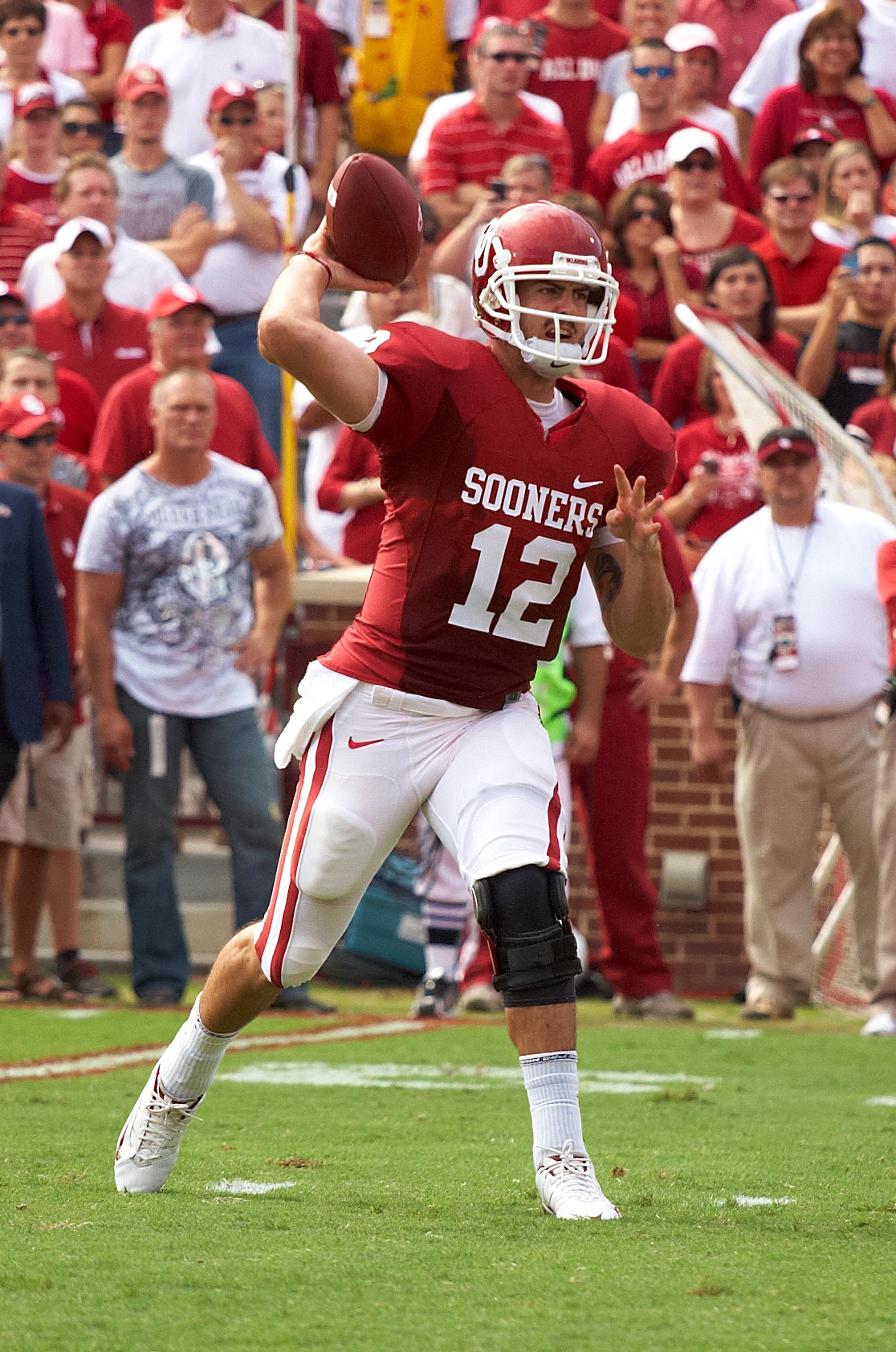
Jucător de fotbal american
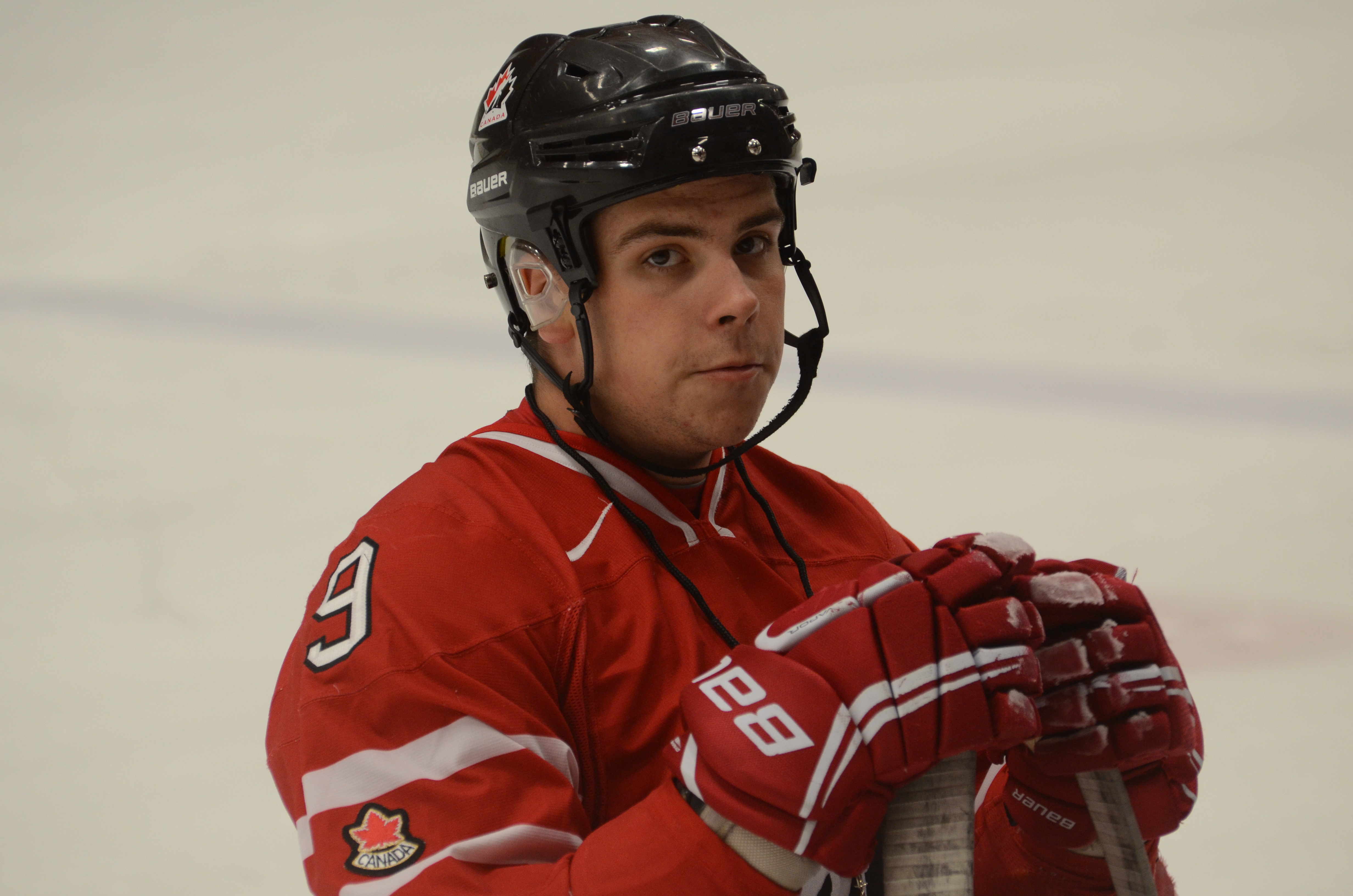
Jucător de hochei pe gheață
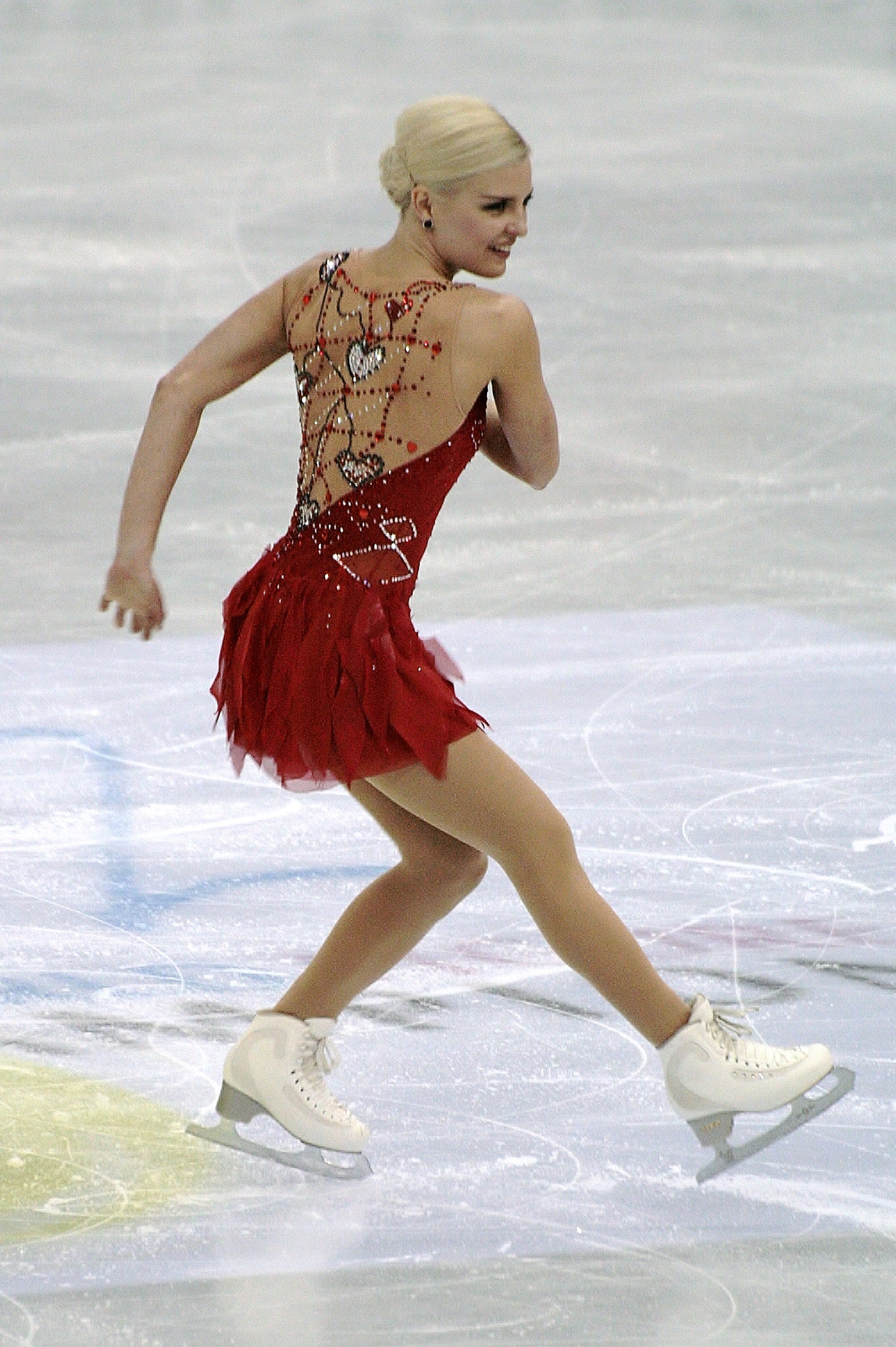
Patinatoare
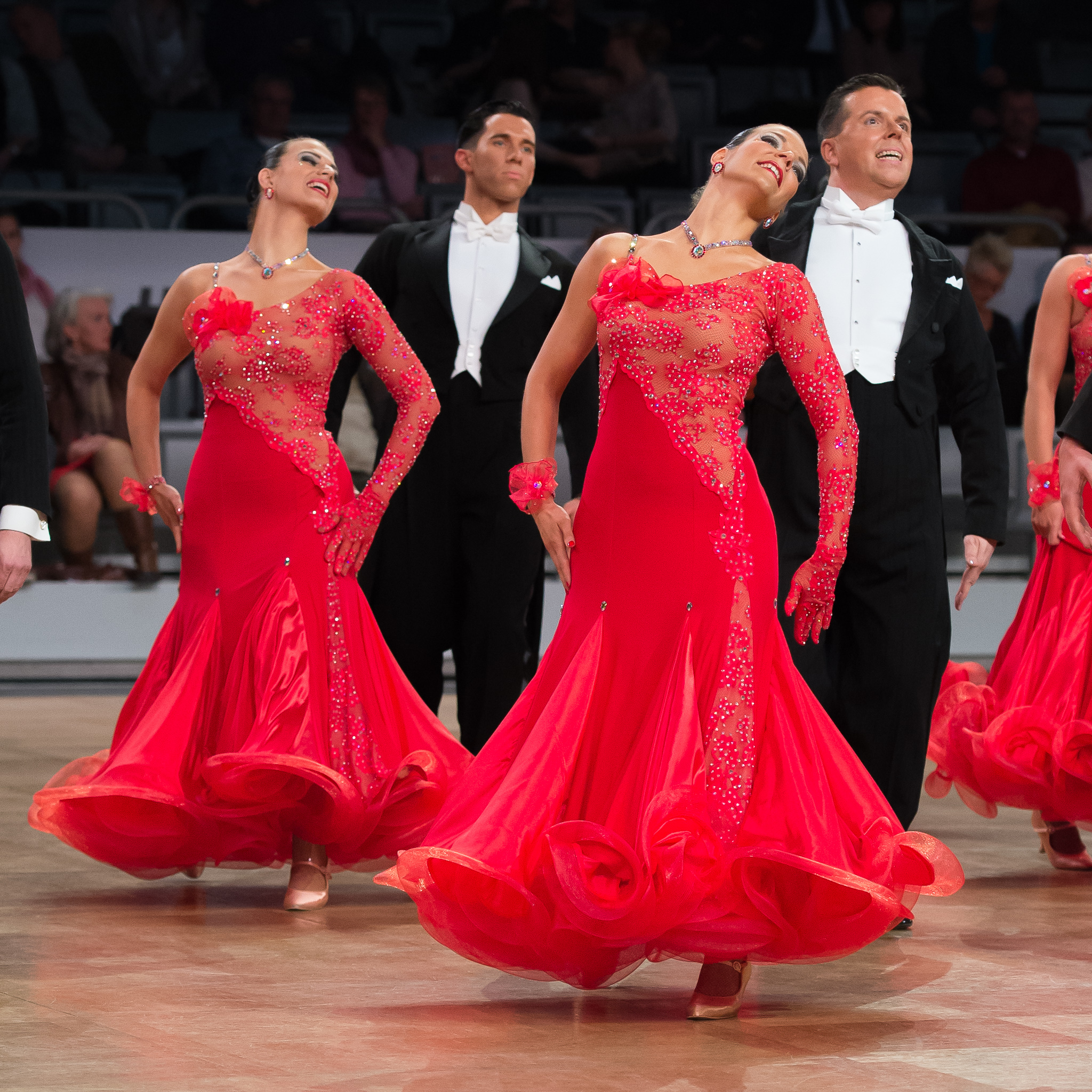
Dans sportiv
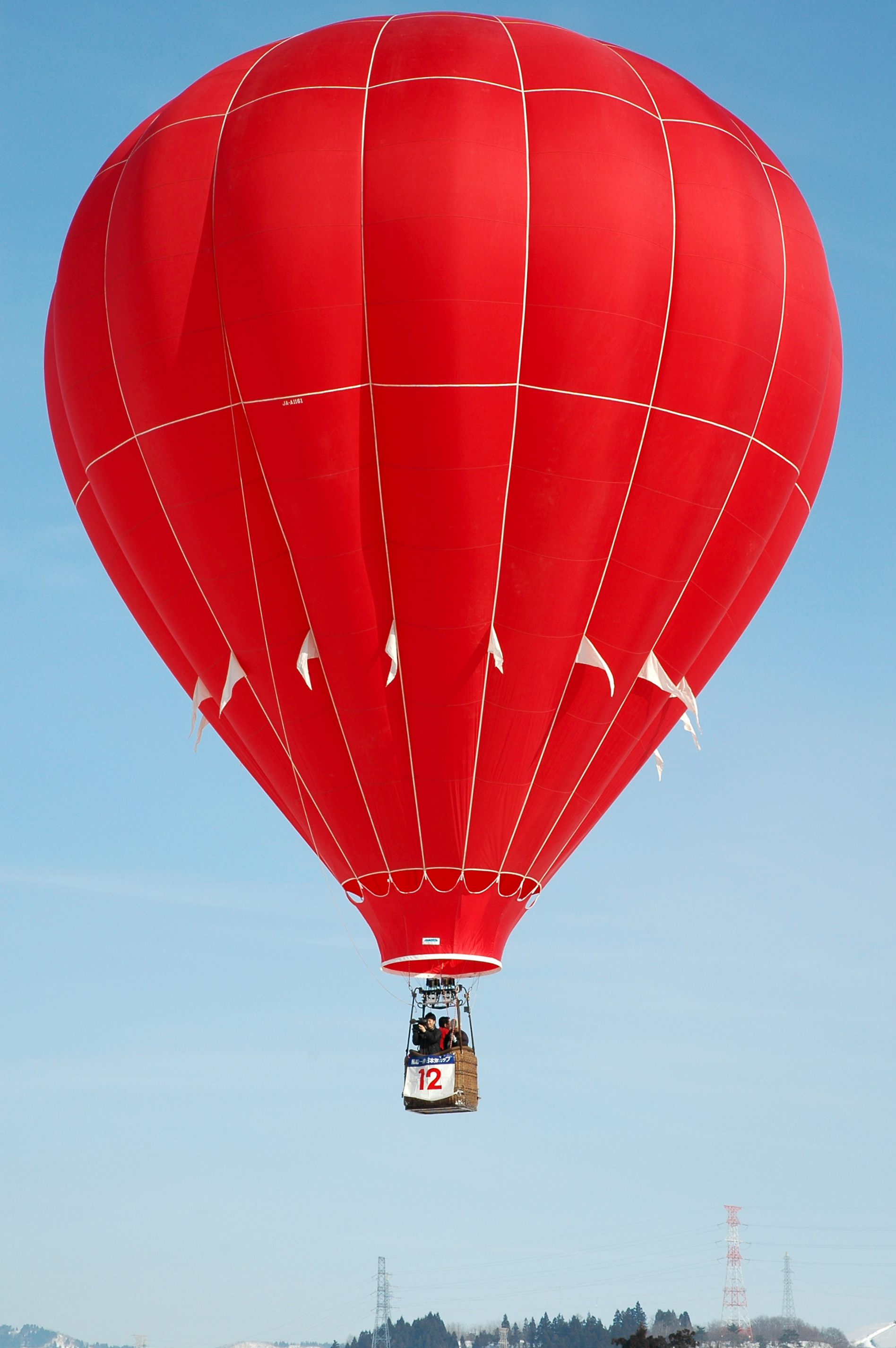
Balon cu aer cald în zbor
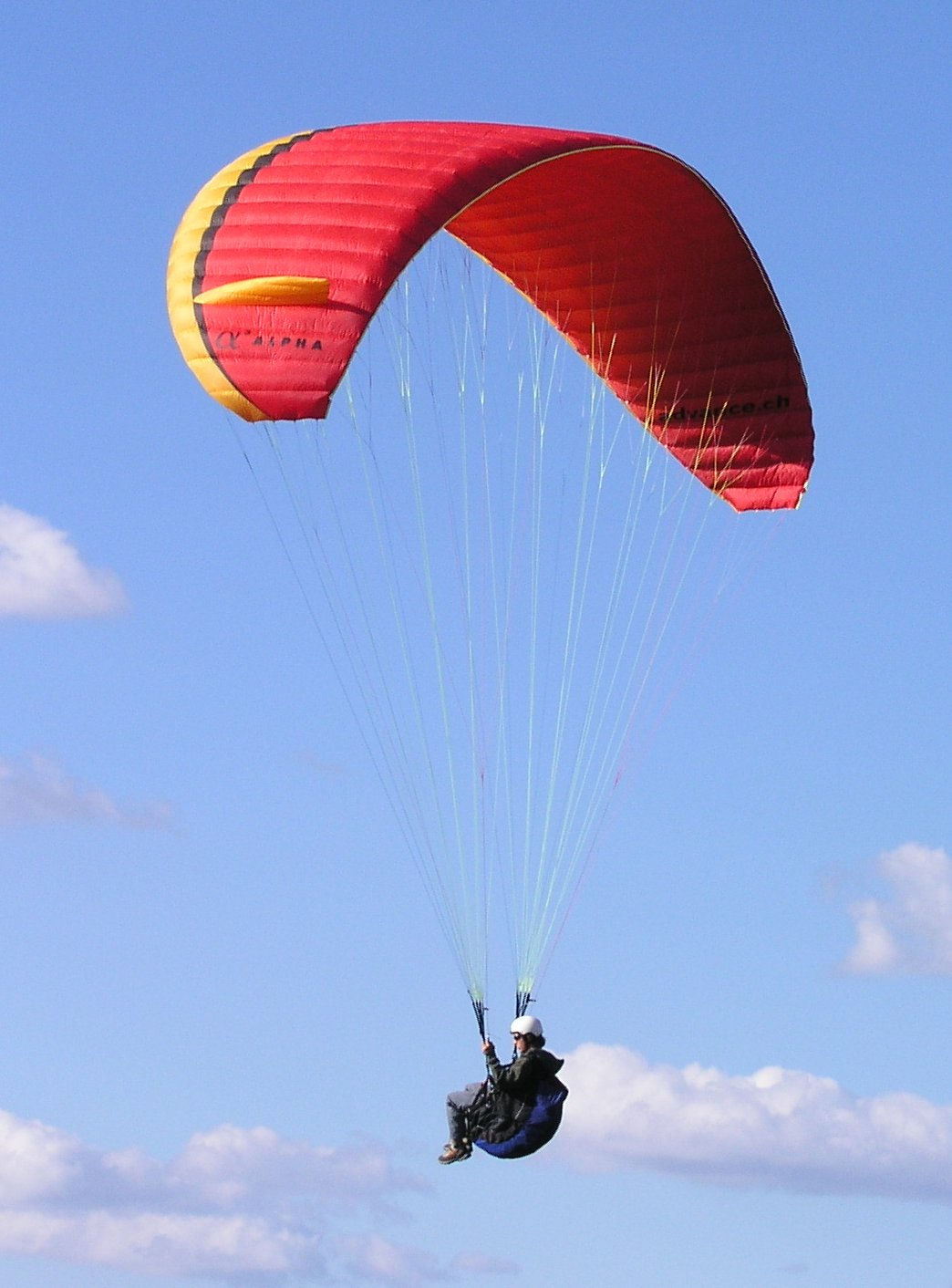
Parapantism

## Steaguri
Roșul este una dintre cele mai comune culori folosite pe steagurile naționale. Utilizarea roșului are conotații similare de la o țară la alta: sângele, sacrificiul și curajul celor care și-au apărat țara; Soarele, speranța și căldura pe care le aduce; sacrificiul sângelui lui Hristos (în unele națiuni istorice creștine) sunt câteva exemple. Roșul este culoarea steagurilor mai multor țări care au aparținut cândva Imperiului britanic. Steagul britanic poartă culorile roșu, alb și albastru; aceasta include crucea Sfântul Gheorghe, patronul spiritual al Angliei, și  crucea Sfântului Patrick, patronul spiritual al Irlandei, ambele fiind roșu pe alb.:10 Steagul Statelor Unite poartă culorile Marii Britanii, printre culorile de pe tricolorul [Franța|francez]] se numără roșu, la fel ca tricolorul României. Multe foste colonii spaniole, cum ar fi Mexic, Columbia, Costa Rica, Cuba, Ecuador, Panama, Peru, Puerto Rico și Venezuela prezintă roșu - una dintre culorile drapelului spaniol - pe propriile lor steaguri. 
Roșu, alb și negru au fost culorile Imperiului german din 1870 până în 1918 și, ca atare, au ajuns să fie asociate cu naționalismul german. În anii 1920 au fost adoptate drept  culorile drapelului nazist.
Roșu, alb, verde și negru sunt culorile pan-arabismului și sunt folosite de multe țări arabe. Roșu, auriu, verde și negru sunt culorile pan-africanismului. Mai multe țări africane folosesc astfel culoarea pe steagurile lor, inclusiv Africa de Sud, Ghana, Senegal, Mali, Etiopia, Togo, Guinea, Benin și Zimbabwe. 
Steagurile Japoniei și Bangladeshului au un cerc roșu în mijlocul diferitelor fundaluri colorate. Câmpul drapelului Portugaliei este verde și roșu. Imperiul otoman a adoptat mai multe steaguri roșii diferite pe parcursul celor șase secole ale guvernării sale, iar Turcia ca succesoare continuă drapelul otoman din 1844. 
Steagurile roșii sunt de asemenea folosite pentru a simboliza furtunile, condiții periculoase de scăldat și multe alte pericole. Steagurile marine sunt adesea roșii și galbene. 

Steagul Imperiului bizantin din 1260 până la căderea sa, în 1453
Crucea Sfântul Gheorghe a fost steagul Primei cruciade, apoi, începând din secolul al XIII-lea, steagul Angliei. Este culoarea roșie (împreună cu cea a Crucii Sfântului Patrick) din steagul Regatului Unit și, prin adopție, a roșului din steagul Statelor Unite.
Dungile roșii din steagul Statelor Unite au fost adaptate de drapelul Companiei Britanice a Indiilor de Est. Acesta este „Grand Union Flag”, primul steag american stabilit de Congresul continental.
Steagul Georgiei afișează, de asemenea, Crucea Sfântul Gheorghe. Acesta datează din steagul Georgiei medievale din secolul al V-lea.
Steagul cu frunza de arțar al Canadei, adoptat în 1965. Culoarea roșie provine de la Crucea Sfântul Gheorghe a Angliei.